# Avenue des Champs-Élysées
Pour les articles homonymes, voir Champs Élysées.
L’avenue des Champs-Élysées (souvent abrégé les Champs-Élysées, parfois les Champs) est une voie de Paris.
Longue de près de deux kilomètres et suivant l'axe historique de la ville, elle est une voie de circulation centrale reliant la place de la Concorde à la place Charles-de-Gaulle dans le 8e arrondissement.

## Origine du nom
Elle tire son nom des champs Élysées, le lieu des Enfers où séjournaient les âmes vertueuses dans la mythologie grecque.

## Réputation
Site touristique majeur, l’avenue a souvent été présentée comme la plus belle avenue de la capitale, voire comme la « plus belle avenue du monde ». Généralement boudée des Parisiens, parce que réputée bruyante, trop touristique et peu praticable, sa réinvention fait l'objet de débats,,.

## Situation et accès
L'avenue des Champs-Élysées est située dans le 8e arrondissement de Paris, dans le nord-ouest de la ville. Elle s'étend sur 1 910 mètres, d'est en ouest, reliant la place de la Concorde, où se dresse l'obélisque de Louxor, et la place Charles-de-Gaulle (ancienne « place de l'Étoile »), située au nord de la colline de Chaillot à l'un de ses points culminants. Ce sommet fut abaissé de cinq mètres de 1768 à 1774 et les déblais furent utilisés pour adoucir la pente de l'avenue de Neuilly (un de ses anciens noms) ce qui explique la montée régulière du Rond-point à la place au centre de laquelle se trouve l’arc de triomphe de l'Étoile. L'avenue d'une largeur de 70 mètres comprend une chaussée de 30 mètres de quatre voies de circulation dans chaque sens et de deux trottoirs de 20 mètres chacun.

Vue de l'avenue des Champs-Élysées depuis la Roue de Paris sur la place de la Concorde. La perspective de l'avenue, connue comme axe historique ou voie royale aligne l'ancien palais des Tuileries, la place de la Concorde et son obélisque, l'Arc de triomphe de l'Étoile et le quartier de La Défense au loin. Le Petit Palais, le Grand Palais et les jardins des Champs-Élysées sont visibles de part et d'autre de l'avenue.

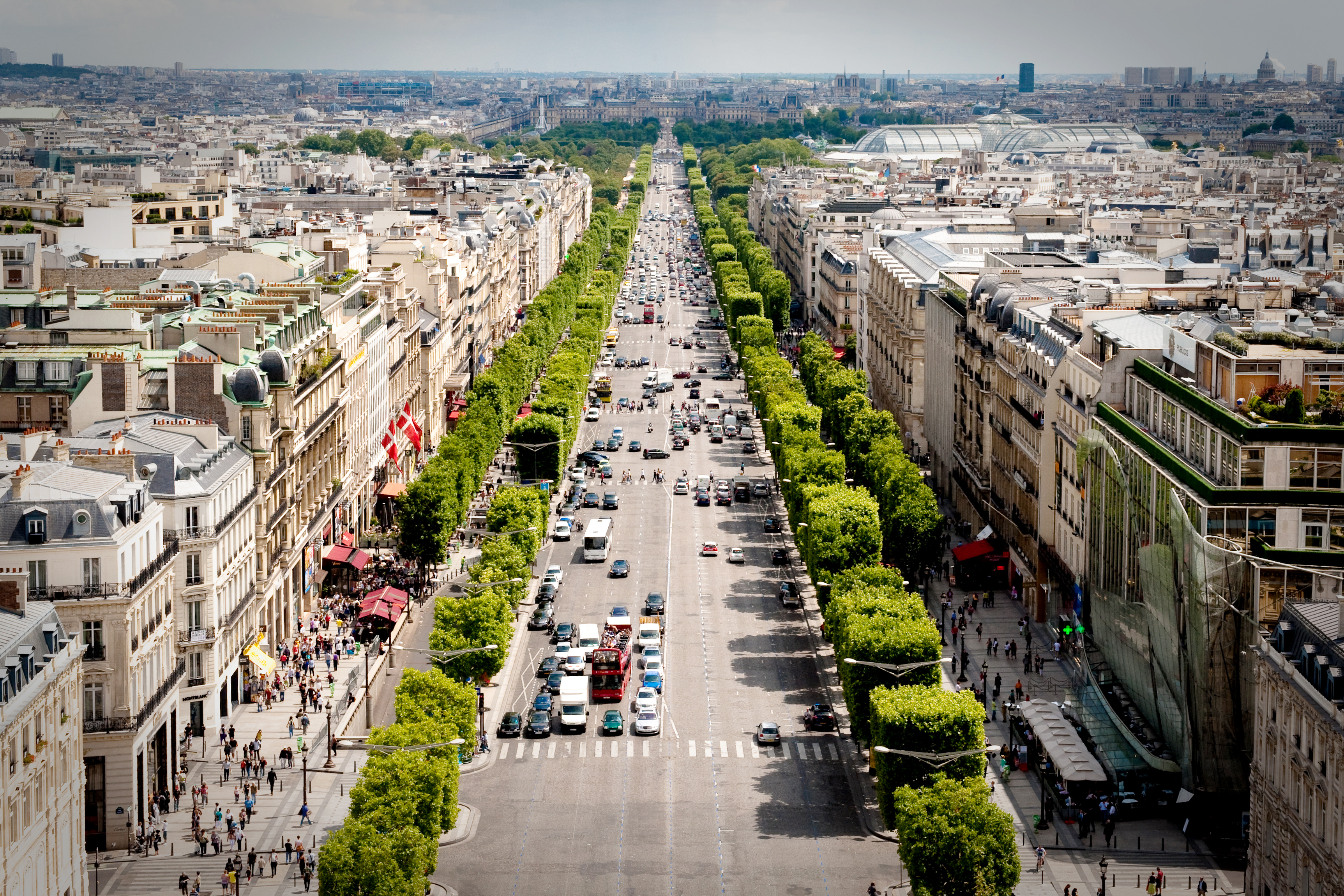
Vue de l'avenue des Champs-Élysées vers l'est, depuis le haut de l'Arc de triomphe de l'Étoile. L'obélisque de Louxor sur la place de la Concorde, le jardin des Tuileries et le palais du Louvre sont visibles dans la perspective de l'avenue.

Voici les stations du métro et gares RER qui desservent l'avenue des Champs-Élysées :
- Concorde (lignes 1, 8 et 12) ;
- Champs-Élysées - Clemenceau (lignes 1 et 13) ;
- Franklin D. Roosevelt (lignes 1 et 9) ;
- George V (ligne 1) ;
- Charles de Gaulle - Étoile (lignes 1, 2 et 6) ;
- Gare de Charles-de-Gaulle - Étoile (ligne A du RER).

Son tracé rectiligne offre une longue perspective née du palais du Louvre, dans laquelle s'alignent la statue équestre de Louis XIV dans la cour Napoléon du Louvre, l'arc de triomphe du Carrousel, le jardin des Tuileries, l'Obélisque, l'Arc de Triomphe, et plus loin à l'ouest, en dehors de Paris, l'arche de la Défense. Il s'agit de l'axe historique de l'ouest parisien.
Dans sa partie inférieure, à l'est du rond-point des Champs-Élysées-Marcel-Dassault, l'avenue est bordée par des contre-allées (baptisées « promenade des Champs-Élysées ») longeant les jardins des Champs-Élysées que l'avenue traverse ainsi sur toutes leurs longueurs (soit 700 mètres).
Ces jardins, larges de 300 à 400 mètres, sont divisés en espaces rectangulaires appelés « carrés » :
- sur le côté nord, d'est en ouest :
  - carré des Ambassadeurs : il tire sa dénomination des hôtels édifiés par l'architecte Ange-Jacques Gabriel sur la place de la Concorde voisine, qui furent un temps destinés à servir de logement à des ambassadeurs étrangers ; on y trouve notamment l'Espace Cardin ;
  - carré de l'Élysée (devant le palais de l'Élysée), avec notamment le pavillon Gabriel ;
  - carré Marigny (au débouché de la rue du Cirque) : on y trouve le théâtre Marigny, le restaurant Laurent et le marché aux timbres ;
- sur le côté sud, d'est en ouest :
  - carré du géorama ou Ledoyen (face au carré des Ambassadeurs) : on y trouve le restaurant Pavillon Ledoyen ;
  - grand carré du Battoir, dit aussi grand carré des Jeux, ou encore des Fêtes (face au carré de l'Élysée) : ce carré a été aménagé par le marquis de Marigny, directeur général des Bâtiments du Roi sous Louis XV, à la demande de sa sœur, la marquise de Pompadour, qui voulait jouir d'une vue dégagée vers la Seine et les Invalides depuis son palais de l'Élysée. On y trouve le Petit Palais et le Grand Palais, qui abrite notamment le Palais de la découverte et les Galeries nationales du Grand Palais.

À l'exception du dernier, chacun de ces carrés comporte, depuis les aménagements effectués sous la direction de l'architecte Jacques Hittorff en 1840-1847, une fontaine.
Dans la partie supérieure de l'avenue, à l'ouest du rond-point, on trouve de nombreuses boutiques de luxe, des lieux de spectacle, des cinémas, notamment les UGC Normandie et George-V ; le Lido ; des cafés et restaurants (Fouquet's)…
L'avenue a inspiré la création de la Benjamin Franklin Parkway à Philadelphie (Pennsylvanie) en 1917.

## Histoire

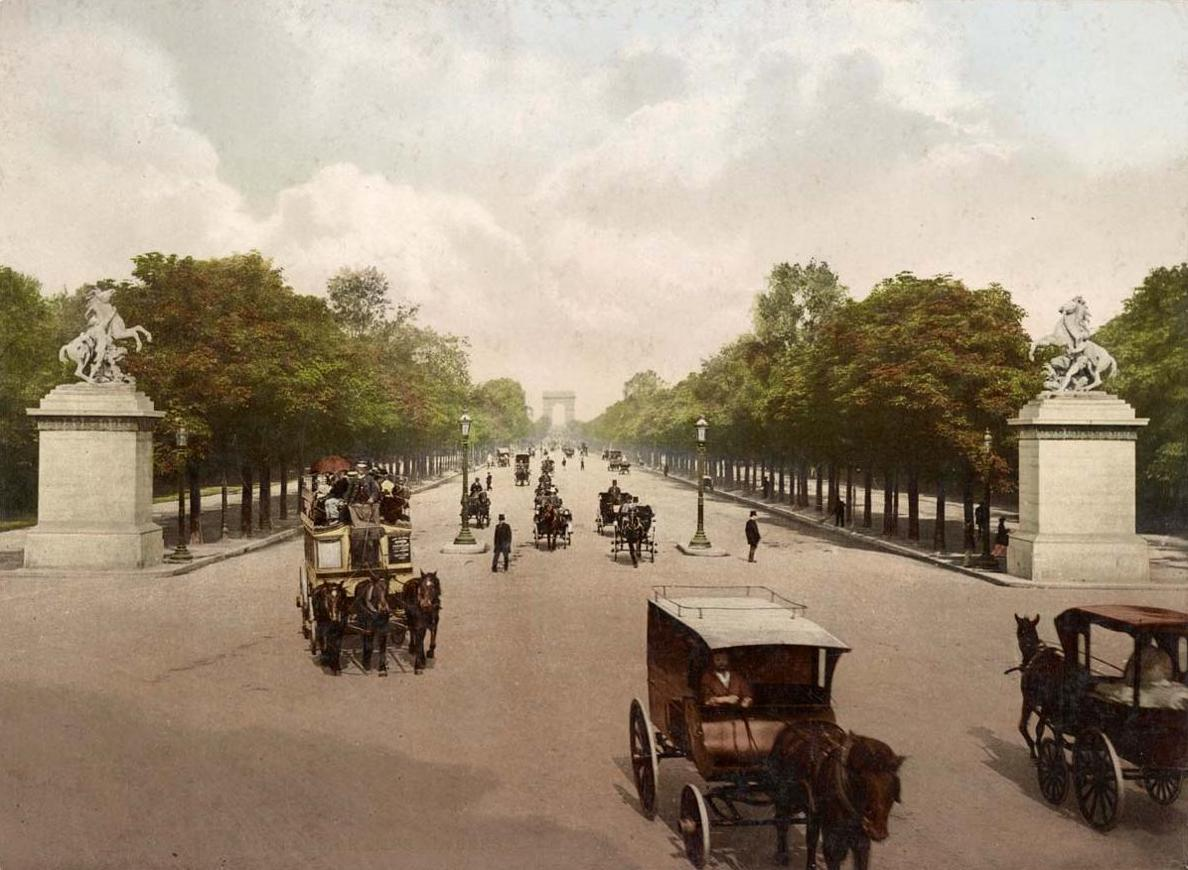
Les Champs-Élysées en 1890.

À l'origine, les Champs-Élysées ne sont que des terrains marécageux et inhabités. Marie de Médicis décide d'y faire aménager au-delà du palais des Tuileries, le long de la Seine, une longue allée bordée d'ormes et de tilleuls. Le cours la Reine, s'inspirant de la promenade florentine des Cascine, est ouvert en 1616.
Les conquêtes du début du règne de Louis XIV ayant repoussé les frontières du royaume, le roi, se souvenant de la résistance de la Ville lors de la Fronde et voulant embellir et étendre la capitale, adopte la proposition de Colbert de raser ses fortifications et de percer de grandes avenues. Par un décret du 24 août 1667, le roi décide l'ouverture d'un chemin pour faciliter le passage des voitures de ses courtisans se rendant au domaine royal de Saint-Germain-en-Laye et au château de Versailles en construction.
Le roi charge André Le Nôtre, le paysagiste du château de Versailles et, à Paris, du jardin des Tuileries, d'aménager à travers les bois et les marais qui longent la Seine cette « avenue des Tuileries » (qui sera appelée successivement, Grand Cours, avenue de Neuilly ou route de Saint-Germain) en axe royal. Cet axe depuis le palais des Tuileries, résidence du roi, doit offrir une perspective aussi grandiose que celle qui s'étend devant le château de Versailles, ce dernier symbolisant l'éloignement du gouvernement et la cour de Paris.
André Le Nôtre trace dans l'axe du pavillon central du palais des Tuileries, depuis l'actuelle place de la Concorde jusqu'à l'actuel rond-point des Champs-Élysées-Marcel-Dassault, en direction de la montagne du Roule — qui se situait à l'emplacement de l'actuelle place de l'Étoile — une belle avenue bordée de terrains où sont aménagés des allées d'ormes et des tapis de gazon. On l'appelle le « Grand-Cours » pour le distinguer du cours la Reine, ou encore la « grande allée du Roule », l’« avenue de la Grille Royale » (1678), l’« avenue du Palais des Tuileries » (1680) et les « Champs-Élysées », nom qui apparaît en 1694 mais qui n'est définitivement fixé qu'en 1709 comme l'attestent les comptes royaux. Ce nom est choisi en référence à la mythologie grecque, peut-être en opposition à la partie basse, marécageuse et malsaine, lieu de prostitution.

### AuXVIIIesiècle

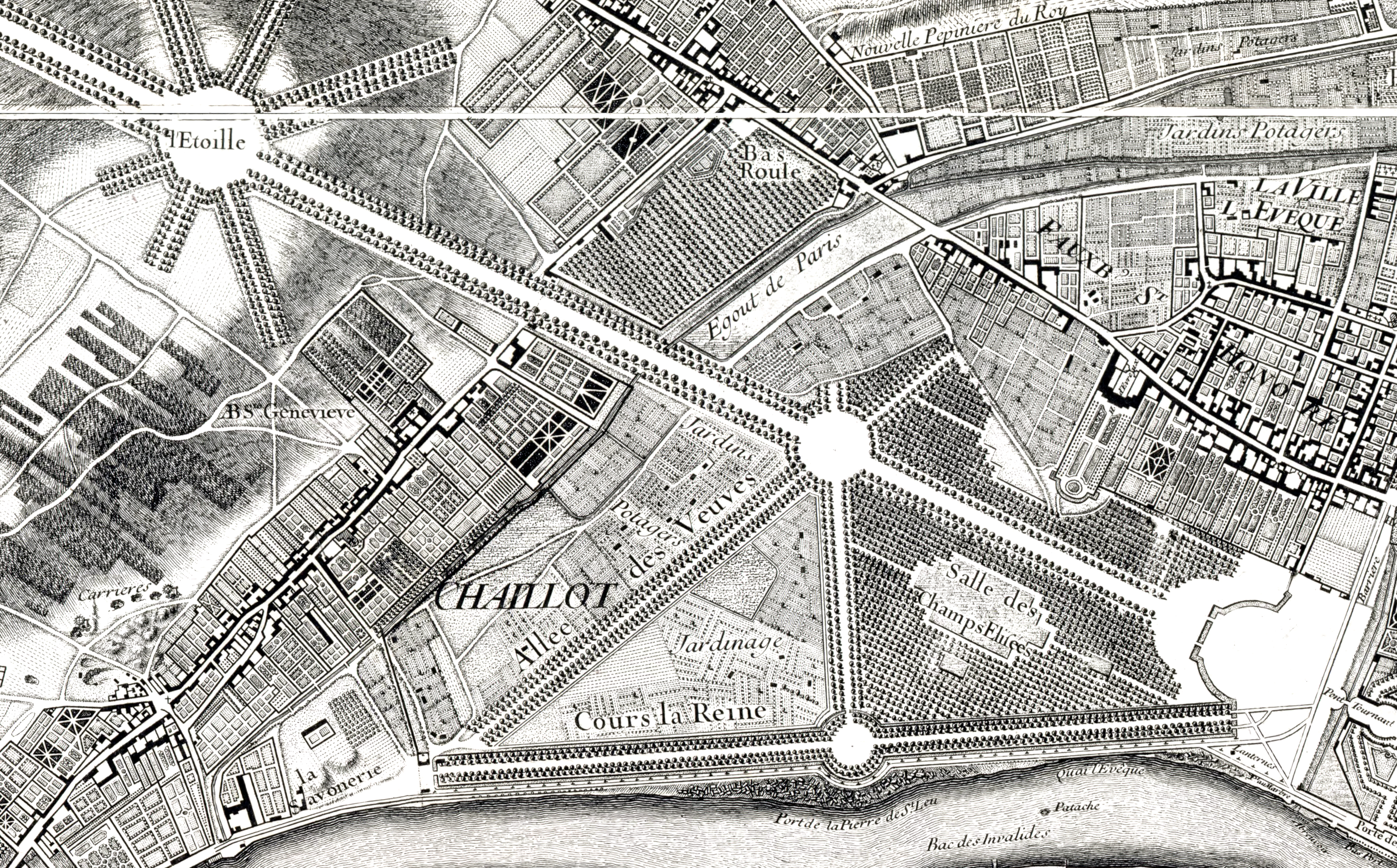
Les Champs-Élysées en 1730 (plan de Roussel).

La nouvelle avenue se développe au-delà de l'enceinte de Louis XIII et franchit (au niveau de l'actuelle rue Marbeuf) le Grand Égout, qui suivait le tracé d'un petit ruisseau descendant de Ménilmontant pour se jeter dans la Seine au niveau de l'actuel pont de l'Alma. Ce n'est qu'en 1710 que le duc d'Antin, surintendant des Bâtiments du Roi, fait jeter un pont de pierre au-dessus de cet égout. Ce pont permet de prolonger l'avenue jusqu'à ce que l'on appelait alors l'« étoile de Chaillot » — correspondant à l'ensemble du tracé actuel. Cette entreprise est achevée en 1724.
En 1722, le roi avait annexé le village du Roule aux faubourgs de Paris. En 1765, il permet la construction de bâtiments de part et d'autre de l'avenue des Champs-Élysées. En 1770, le marquis de Marigny, directeur général des Bâtiments du Roi, Arts, Jardins et Manufactures, fait entreprendre le nivellement de la montagne du Roule, renouvelle les plantations et fait tracer les actuelles avenues de Marigny et Matignon ainsi que l'allée des Veuves (actuelle avenue Montaigne). En 1774, il fait élargir l'avenue et la fait prolonger à l'ouest jusqu'à la Seine, au niveau du pont de Neuilly, par les actuelles avenues de la Grande-Armée à Paris et Charles-de-Gaulle à Neuilly-sur-Seine. On parle alors d’« avenue de la Grille royale » jusqu'à la barrière de Chaillot et d’« avenue de Neuilly » au-delà de celle-ci.
Malgré ces travaux, les Champs-Élysées ont longtemps mauvaise réputation. C'est un lieu de médiocres guinguettes qui attirent de mauvais garçons, des prostituées et même des brigands. Quelques baraques de foire y sont installées. Un luxueux parc de loisirs ou vauxhall, le Colisée, est inauguré en 1771 au niveau du rond-point des Champs-Élysées, mais il ne tarde pas à péricliter car le public hésite à se rendre le soir dans ce qui est encore une partie de Paris excentrée et surtout mal famée, et l'établissement fait faillite dès 1780. Les promeneurs préfèrent diriger leurs pas le long du cours la Reine, qui suit le tracé de la Seine et où l'on peut jouer aux quilles, à la paume ou aux barres. Au bout du cours la Reine se trouve d'ailleurs un établissement populaire, quoique de mauvaise réputation, le Petit Moulin-Rouge, bâti sur des terrains appartenant à madame du Barry. Pour améliorer la sécurité des Champs-Élysées, un poste de Gardes Suisses contigu à la barrière de Chaillot est établi en 1777.
La popularité des Champs-Élysées, qui prennent alors leur dénomination définitive d’« avenue des Champs-Élysées » (1789), ne décolle véritablement que sous la Révolution française. C'est par les Champs-Élysées que passe le cortège de mégères qui, le 5 octobre 1789, sous la conduite de Théroigne de Méricourt et de Reine Audu, se dirige vers Versailles pour ramener la famille royale à Paris. C'est aussi par les Champs-Élysées que la famille royale est ramenée dans Paris le 25 juin 1791 après la fuite à Varennes, entre deux haies de Gardes nationaux qui rendent les honneurs la crosse en l'air. Sous la Terreur, la place de la Concorde est le théâtre des exécutions capitales. Au bas de l'avenue, Huzard fait placer, sur des socles dessinés par le peintre David, les groupes de chevaux en marbre exécutés par Guillaume Coustou pour l'abreuvoir du château de Marly. Sur le plan administratif, la section des Champs-Élysées est créée en 1790, circonscription qui devient en 1795 le quartier des Champs-Élysées. Le territoire du quartier administratif des Champs-Élysées s'étend alors au nord et au sud de l'avenue du même nom. Après le redécoupage de 1860, le quartier de ce nom sera d'une surface plus restreinte et essentiellement au sud de l'avenue.

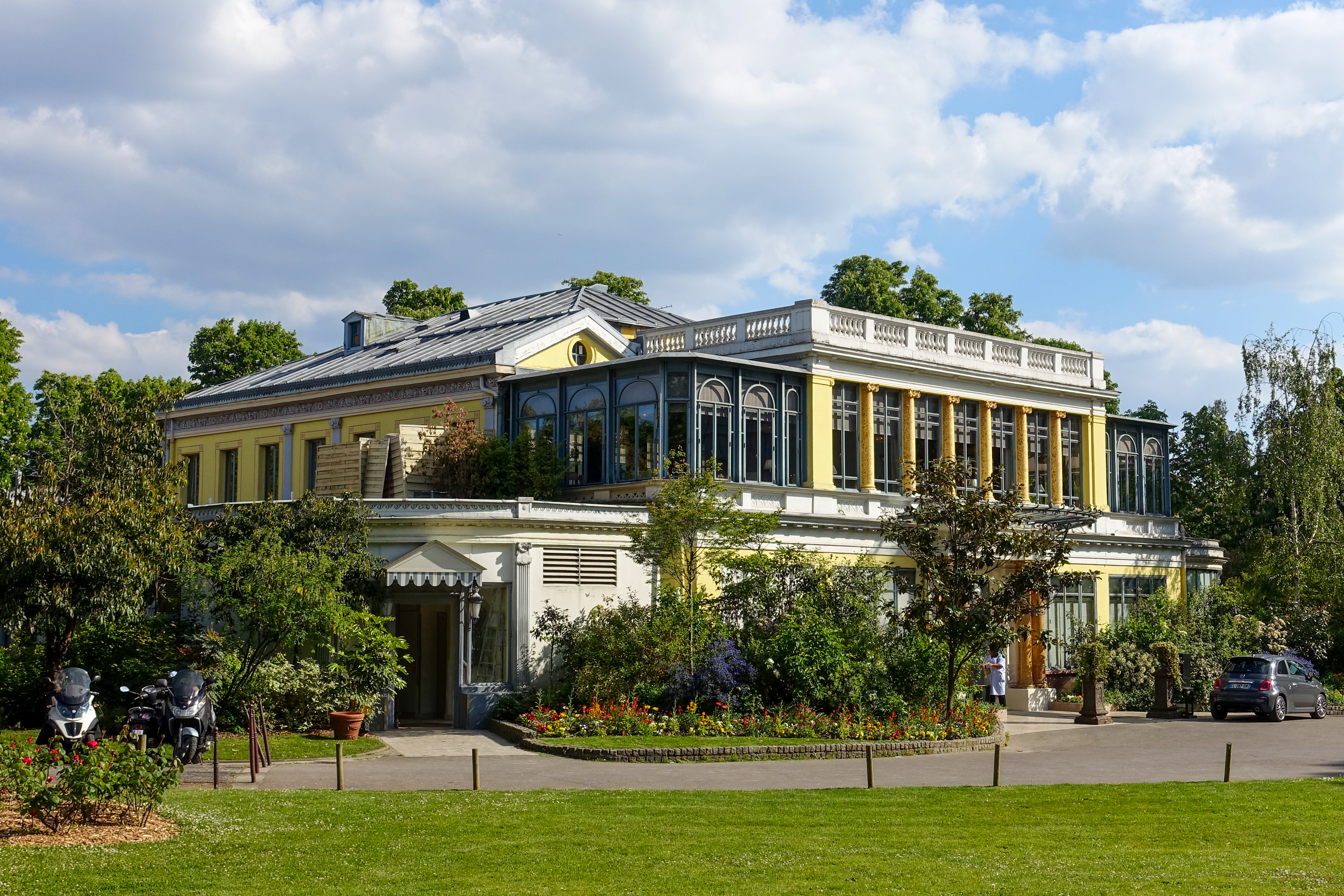
Le Pavillon Ledoyen construit en 1792.

Le Directoire fait élargir l'avenue centrale, fermer quelques bouges et combler les caves et souterrains où se réfugiaient les malfaiteurs pour échapper à la police. Des cafés élégants ouvrent leurs portes comme le Café des Ambassadeurs, dont les plans auraient été dessinés par Jean-Jacques Rousseau, ainsi que des restaurants comme celui du traiteur Dupe, ouvert en 1800 et qui attire toutes les célébrités de l'heure, à commencer par Barras, dans une jolie maison blanche à volets verts là où s'élève aujourd'hui le Ledoyen. Les Champs-Élysées deviennent un lieu de promenade élégante, point de passage pour aller prendre l'air à la campagne, vers Longchamp. Le pèlerinage à l'abbaye de Longchamp durant la Semaine sainte redevient une sorte de chevauchée mondaine qui suscite les protestations de l'archevêque de Paris.

### Les aménagements de Jacques Hittorff auXIXesiècle
En 1800, entre le rond-point et la barrière de l'Étoile, seulement six immeubles sont édifiés, dont l’hôtel de Massa. Entre ces bâtiments, de nombreux bals et jardins animent l’avenue. 

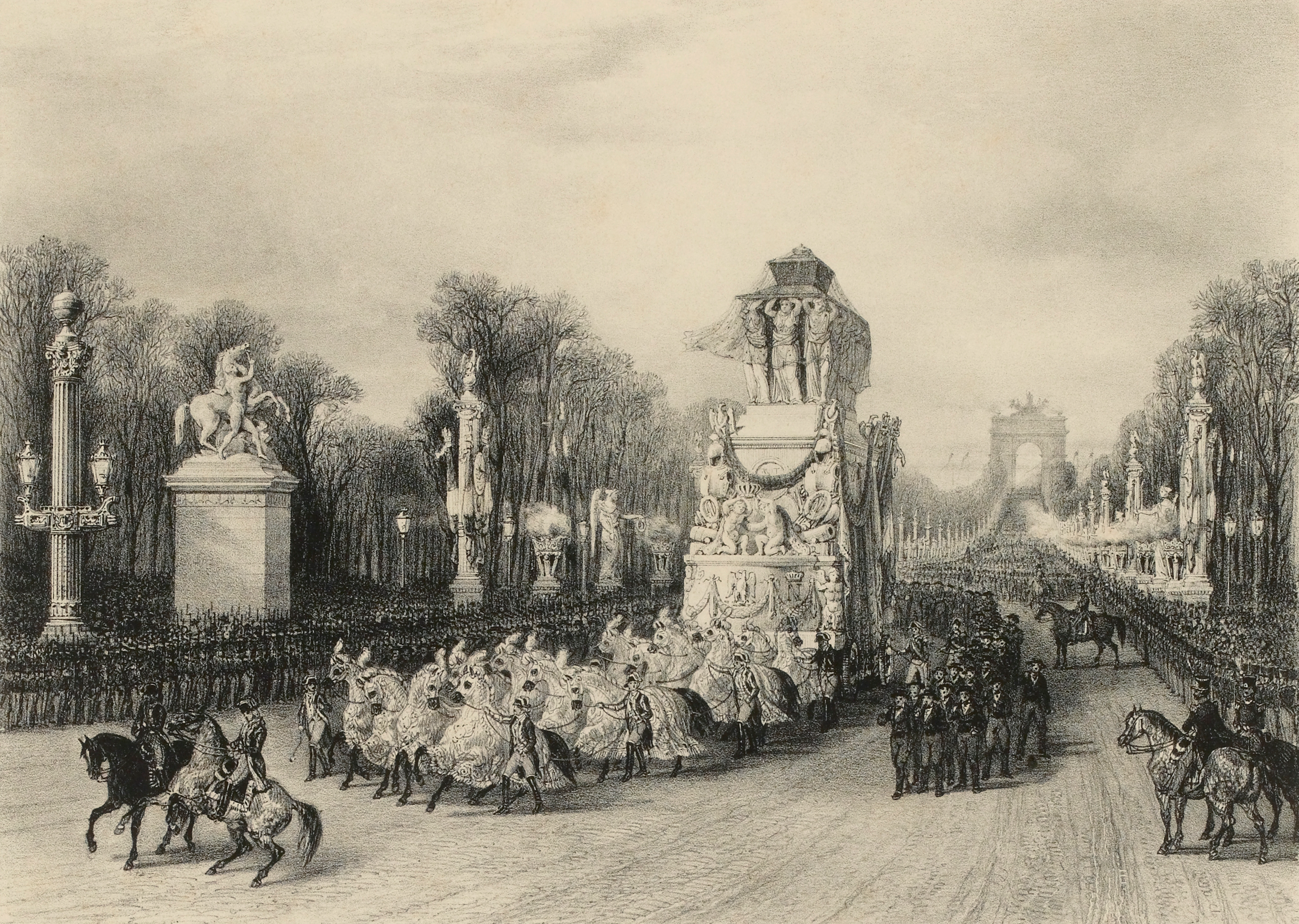
C'est par l'avenue que s'effectue, le 15 décembre 1840, le retour des cendres de Napoléon Ier, devant 100000 spectateurs.

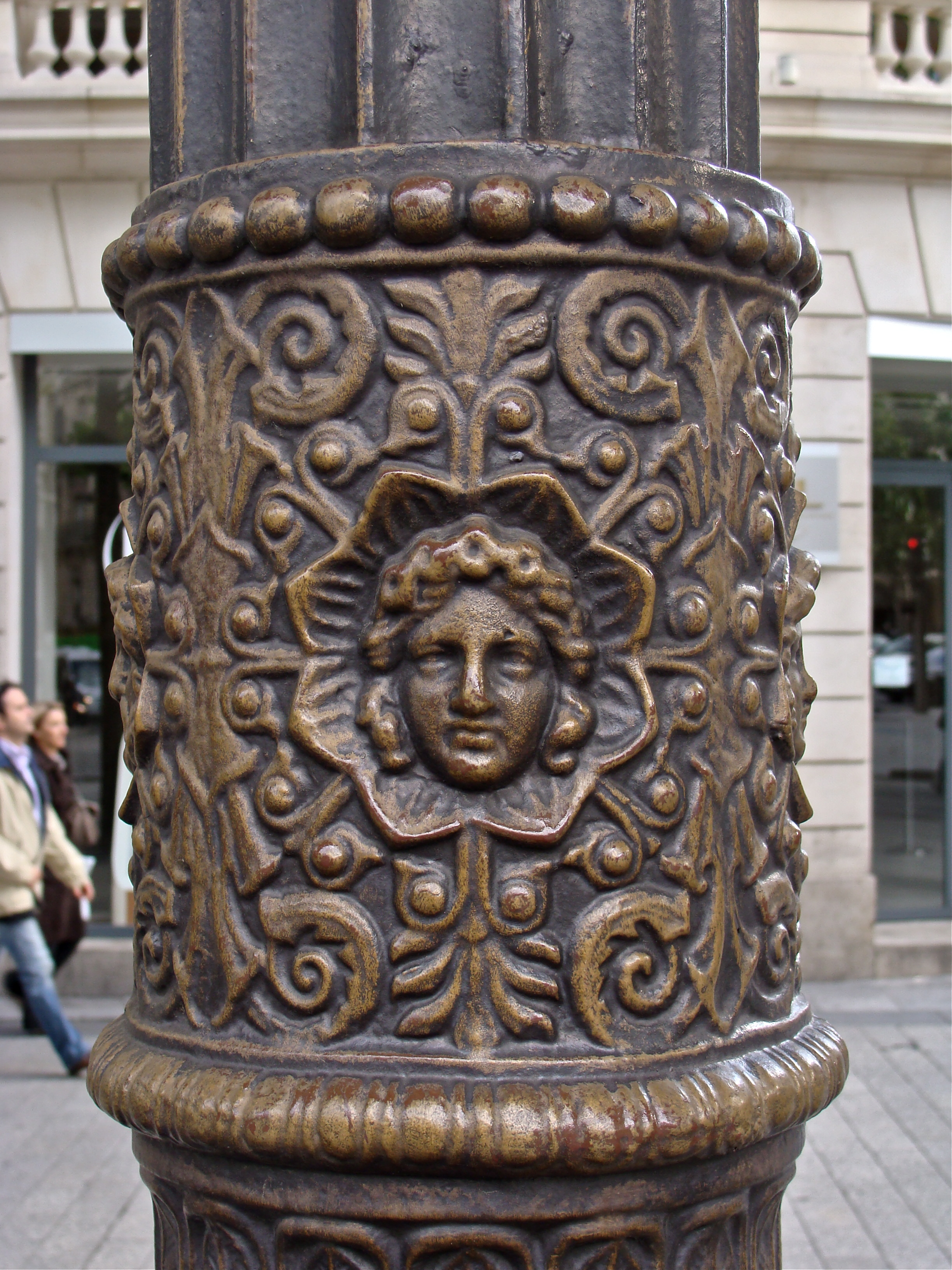
Mobilier urbain : détail d'un luminaire, après la rénovation de 1994.

Le quartier des Champs-Élysées reste cependant peu sûr. Le 2 avril 1810, c'est par l'avenue, parée pour l'occasion d'un arc de triomphe factice, que la nouvelle impératrice des Français, Marie-Louise d'Autriche, fait son entrée dans la capitale. C'est par le même chemin qu'elle la quitte le 29 mars 1814. Le surlendemain, le tsar de Russie, Alexandre Ier, le roi de Prusse, Frédéric-Guillaume III et le prince de Schwarzenberg prennent place dans une tribune dressée à proximité du palais de l'Élysée pour assister au défilé des troupes alliées. Celles-ci bivouaquent dans les jardins, qu'elles laissent dans un état déplorable.
Le 25 juin 1815, à la fin des Cent-Jours, après la défaite de Waterloo, l'empereur Napoléon Ier quitte définitivement Paris, où il a abdiqué, au palais de l'Élysée, pour rejoindre le château de Malmaison. Il traverse les Champs-Élysées, au sommet desquels l'Arc de triomphe est encore en construction
Louis XVIII le fait remettre en état et ouvrir l'avenue Gabriel. Pour poursuivre l'aménagement de l'avenue, le préfet de la Seine, le comte Chabrol de Volvic, suivant la loi des 20-27 août 1828, fait affecter l'ensemble des jardins à la Ville de Paris : « Sont concédés à la ville de Paris, à titre de propriété, la place Louis XVI et la promenade dite des Champs-Élysées, telles qu'elles sont désignées au plan annexé à la présente loi, y compris les constructions dont la propriété appartient à l'État et à l'exception des deux fossés de la place Louis XVI qui bordent le jardin des Tuileries. Ladite concession est faite à la charge de la ville de Paris :
1. ° de pourvoir aux frais de surveillance et d’entretien des lieux ci-dessus désignés ;
2. ° d’y faire, dans un délai de cinq ans, des travaux d’embellissement jusques à concurrence d’une somme de deux millions deux cent trente mille francs au moins ;
3. ° de conserver leur destination actuelle aux terrains concédés, lesquels ne pourront être aliénés en tout ou en partie »[22].

La Ville construit les premiers trottoirs. À partir de 1834, l'architecte Jacques Hittorff est chargé de réaménager les jardins des Champs-Élysées, parallèlement à son intervention sur la place de la Concorde.
Avec l'accord du nouveau préfet de la Seine, le comte de Rambuteau, Hittorf entreprend de créer des massifs à l'anglaise et de faire de nouvelles plantations. Il élève quatre fontaines de style homogène :
- la fontaine des Quatre Saisons, dite aussi fontaine du Cirque, est la première installée en 1839. Elle est ornée d'un groupe de quatre enfants, symbolisant les saisons. Elle est l'œuvre du sculpteur Barre ;
- la fontaine de Diane fut confiée au sculpteur Desprez[24] ;
- la fontaine de Vénus, appelée parfois fontaine des Ambassadeurs, érigée comme la précédente en 1840 est l'œuvre de Duret ;
- la quatrième, appelée fontaine de la Grille du coq, est d'une facture plus simple, elle ne possède pas de sculptures et date aussi de 1840.

Hittorf dessine également les réverbères en fonte toujours en place, mais alors alimentés au gaz, et qui achèvent de donner aux Champs-Élysées, selon la Revue de l'Art « l'effet le plus agréable qu'il soit donné de voir ».
L’ordonnance du 5 avril 1846 fixe l’alignement des immeubles du rond-point des Champs-Élysées aux rues Washington et de Bassano. Elle n’a un effet que modéré car la voie reste bordée par des jardins sur une partie de son cours.
Le 22 février 1848, un grand banquet se tient aux Champs-Élysées, ce sera le point de départ de la Révolution de 1848.
Sculptures et réverbères profiteront à partir de 1856 du système de cuivrage industriel, mis au point par Léopold Oudry, qui assurera leur protection.
Dans le projet qu'il soumet au conseil municipal de Paris en 1835, Hittorff propose également de créer un panorama, un cirque, des restaurants et cafés de grand luxe et un théâtre.

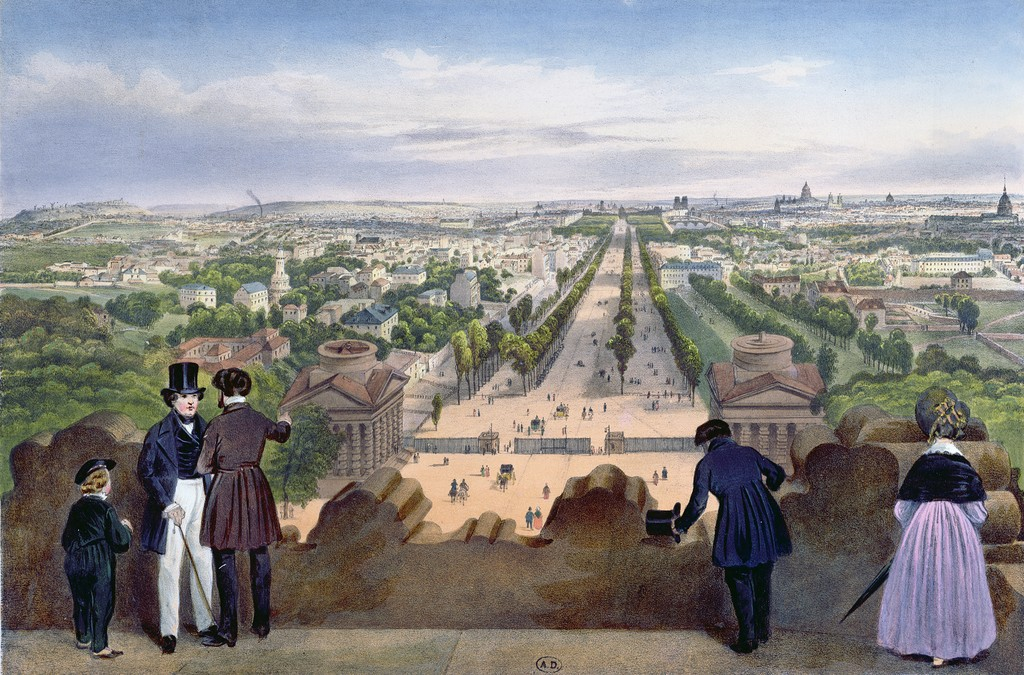
L'avenue vers 1850.

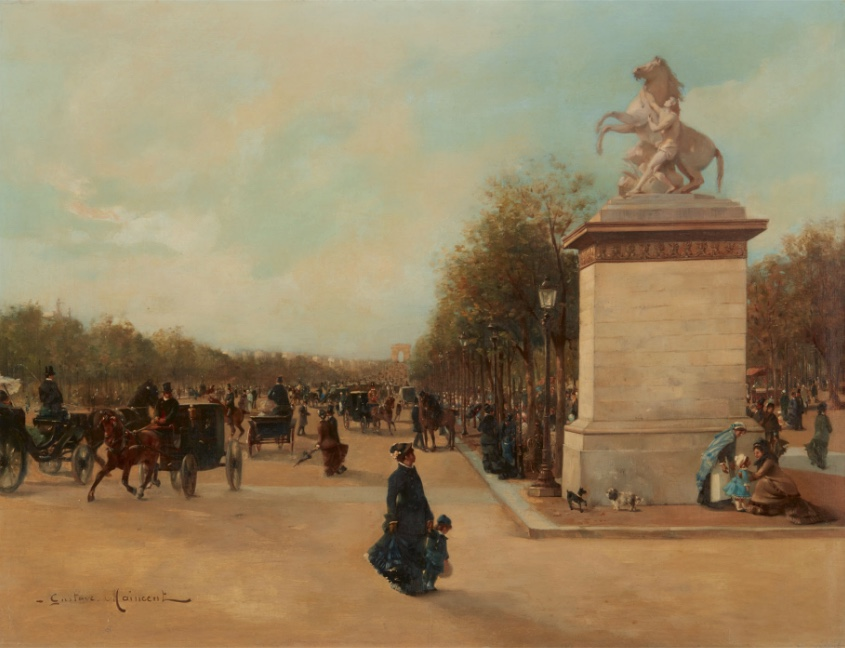
Les Champs Élysées vers 1878 par Gustave Maincent.

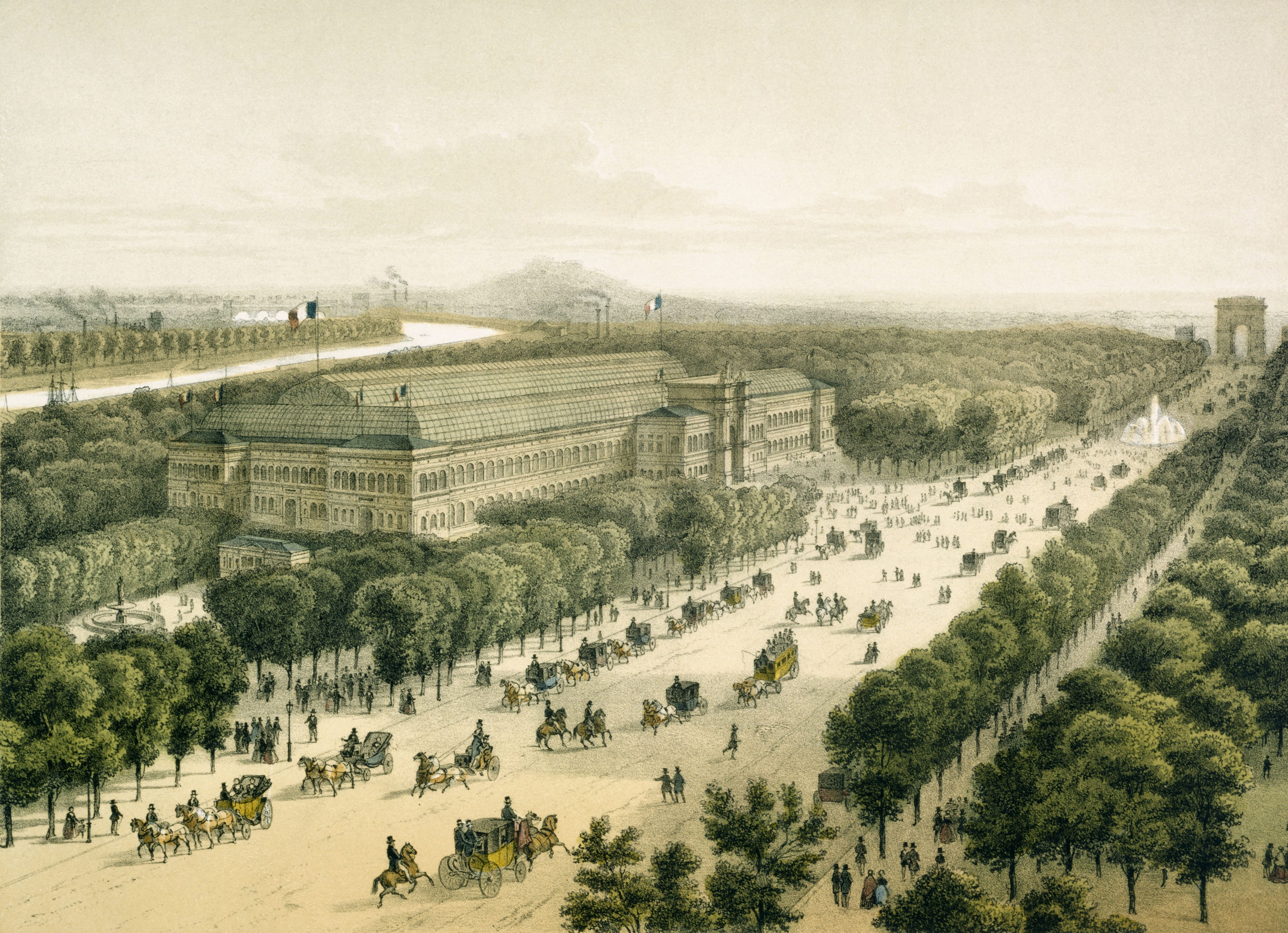
Palais de l'Industrie (1855-1896).

Le panorama des Champs-Élysées, construit pour remplacer celui édifié en 1831 dans la rue des Marais, se situait dans un espace circulaire situé entre le cours la Reine et le grand carré des Jeux, à l'emplacement où se dressent aujourd'hui le Grand et le Petit Palais. C'était une vaste rotonde de 40 mètres de diamètre et 15 mètres de hauteur. Hittorff en avait lui-même donné les plans et en avait confié la direction artistique au peintre Jean-Charles Langlois (1789-1870). La nouvelle attraction, édifiée en quelques mois, ouvrit ses portes en mai 1839 avec L'Incendie de Moscou, réalisé par Langlois, qui remporta un grand succès public.
En 1855, le panorama fut intégré aux bâtiments de la première exposition universelle comme salle d'exposition où étaient présentés les productions des manufactures de Sèvres et des Gobelins ainsi que les joyaux de la couronne de France. Il fut démoli l'année suivante afin de créer une allée reliant le palais de l'Industrie au cours la Reine. Un nouveau panorama fut alors édifié en 1860 par l'architecte Gabriel Davioud, toujours avec le concours de Langlois, à l'angle de l'avenue d'Antin (Voir théâtre du Rond-Point).
Le Cirque d'Été au carré Marigny, d'abord simple cirque de planches et de toile de 1835 à 1841, est remplacé en 1841 par un vaste édifice en meulière pouvant accueillir 6 000 spectateurs, construit sur les plans de Hittorff et magnifiquement décoré par Bosio, Duret et Pradier. Pendant du Cirque d'Hiver, construit par Hittorff boulevard du Temple, il fonctionnait du 1er mai au 1er septembre. L'acoustique y était si bonne que Berlioz y donna des concerts. Cirque national en 1841, il connut son apogée sous le Second Empire sous le nom de « cirque de l'Impératrice » (après 1853). Sa grande attraction fut longtemps le clown Jean-Baptiste Auriol (1808-1881). Caroline Otero et Émilienne d'Alençon y firent leurs débuts. Son succès se prolongea jusque dans les années 1880. Le Tout Paris s'y précipitait le samedi, jour réputé chic. Petit à petit délaissé par le public après l'Exposition universelle de 1889, il fut démoli vers 1900 en donnant son nom à la rue du Cirque.
En 1855, Hittorff fit construire par l'architecte Gar[Qui ?] dans le carré Marigny, à l'angle de l'avenue Gabriel et de l'avenue Marigny, à l'emplacement du spectacle de « physique amusante, fantasmagorie et curiosité » proposé depuis 1835 à cet endroit par un prestidigitateur, le théâtre Marigny, doté de 600 places, et confié pour cinq ans à Jacques Offenbach. Il est remplacé en 1880 par l'édifice actuel, plus vaste, construit par l'architecte Charles Garnier et transformé par Édouard-Jean Niermans. Un peu plus bas, dans le carré de l'Élysée (8, avenue Gabriel), Hittorff fit construire en 1841 l’Alcazar d'été, café-concert où s'illustrèrent la chanteuse Thérésa et le chansonnier Paulus. C'est aujourd'hui le Pavillon Gabriel.
Plus bas encore, dans le carré des Ambassadeurs, le Café des Ambassadeurs fut également construit par Hittorff à l'emplacement d'un restaurant dont la création avait été originellement autorisée en 1772 par l'abbé Terray et qui était tenu en 1816 par la veuve Rouget. Reconstruit en 1841, cet établissement se développa et accueillit, à partir de 1897, des spectacles de revues avant d'être démoli en 1929 pour être remplacé par le théâtre des Ambassadeurs et le restaurant du même nom. C'est aujourd'hui l'Espace Cardin.
De l'autre côté de l'avenue se trouvait un autre café-concert, le concert de l'Horloge, situé d'abord vers l'extrémité ouest du cours la Reine, à l'emplacement où s'installa ensuite, en 1896, le jardin de Paris (voir « Place du Canada »). Il dut être démoli en 1852 pour permettre la construction du palais de l'Industrie et fut transféré par sa propriétaire, Mme Picolo plus à l'est, là où commence aujourd'hui l'avenue Edward-Tuck. Il présentait l'agrément d'un toit mobile formé de deux parties coulissantes qui permettait de mettre le public à l'abri des intempéries. Les restaurants Laurent et Ledoyen s'installèrent respectivement dans les carrés Marigny et Ledoyen dans des pavillons à frontons et colonnes polychromes dessinés par Hittorff lui-même.

### Les Champs-Élysées sous leSecond Empire

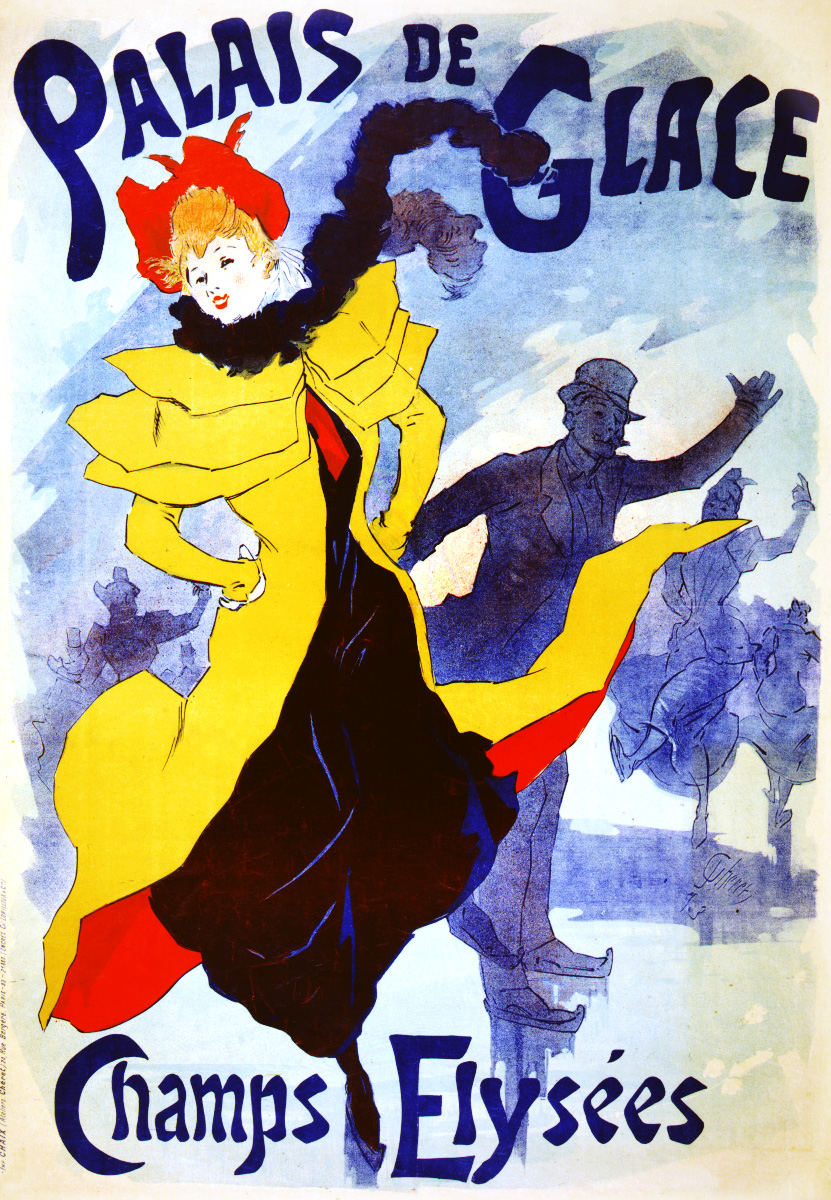
Affiche de Jules Chéret pour la patinoire du Palais de Glace au rond-point des Champs-Élysées (1893).

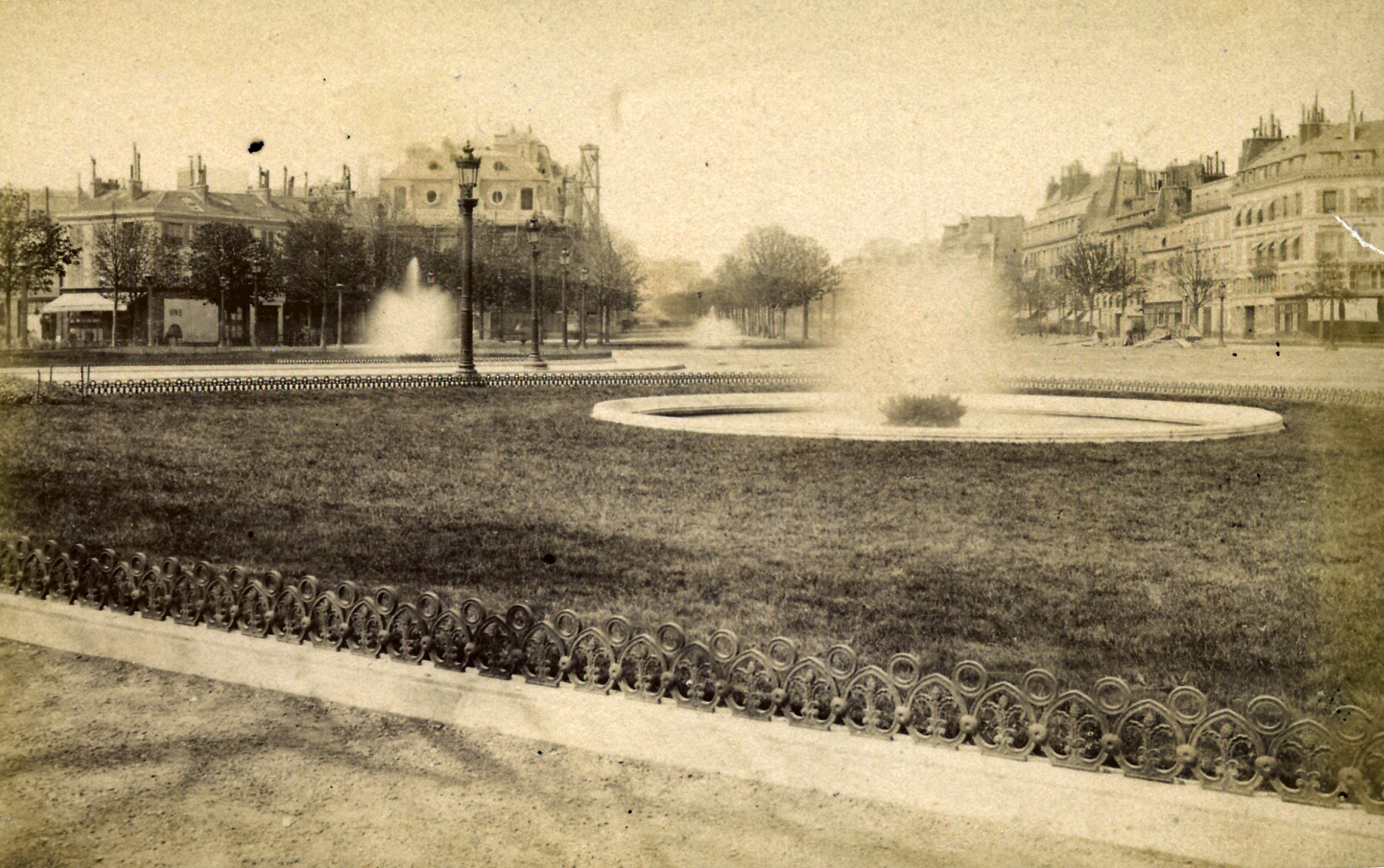
Rond-point des Champs-Élysées, vers 1880.

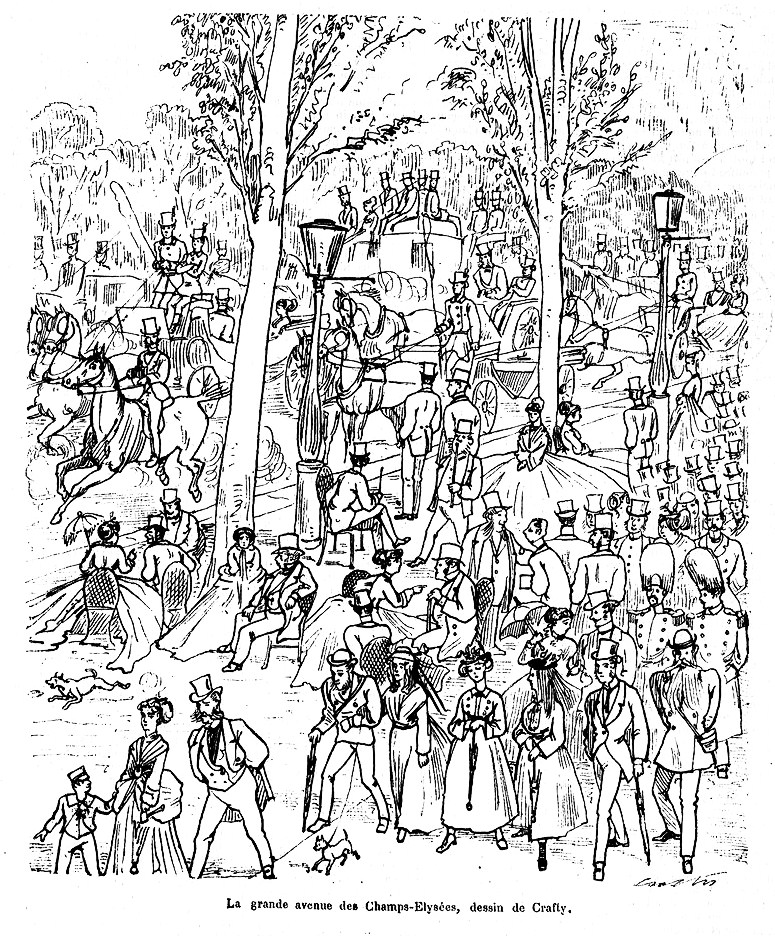
L'avenue des Champs-Élysées, vue par Crafty en 1870.

L'ingénieur Adolphe Alphand, sous Napoléon III, est à son tour chargé de l'aménagement des jardins. Grâce à ses efforts, conjugués avec ceux de Hittorff, lors de l'Exposition universelle de 1855, les Champs-Élysées sont devenus le lieu à la mode. Alors que l'avenue ne comptait que six maisons en 1800, elle est bientôt bordée d'immeubles, d'hôtels particuliers et de maisons bourgeoises tandis que deux nouveaux lotissements se construisent au nord et au sud, à l'emplacement des anciens jardins Beaujon et Marbeuf.
Le Second Empire est une période faste pour les Champs-Élysées. L'avenue, bordée de luxueuses demeures, devient le haut-lieu de la vie élégante parisienne. L'avenue est desservie par la ligne C de l'Omnibus Louvre Pont-de-Neuilly, ainsi décrit en trois vers.

« C, trottant tout le long des Champs-Élyséens,

Glanant bonnes d'enfants, promeneurs, lycéens,

Du beau Pont-de-Neuilly jusqu'au Louvre les roule. »

À partir de 1853, le grand carré des Jeux est occupé par le palais de l'Industrie, gigantesque construction de 200 mètres de long, édifiée par l'architecte Victor Viel et inaugurée le 15 mai 1855 par Napoléon III. Le bâtiment sert aux expositions universelles de 1855, 1878 et 1889, et est utilisé pour divers salons, expositions agricoles et horticoles, concours hippiques, fêtes et cérémonies publiques. Pour préparer l'Exposition universelle de 1900, l'édifice est détruit à partir de 1896 pour laisser place au Petit et au Grand Palais. Sa disparition permet de relier l'hôtel des Invalides au palais de l'Élysée par le pont Alexandre-III.
À la suite de la Guerre franco-prussienne, les armées allemandes occupent symboliquement les Champs-Élysées du 1er au 3 mars.

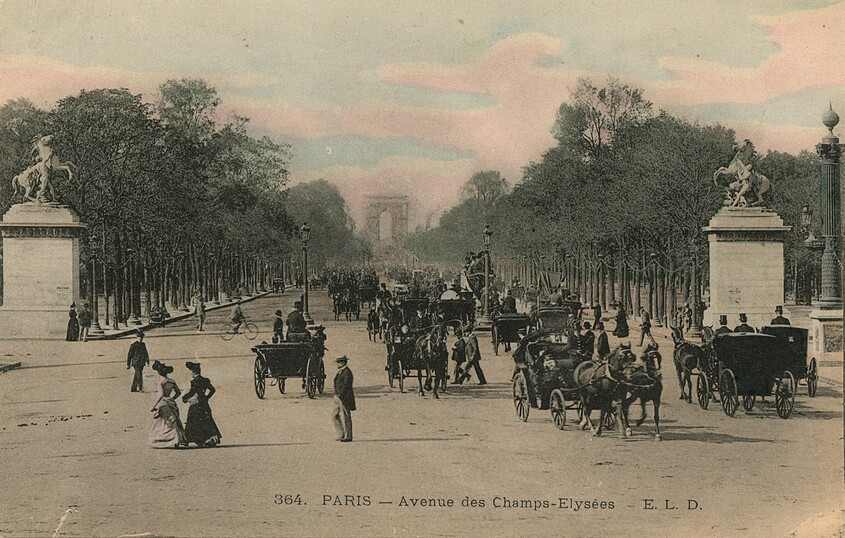
Carte postale de l'avenue des Champs-Élysées, 19e s. Department of Image Collections, National Gallery of Art Library.

En 1898, toujours dans le cadre de la préparation de l'exposition de 1900, le restaurant du Petit-Paillard ouvre ses portes dans le carré de l'Élysée dans un pavillon en pierre de style éclectique construit par l'architecte Albert Ballu (aujourd'hui Pavillon de l'Élysée) à la place de l'ancien restaurant Langer, d'abord modeste café concédé en 1866 à Thollier, devenu propriété de la famille Moène. Pour le décor de la salle à manger, consistant en un élégant plafond peint inscrit dans un écrin de staff, Ballu fit appel à l’un de ses collaborateurs privilégiés, Jean-Baptiste Hugues (1849-1930), grand prix de Rome de sculpture en 1875.
En octobre 1896, à l'occasion de leur visite en France, le tsar de Russie Nicolas II et son épouse Alexandra arrivent gare de Passy-la-Muette. Le cortège rejoint ensuite la porte Dauphine, puis emprunte l'avenue du Bois et les Champs-Élysées, le trajet devant les conduire à l'ambassade de Russie. Le long de l'avenue, une foule nombreuse est massée, parfois suspendue aux arbres.

### Les Champs-Élysées auXXesiècle

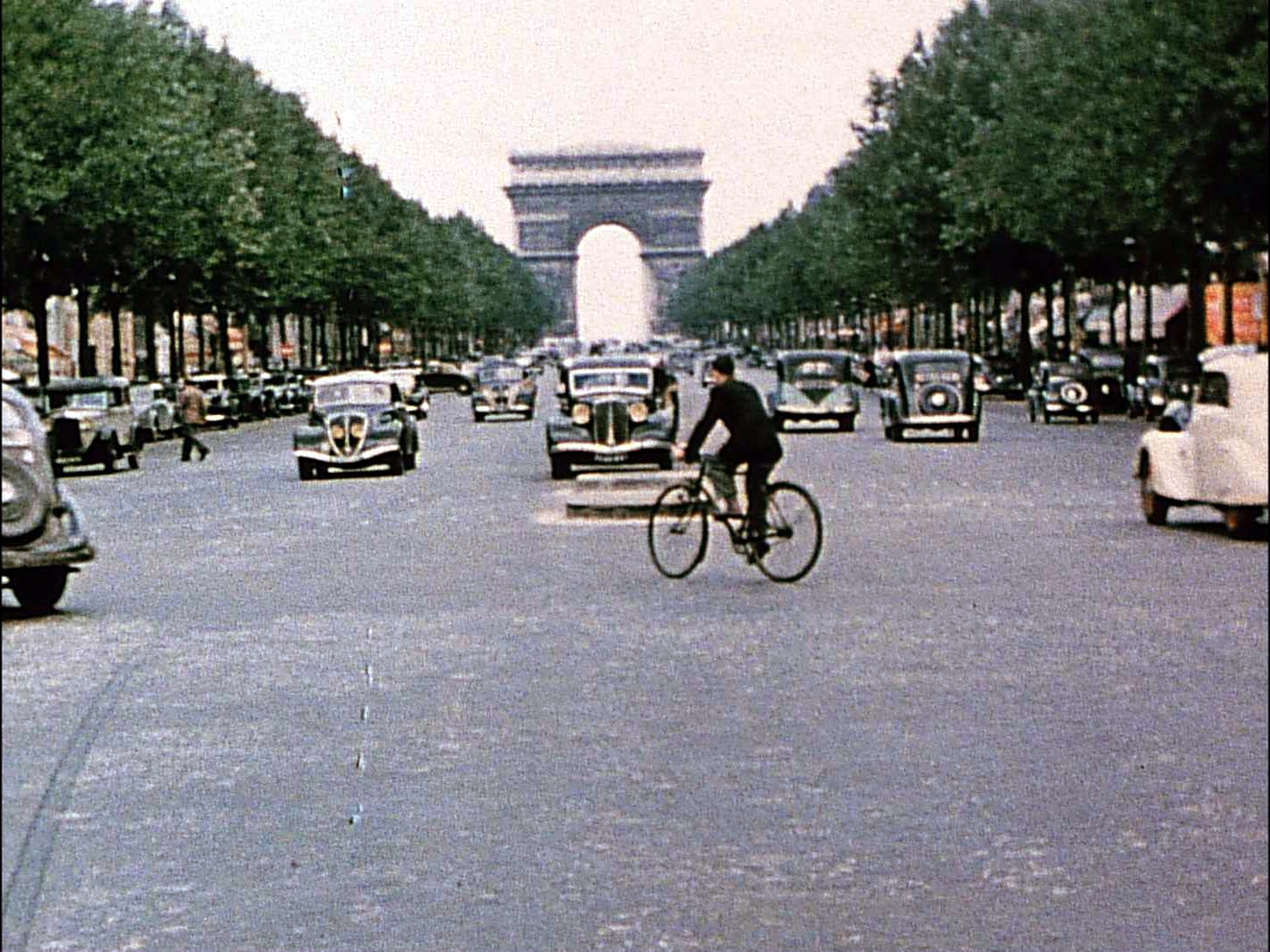
Avenue des Champs-Élysées en 1939.

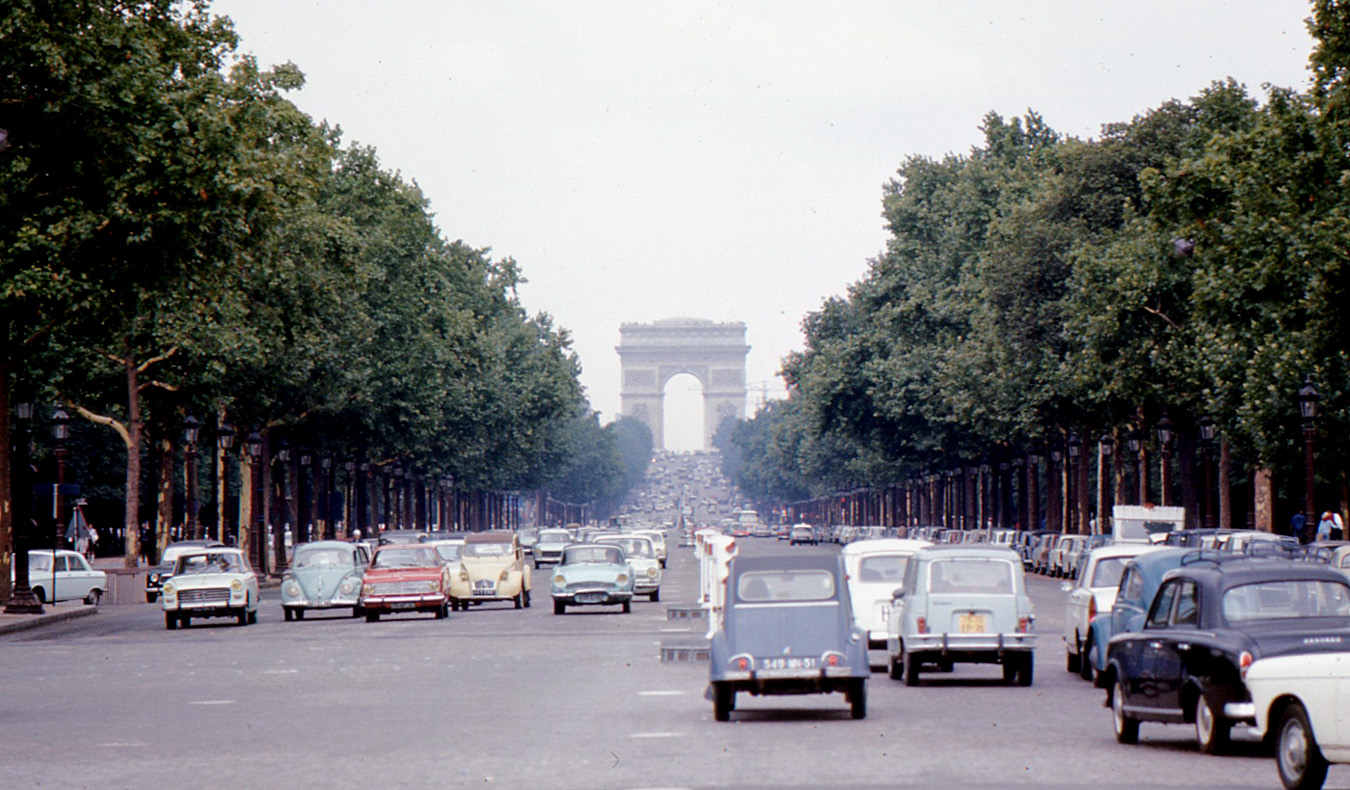
Avenue des Champs-Élysées en 1968.

Le 25 décembre 1908, en effectuant une promenade sur les Champs-Élysées, un garçon de café, qui fut camelot du Roi, nommé Jean Mattis, se jette sur le président de la République Armand Fallières pour lui tirer la barbe. Mais ce dernier réagit en voyant l'énergumène, et est griffé au cou et à l'oreille droite. Jean Mattis écope de quatre ans de prison.
Le 5 mai 1921, des cérémonies se déroulent sur l'avenue des Champs-Élysées et à l'hôtel des Invalides pour célébrer le centenaire de la mort de Napoléon Ier.
Le 14 juin 1940, les troupes nazies défilent pour la première fois sous l'Arc de Triomphe. Le 11 novembre de la même année, une manifestation de lycéens et d'étudiants sur les Champs-Élysées et devant l'Arc de triomphe, l'un des tout premiers actes publics de résistance à l'occupant en France, est durement réprimée par les nazis.
Le 26 août 1944, après la Libération de Paris, le général Charles de Gaulle descend les Champs-Élysées, précédé par quatre chars de la 2e D.B.
Le 30 mai 1968, en réaction à la crise étudiante et syndicale, une grande manifestation de soutien au président Charles de Gaulle remonte les Champs-Élysées, réunissant entre 300 000 et 500 000 personnes.
Le 12 juillet 1998, à l'issue de la victoire 3-0 de l'équipe de France de football en finale de la Coupe du monde, plus d'un million de personnes célèbrent la victoire sur les Champs-Élysées. Le lendemain, les Bleus paradent sur l'avenue à bord d'un bus. Des scènes similaires se reproduiront en 2000 après la victoire en finale de l'Euro.

#### Réaménagement de 1992-1994
L'avenue des Champs-Élysées rénovée est inaugurée le 26 septembre 1994 par Jacques Chirac, maire de Paris à l'époque. Ce dernier avait fait de la rénovation de l'avenue une de ses priorités lors de sa réélection en 1989 devant son état dégradé (multiplication de trous dans les chaussées, arbres malades, envahissement des trottoirs par les voitures…).
La direction de la Voirie fixe les grandes lignes du projet en avril 1990 et le chantier, lancé en février 1992 pour un coût total de 240 millions de francs, s'achève en avance. Conduit par Bernard Huet (urbaniste), Jean-Michel Wilmotte et Norman Foster (designers de mobilier urbain), le réaménagement s'est traduit par :
- la suppression des contre-allées à partir du début 1992 ;
- la plantation sur les deux trottoirs d'une deuxième rangée de platanes ;
- la création de trottoirs larges d'environ 21,5 mètres entre le rond-point des Champs-Élysées et la place Charles-de-Gaulle recouverts d'un dallage en granit dégradé (gris du Tarn, bleu de Bretagne et blanc de Sardaigne) ;
- l'installation d'un nouveau mobilier urbain (dont de nouveaux abribus)[41].

### Les Champs-Élysées auXXIesiècle

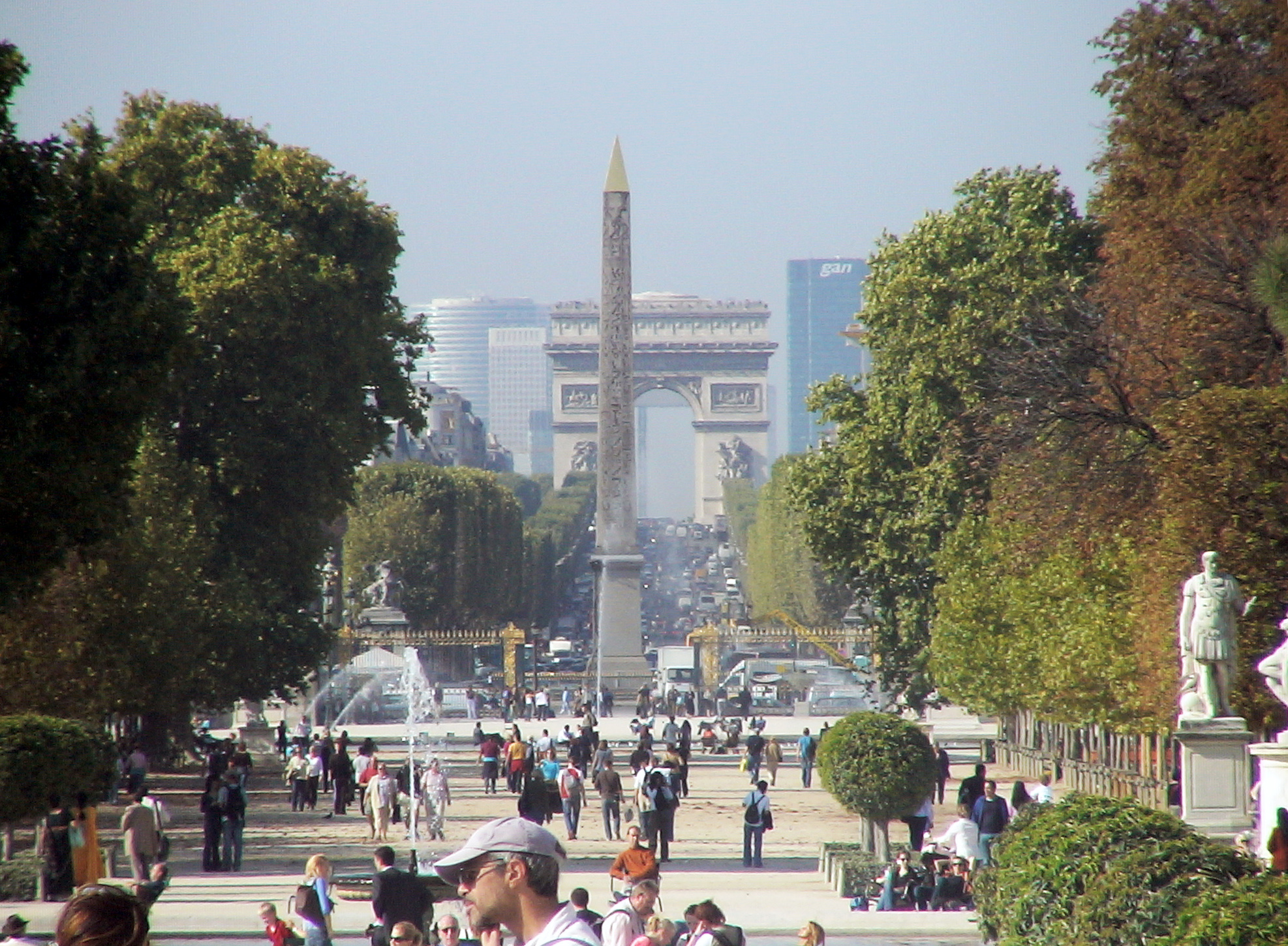
L'avenue reste bien visible et spectaculaire dans la perspective du jardin des Tuileries (photo de 2005).

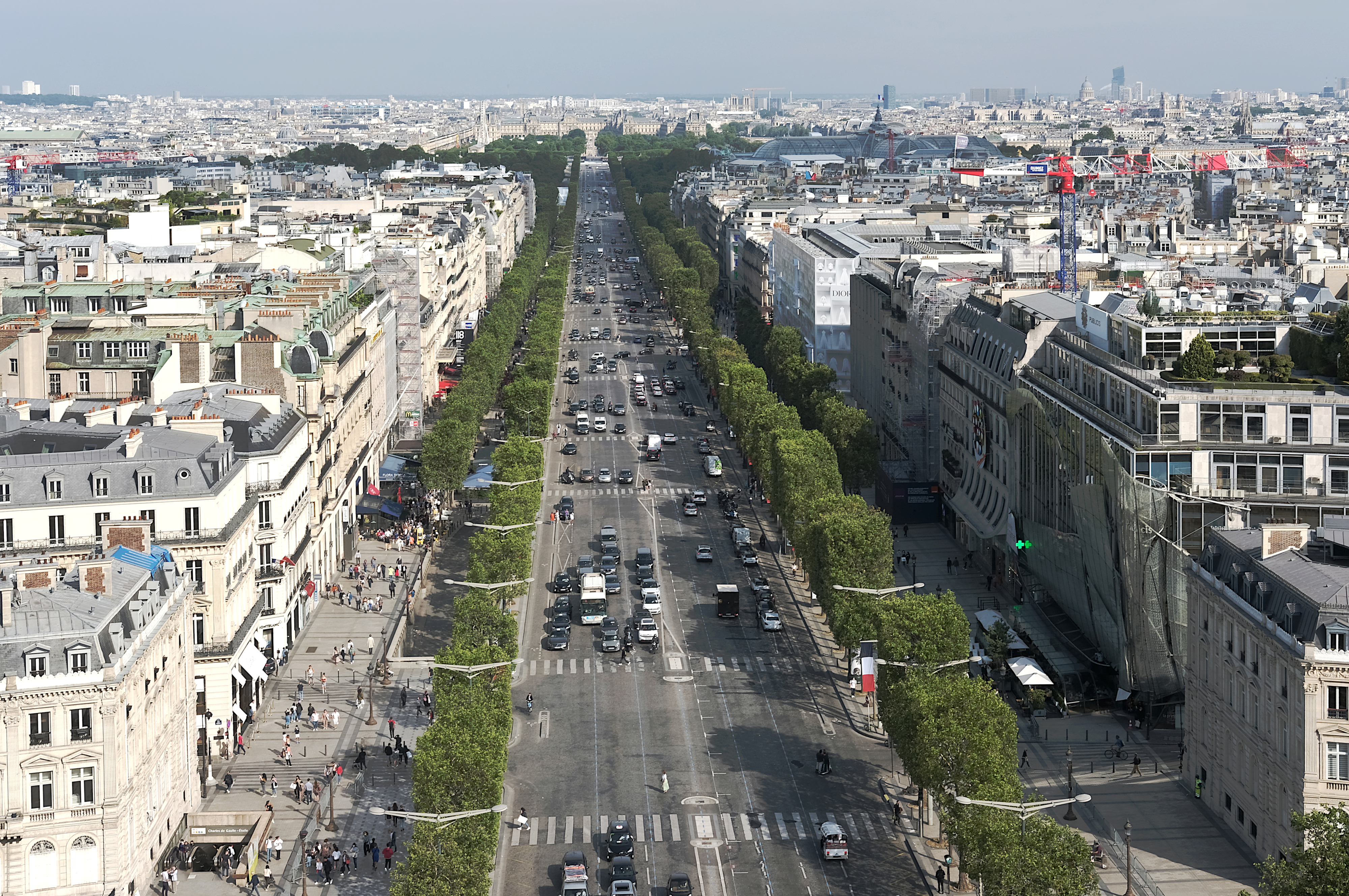
Avenue des Champs-Élysées en 2021.

Le 14 juillet 2002, lors du défilé militaire, Maxime Brunerie tente d'assassiner le président de la République Jacques Chirac.
Le 20 avril 2017, un attentat terroriste islamiste, perpétré en pleine campagne électorale, à trois jours du premier tour de l'élection présidentielle, fait un mort, le policier Xavier Jugelé, et trois blessés.
Le 19 juin de la même année, une tentative d'attentat ne fait aucune victime, hormis le terroriste.
Le 15 juillet 2018, deux millions[réf. nécessaire] de supporters de l'équipe de France manifestent leur joie après la victoire 4-2 en finale de la Coupe du Monde football. Le lendemain, les Bleus défilent à leur tour sur les Champs.
Lors de l'acte XIX du mouvement des Gilets jaunes le 16 mars 2019, l'avenue est le théâtre d'affrontements avec la police et de dégradations jamais vus auparavant sur l'avenue,,. De nombreux casseurs et un black bloc de plus de 1 500 personnes tentent de prendre d'assaut l'Arc de triomphe de l'Étoile et dégradent au total 216 commerces (80 % assez lourdement touchés), dont 27 sont pillés, notamment la brasserie le Fouquet's. Les autorités déplorent 79 feux, dont 5 de bâtiments, et la quasi-totalité des kiosques à journaux de l'avenue totalement détruits. Trente gendarmes, policiers et pompiers ont également été blessés.

### Habitants célèbres

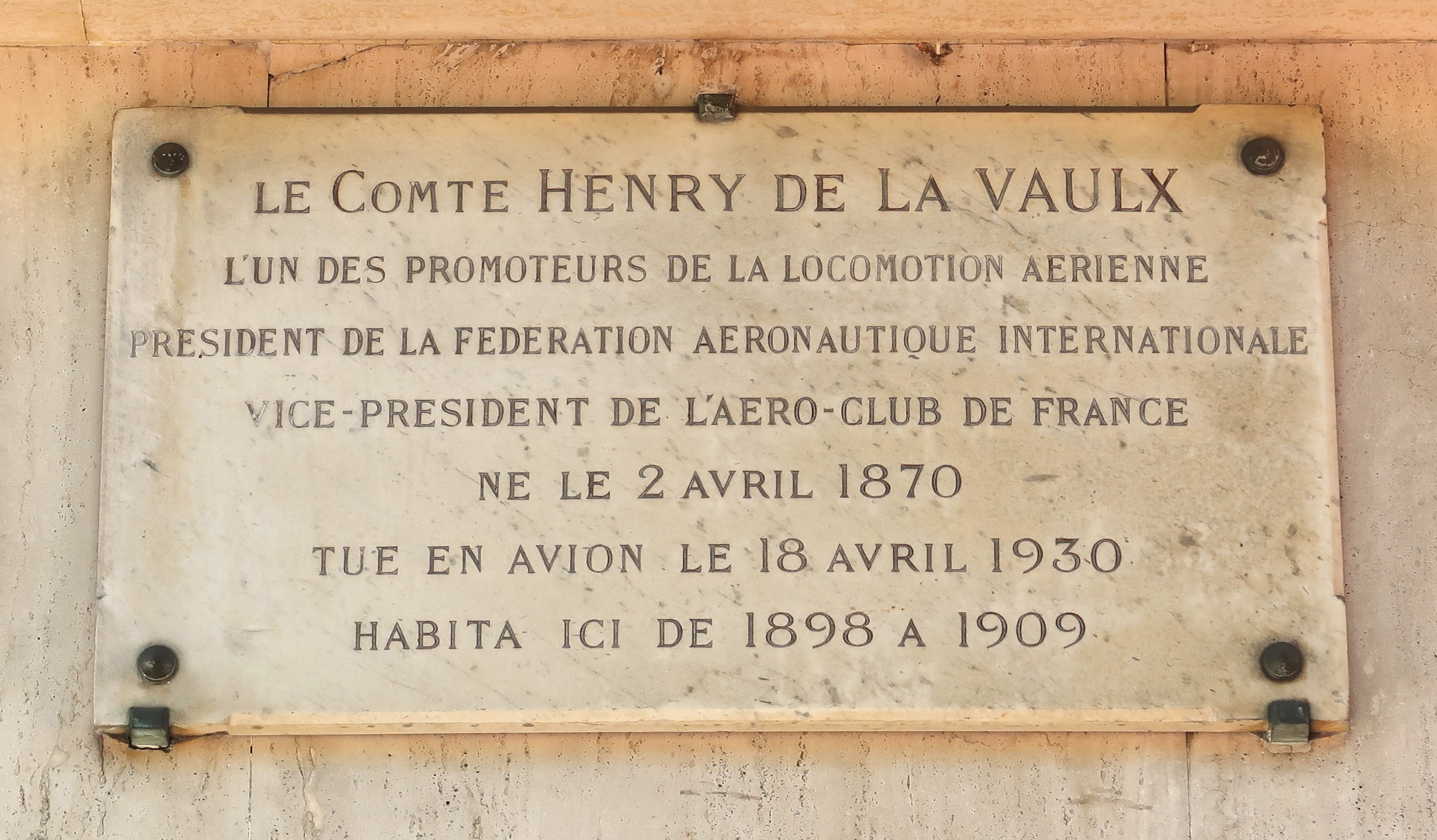
Plaque au no 122, en hommage à Henry de La Vaulx.

- Hervé Vilard (1946-), chanteur et compositeur français. Avec son tube planétaire Capri, c'est fini, il gagne à 18 ans un million de dollars, qu'il utilise pour acheter un appartement, jouxtant le Lido. Il habitera dans le même immeuble qu'Antoine et Les Charlots. Orphelin, il découvre sa mère, qu'il loge, au milieu des danseuses qui vivent chez lui. En 1969, il part en Amérique latine et en Californie pendant dix ans. En 1979, il revient s'installer dans le même immeuble. Il y composera son plus grand succès Nous (1979), mais aussi Reviens (1980). À la mort de sa mère en 1981, il déménage avenue Pierre-Ier-de-Serbie, dans le 16e arrondissement, pour être plus près des médias[51],[52],[53].
- Marie d'Agoult (1805-1876), écrivain française sous le pseudonyme de Daniel Stern (no 20, en 1852).
- Émilienne d'Alençon (1870-1945), courtisane (no 32)[54].
- Bernard Bauer (1829-1903), juif converti devenu l'un des confesseurs de l'impératrice Eugénie, qui quitta l'Église après la chute du Second Empire et, après avoir beaucoup fréquenté l'opéra, se maria en 1899 avec une ancienne ballerine et se lança dans une carrière de spécialiste des chevaux de course (no 93)[55].
- Sarah Bernhardt (1844-1923), actrice de théâtre.
- Émilie Marie Bouchaud, dite Polaire (1874-1939), actrice et chanteuse (no 53, en 1910)[56].
- Ernest Constans (1833-1913), premier gouverneur général de l'Indochine française et plusieurs fois ministre de l'Intérieur sous la Troisième République (no 93, en 1902)[57].
- Julie-Victoire Daubié (1824-1874), première bachelière de France en 1861 et journaliste économique (no 70, en 1870).
- Émile de Girardin (1806-1881), journaliste et homme politique, et sa femme, l'écrivain Delphine Gay (1804-1855).
- Abel Hermant (1862-1950), homme de lettres, membre de l'Académie française, destitué après la Seconde Guerre mondiale pour collaboration (no 63)[58].
- Jacques François Édouard Hervieux (1818-1905), président de l'Académie nationale de médecine (no 71).
- Thomas Jefferson (1743-1826), troisième président des États-Unis.
- Henry de La Vaulx (1870-1930), explorateur français.
- La comtesse de Loynes tenait son salon aux Champs-Élysées.
- Le duc de Morny, demi-frère de Napoléon III (no 15).
- Joseph Pelet de la Lozère (1785-1871), ministre de l’Instruction publique (no 4).
- Aimable Pélissier (1794-1864), duc de Malakoff, maréchal de France (no 115).
- Raymond Poincaré, Président de la République française (no 26, en 1908)[59].
- Paul Porel (1843-1917), directeur de théâtre et ex-mari de la comédienne Réjane (1856-1920) (no 63, en 1910)[60].
- Cécile Sorel (1873-1966), comédienne (no 99, en 1910)[61].
- La duchesse d'Uzès, la première femme française titulaire d'un certificat de capacité à conduire une automobile en 1897 et sculpteur sous le nom de « Manuella ».
- Joseph Vitta (1860-1942), baron italien, banquier, mécène et collectionneur d'art (no 51)[62].

## Événements
Les Champs-Élysées sont le théâtre des grands événements historiques français : défilé de la Libération en 1944 ou rassemblement des Parisiens pour célébrer la victoire lors de la coupe du monde de football en 1998 et en 2018.
Les Champs-Élysées ont été le théâtre de deux attentats meurtriers en 1986. Le 20 mars, une bombe explose dans la galerie Point Show des Champs-Élysées à Paris faisant 1 mort et 51 blessés. Le 14 septembre, un colis suspect est découvert au restaurant Pub Renault sous une table par un maître d'hôtel, Jean-Claude Blanger. Il prévient deux policiers en faction et décident tous les trois de descendre le paquet dans les sous-sols, où le colis finit par exploser. Les deux policiers sont tués, et le maître d’hôtel grièvement blessé.
Les Champs-Élysées sont le théâtre d'une fusillade revendiquée par l'État islamique le 20 avril 2017 peu avant 21 heures. Un policier est tué, un autre grièvement blessé. Le terroriste est abattu.

### Manifestations exceptionnelles

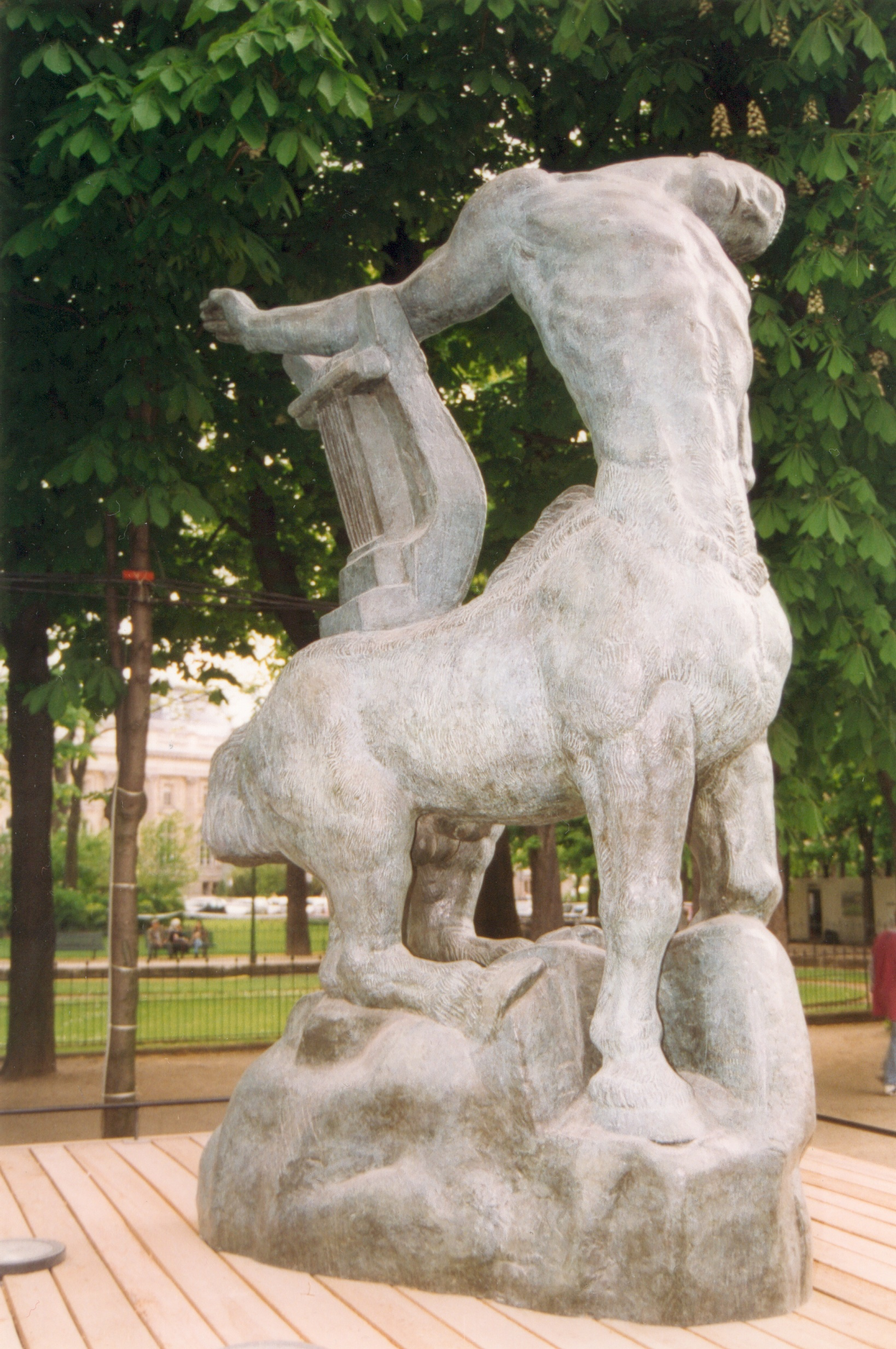
Antoine Bourdelle, Le Centaure mourant.

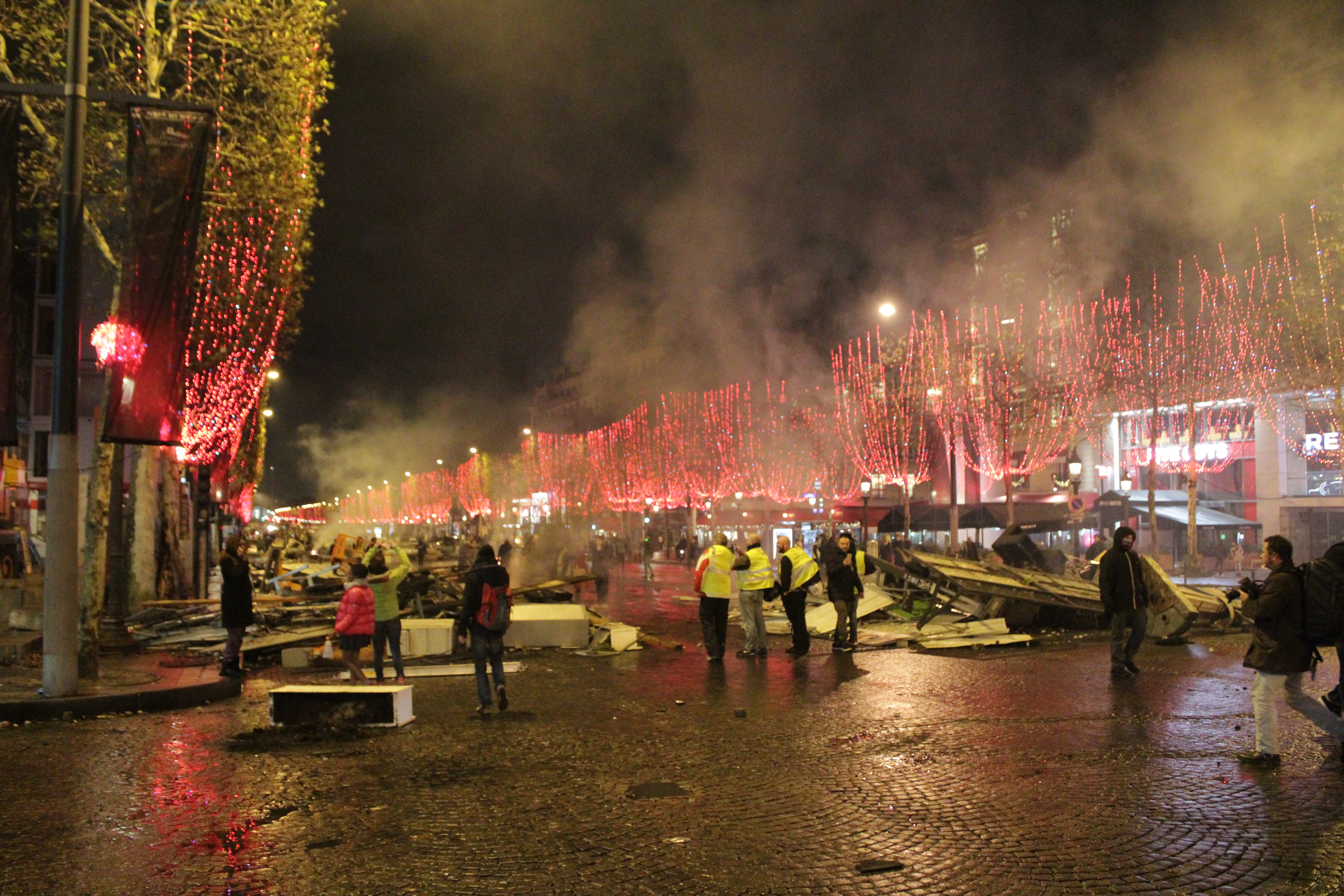
L’avenue des Champs-Élysées après une manifestation des Gilets jaunes au soir du 24 novembre 2018.

La notoriété nationale et internationale de l'avenue, son accessibilité (métro et RER) et sa dimension en font un lieu pour certaines grandes manifestations au caractère exceptionnel :
- le 2 avril 1810, le feu d'artifice exceptionnel tiré à l'occasion du mariage de Napoléon Ier et de Marie-Louise d'Autriche par Ruggieri « depuis la place de la Concorde jusqu'à la barrière de l'Étoile », excite l'admiration générale[64].
- 24 juin 1990 : la Grande Moisson des Champs-Élysées, manifestation organisée à l'initiative du Centre national des jeunes agriculteurs (CNJA) au cours de laquelle les Champs sont recouverts d'un hectare et demi de blés mûrs et moissonnés par des moissonneuses-batteuses[65] ;
- du 22 octobre 1992 au 30 janvier 1993, exposition de sculptures de Fernando Botero[66]
- du 11 avril au 9 juin 1996, Les Champs de la sculpture, exposition de sculptures d'artistes contemporains ;
- du 10 au 27 septembre 1998, Les Champs d'aviation, opération de commémoration destinée à célébrer le centenaire de l'Aéro-Club de France (ACF) ;
- du 15 septembre au 14 novembre 1999, Les Champs de la sculpture 2000, exposition de sculptures d'artistes contemporains ;
- du 15 mai au 17 juin 2003, Train capitale, exposition de matériel ferroviaire historique et moderne de la SNCF avec, en point d'orgue, le dimanche 1er juin 2003 la mise en place d'une voie ferrée éphémère entre la place de la Concorde et l'avenue George-V sur laquelle un train de voyageurs circule en continu de 9 h 30 à 20 h ;
- le dimanche 5 juin 2005, l'avenue des Champs-Élysées se transforme pour la journée en un immense terrain de sports avec piste d'athlétisme, bassins aquatiques, tatamis, etc., pour mettre en valeur la candidature de Paris pour l'organisation des Jeux olympiques de 2012. Immense succès populaire avec plus de 700 000 spectateurs (selon la mairie de Paris) ;
- du 22 mai au 24 mai 2010, Nature Capitale[67], manifestation organisée par le Centre national des jeunes agriculteurs pour la Journée internationale de la biodiversité ;
- De novembre 2018 à mars 2019, de nombreuses manifestations du mouvement des Gilets jaunes ont pour cadre les Champs-Élysées. Le 1er décembre 2018, pendant l'« Acte 3 », des casseurs parmi les manifestants taguent l'Arc de triomphe de leurs slogans, avant de forcer l'entrée et de le saccager[68]. Le 16 mars 2019, l'avenue est le théâtre d'affrontements violents et d'incendies (des kiosques à journaux, des boutiques de luxe parmi les quatre-vingts enseignes endommagées, des banques et la brasserie Le Fouquet's[69].

### Manifestations récurrentes
Chaque année, à l'occasion de la fête nationale française le 14 juillet, le principal défilé militaire de France, terrestre et aérien, a lieu sur les Champs-Élysées. Les troupes des quatre armées, armée de terre, marine nationale, armée de l'air et gendarmerie, de la police et des pompiers civils et militaires, descendent l'avenue et passent devant le président de la République, le gouvernement et les ambassadeurs étrangers rassemblés sur une tribune officielle montée place de la Concorde, face à l'avenue.
Chaque année depuis 1975, la dernière étape du Tour de France se termine sur les Champs-Élysées par une véritable parade après plus de trois semaines de course. Les coureurs parcourent entre six et dix tours d'un circuit montant et descendant l'avenue avant de se disputer une arrivée prestigieuse, diffusée en direct dans plus de 150 pays.
Chaque année, de fin novembre à début janvier, le comité Champs-Élysées offre les illuminations de l'avenue, tradition mise en place sous la présidence de Roland Pozzo di Borgo.
Le coup d'envoi des illuminations de Noël, est donné chaque année, en présence d'une célébrité différente.
L'avenue est également fermée à l’occasion des cérémonies du 8 mai 1945 et du jour du Souvenir (11 novembre), qui se déroulent à la statue du général de Gaulle à la place Clemenceau et à la tombe du Soldat inconnu, sous l’Arc de triomphe.
Chaque année, au soir du 31 décembre, les Champs-Élysées sont réservés aux piétons pour célébrer la nouvelle année ; ce fut notamment le cas lors du passage à l'an 2000.
La signalisation habituellement au milieu de l’avenue est prévue pour être facilement démontée à l’occasion de ces événements.

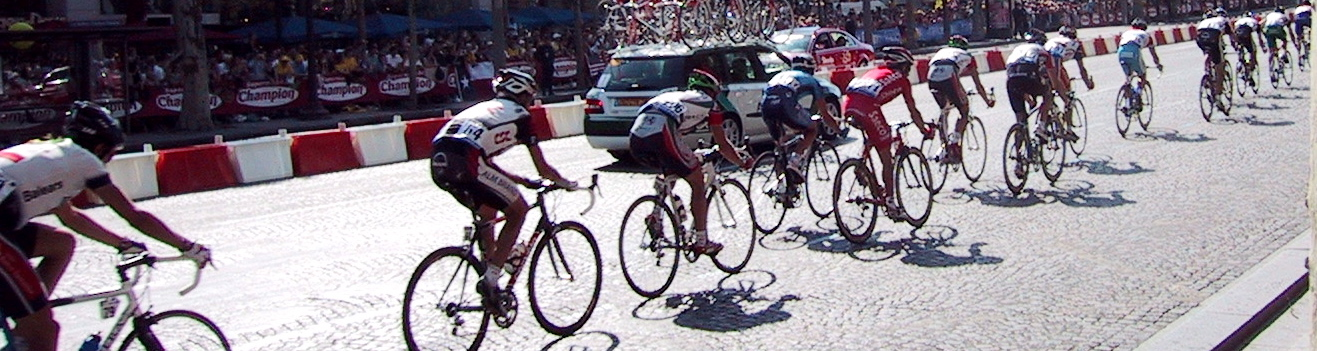
Arrivée du Tour de France 2004.
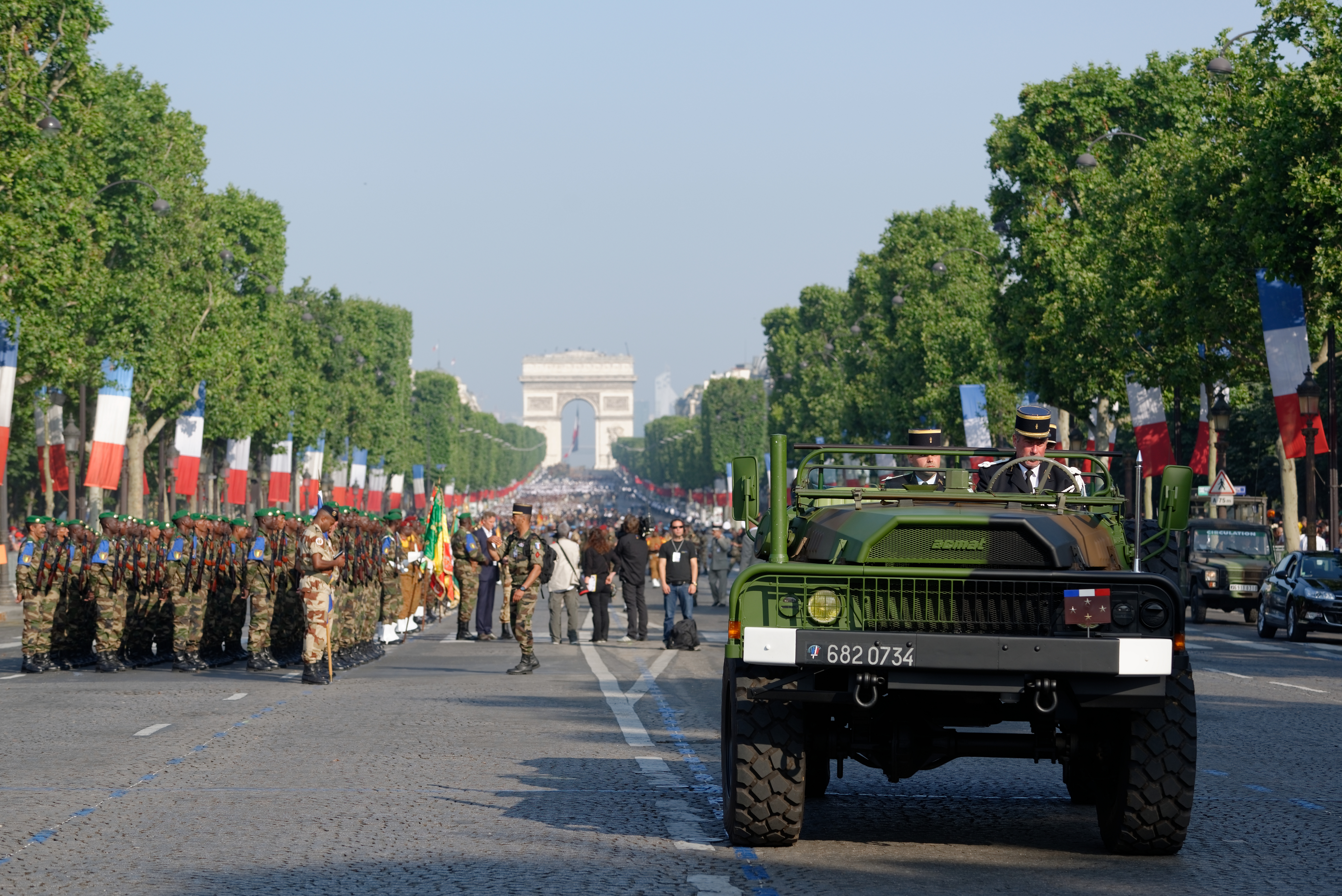
Défilé militaire du 14 juillet 2013.
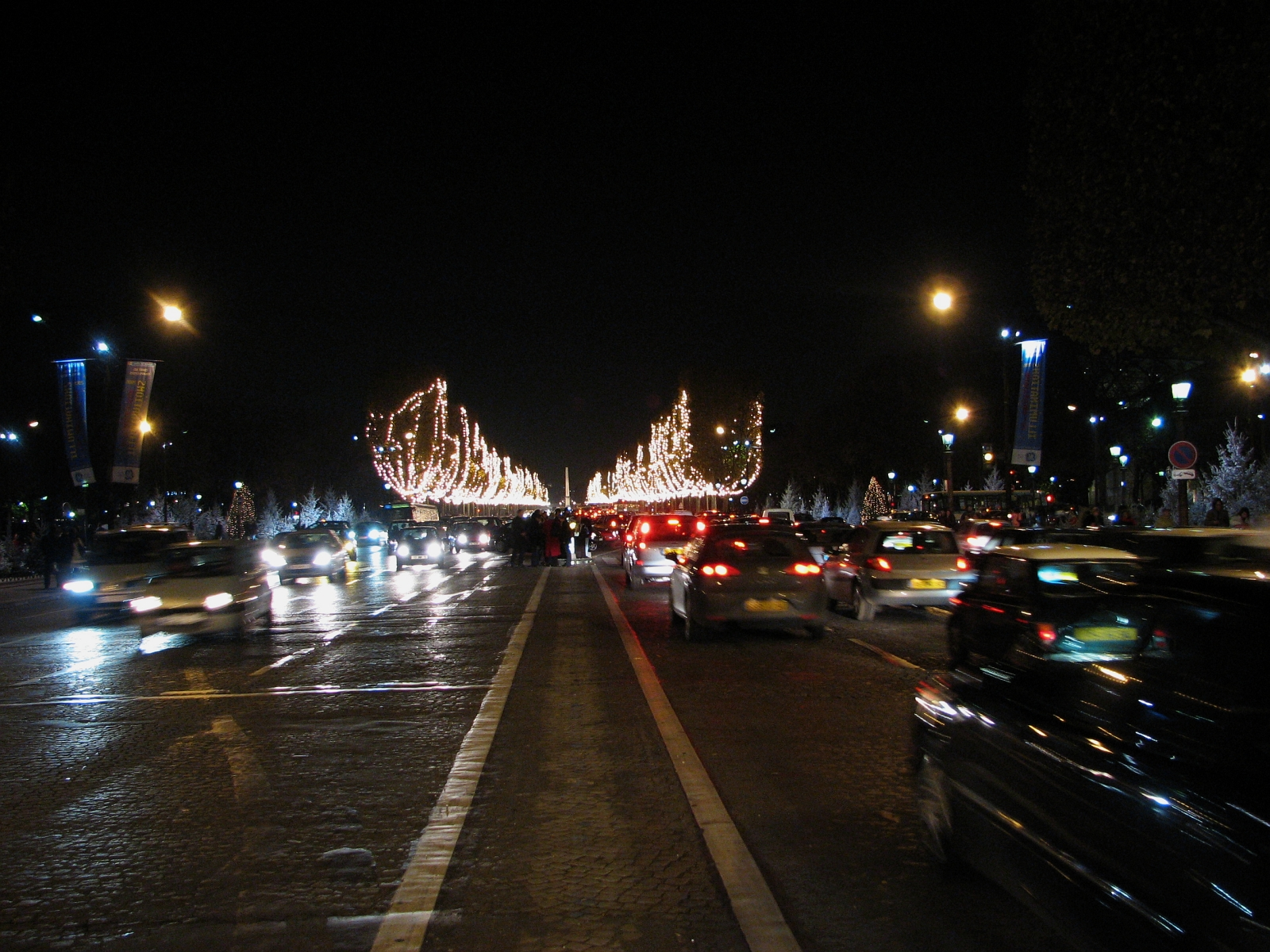
L'avenue avec les décorations de Noël (partie orientale).
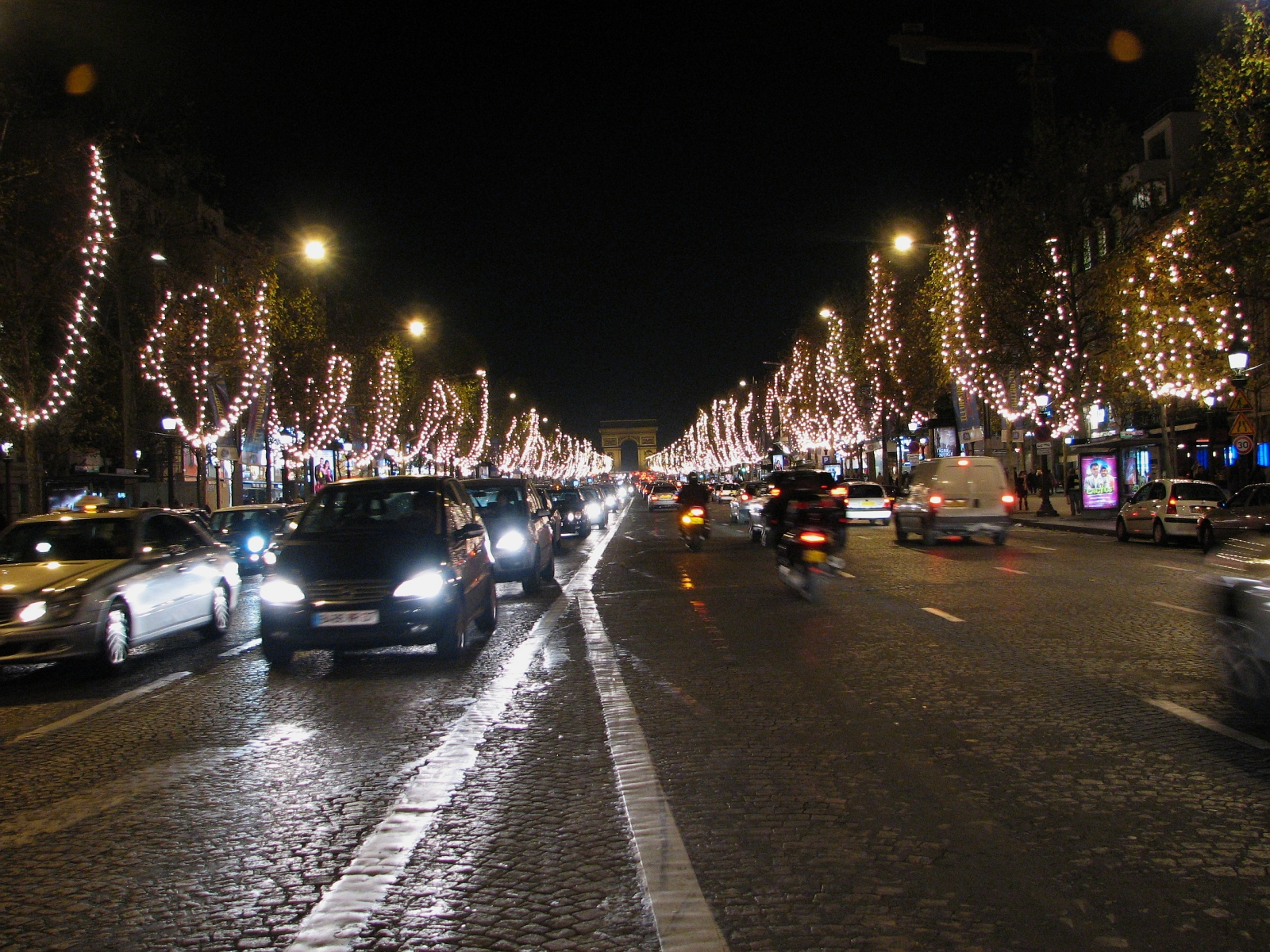
L'avenue avec les décorations de Noël (partie occidentale).
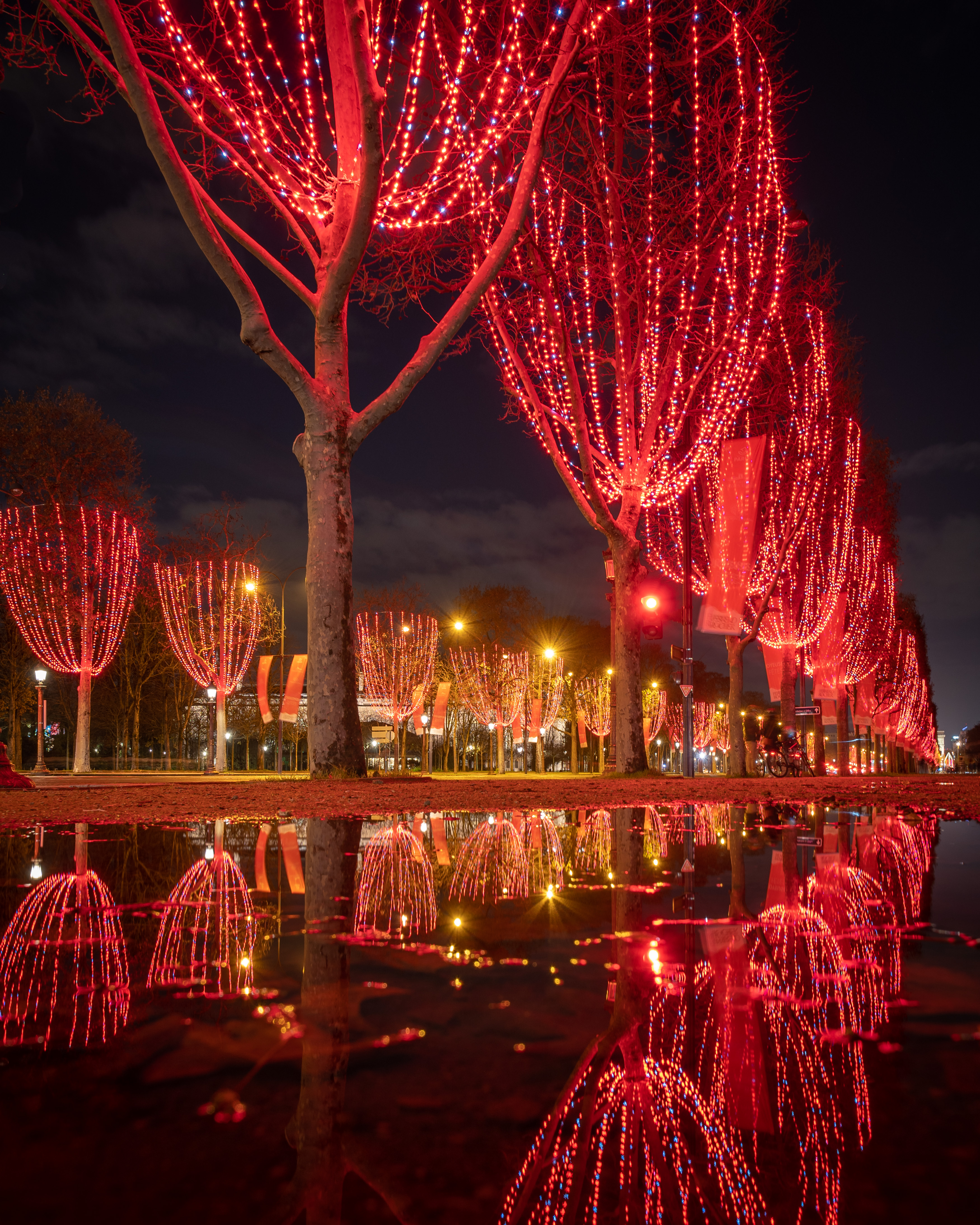
Autre illuminations de Noël sur l'avenue (décembre 2020).

## Économie

L'Arc de Triomphe photographié à hauteur du no 133 de l'avenue des Champs-Élysées, le 19 octobre 2017.

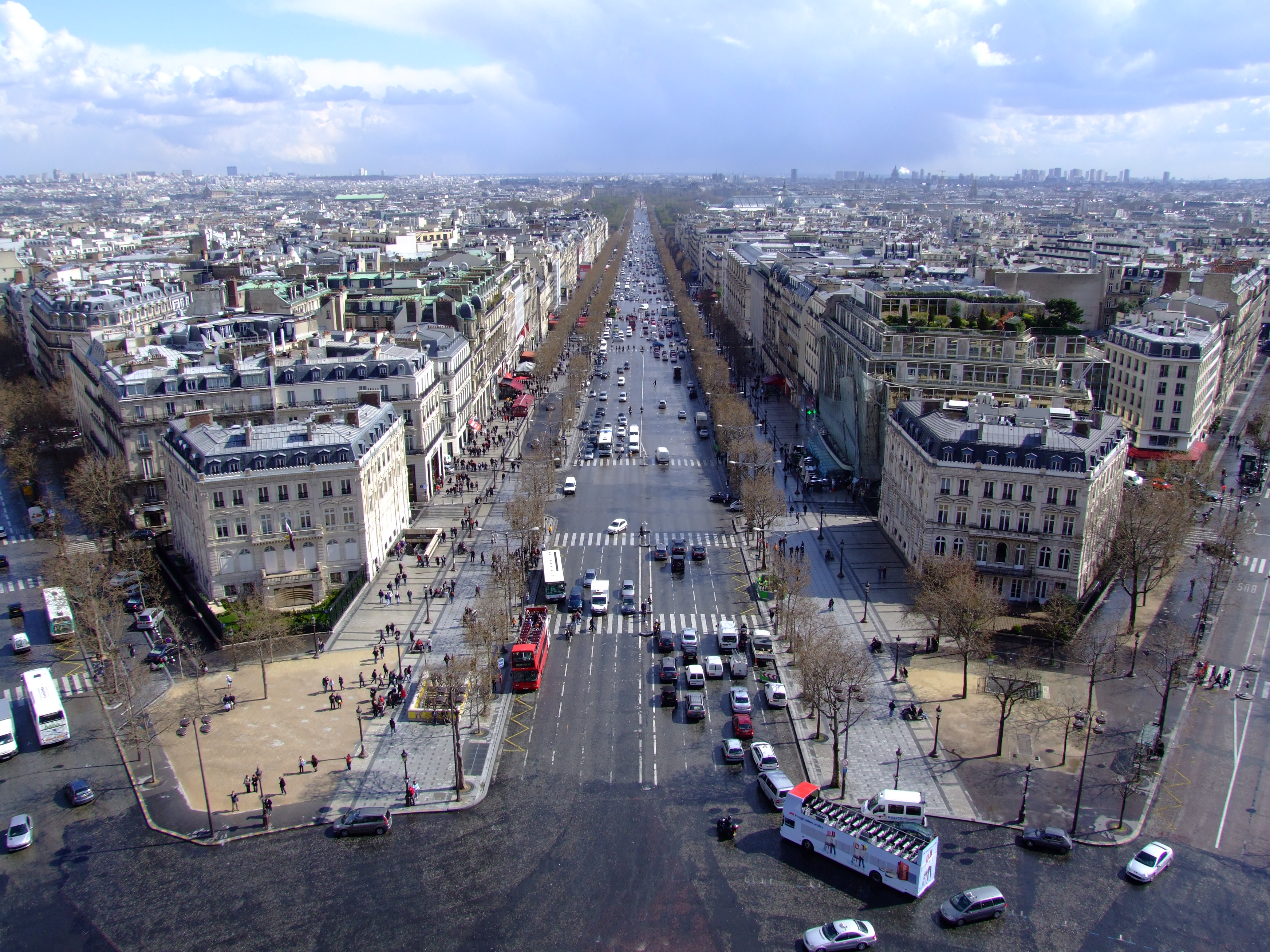
Avenue des Champs-Élysées vue de l'Arc de Triomphe.

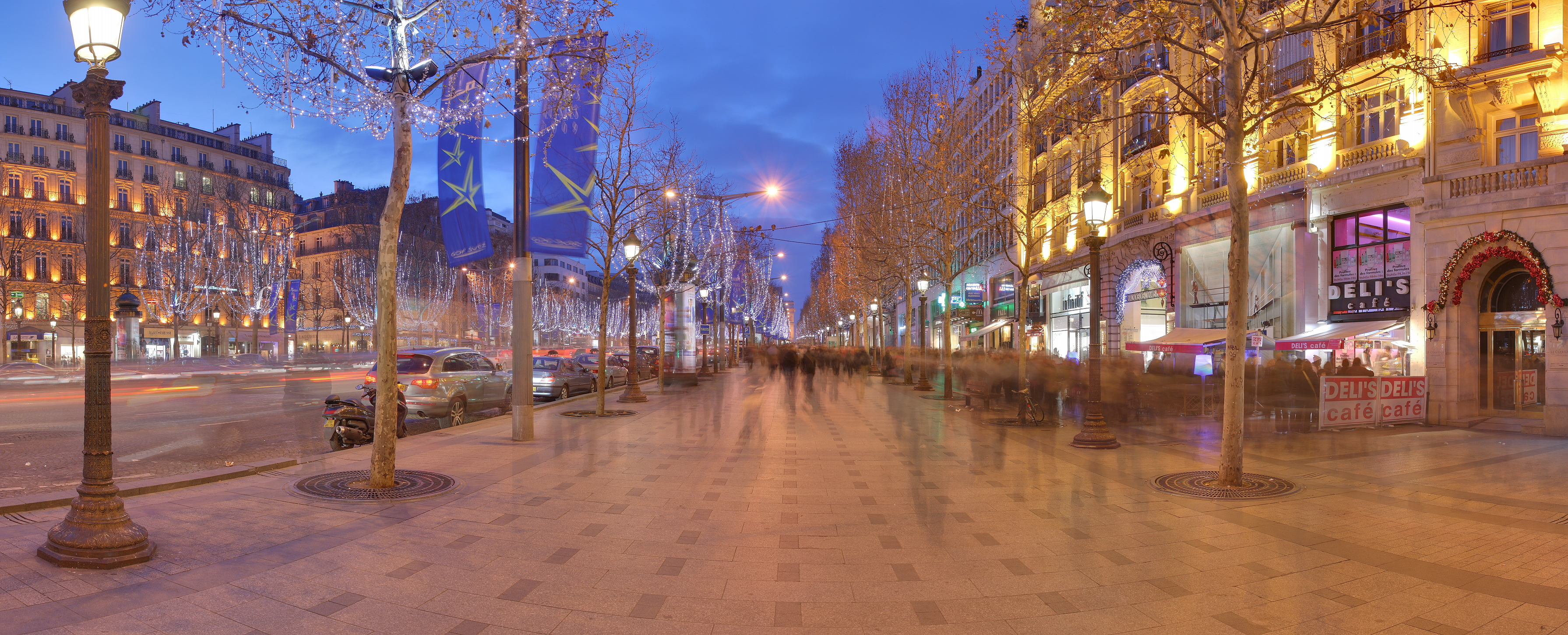
Trottoir nord de l'avenue des Champs-Élysées.

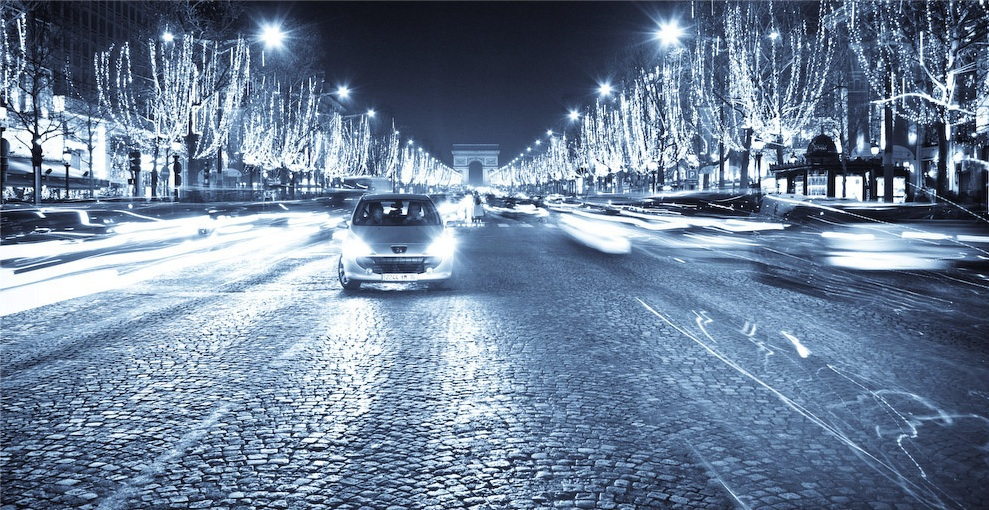
Avenue des Champs-Élysées en hiver.

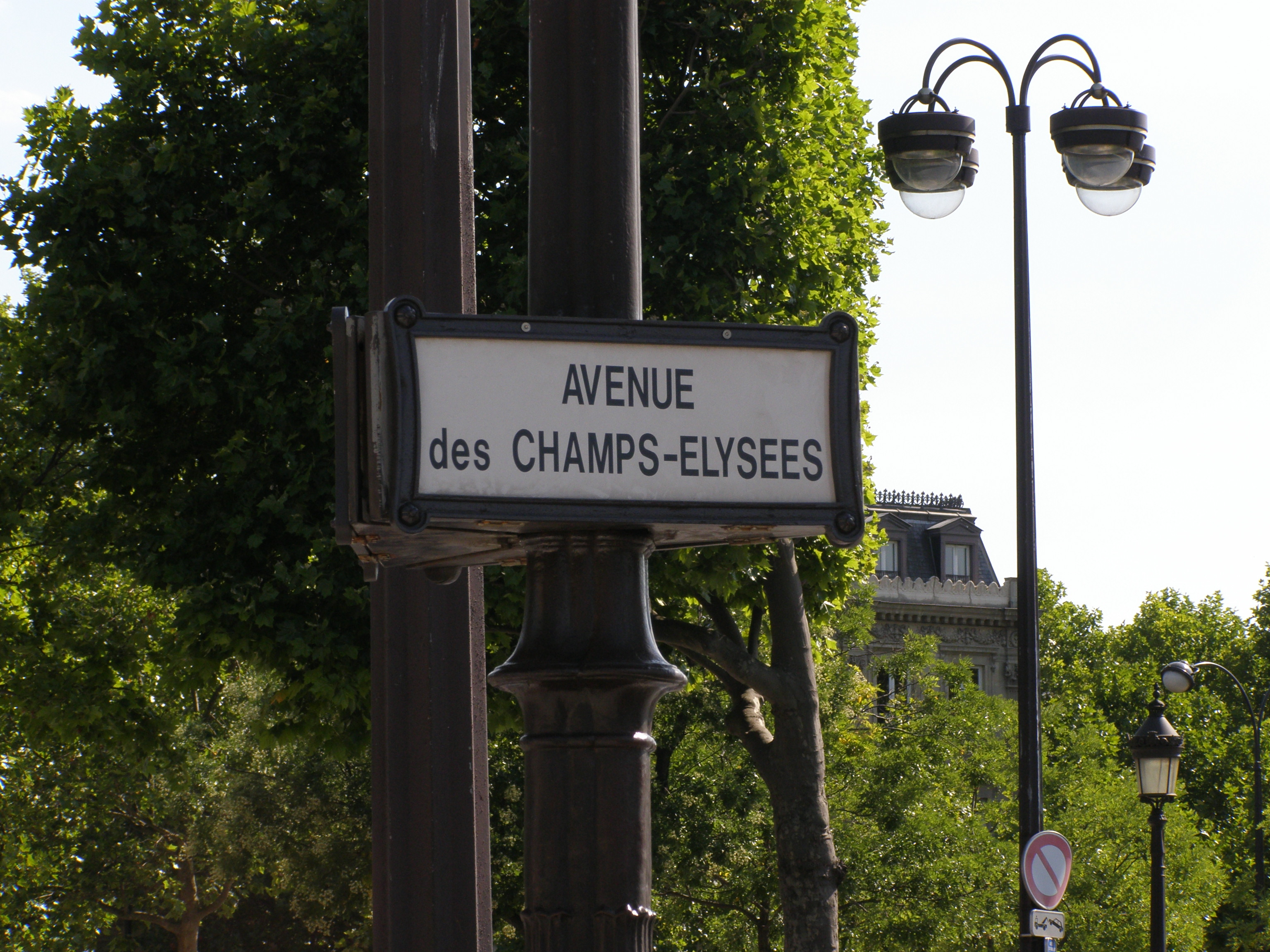
Avenue des Champs-Élysées.

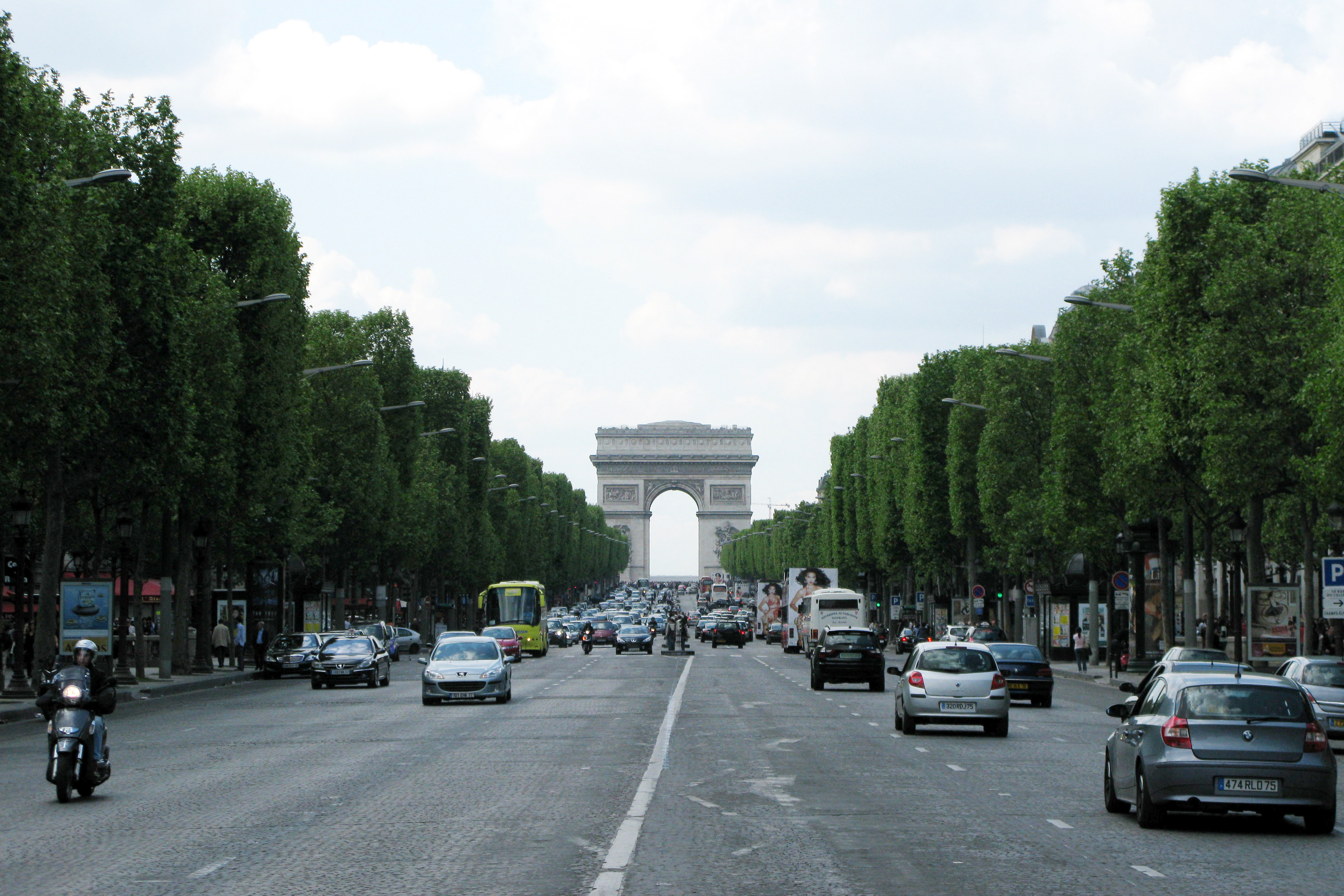
Avenue des Champs-Élysées au printemps, avec vue sur l'Arc de Triomphe.

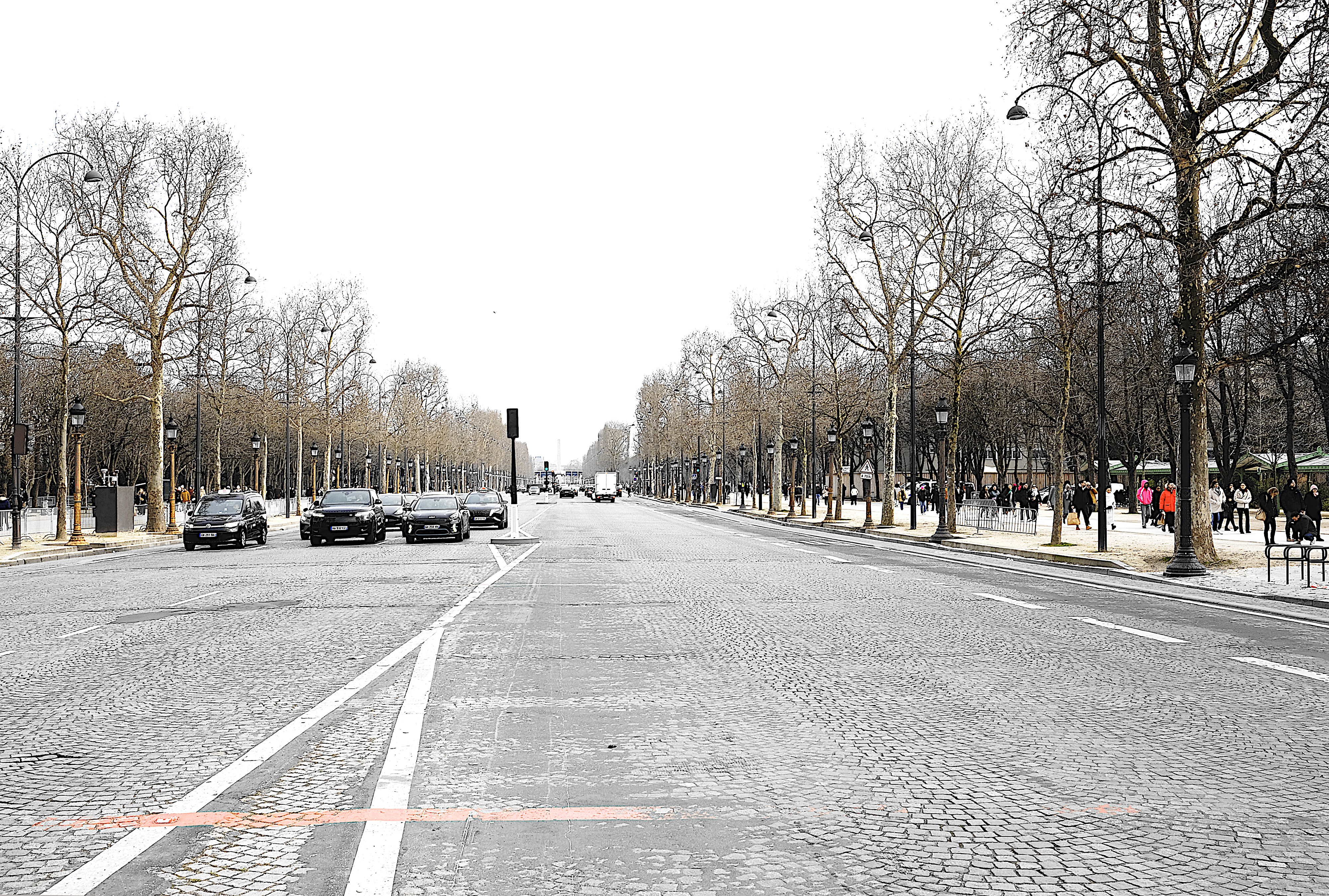
Avenue des Champs-Élysées en hiver, avec vue sur la place de la Concorde.

Au XIXe siècle, les Champs-Élysées sont un lieu de promenades et de loisirs. Les activités y sont liées : bals, écuries, manèges, carrossiers, selliers, tailleurs pour cavaliers et cavalières, loueurs de voitures, etc. Les nombreuses festivités, soit privées dans les hotels particuliers ou dans des établissements, favorisent la venue de boutiques de mode et d'alimentation.
Au tournant du XXe siècle, les constructeurs automobiles remplacent peu à peu les établissements liés au cheval (Panhard & Levassor au no 24, Peugeot au no 30 et Mercedes au no 70). Dans l’entre-deux-guerres, d’autres constructeurs s’installent (Renault, Citroën, Delage, De Dion-Bouton, Hispano-Suiza, Mathis, Talbot). Cette période voit apparaître de nombreux cinémas ou salles de spectacles, ainsi que des boutiques de luxe et des parfumeries. La presse française et étrangère y loge ses rédactions. La spéculation amène la venue de banques et de compagnies d’assurance.
Jusque dans les années 1950, l'avenue comprenait essentiellement des boutiques de luxe. Puis progressivement, ces dernières ont laissé place à des sièges sociaux de groupes en quête de prestige. L'arrivée du RER A modifie la donne : de nombreux Parisiens et Franciliens de toutes conditions pouvant accéder facilement aux Champs-Élysées, les boutiques d'enseignes plus populaires vont alors se multiplier, notamment en 1988 avec l'ouverture de Virgin Megastore. La rénovation lancée en 1994 par le maire de Paris, Jacques Chirac, en relation avec Roland Pozzo di Borgo (Comité des Champs-Élysées), va donner à l'avenue une nouvelle image de marque. Mais elle reste le reflet de la mixité de la population qui la fréquente, avec une distinction entre les deux trottoirs. Le trottoir nord — côté pair — est le côté ensoleillé mais aussi celui qui connaît la plus forte fréquentation, en partie du fait qu'il se situe dans le prolongement de la sortie RER. Les boutiques et galeries commerçantes y sont plus nombreuses. Le côté pair « soleil » des Champs-Élysées a une fréquentation 30 % plus élevée et voit ses loyers des surfaces de commerces en rez-de-chaussée s'établir entre 8 000 et 10 000 euros le mètre carré par an (hors taxes et charges). L'ouverture de la plupart des magasins jusqu'à minuit et le dimanche participe aussi au succès commercial de l'avenue. En 2012, en moyenne, 300 000 piétons, dont un quart d'étrangers, s'y pressent chaque jour — jusqu'à 600 000 à l'approche des fêtes de fin d'année — et les 120 boutiques de l'avenue génèrent un chiffre d'affaires annuel d'un milliard d'euros, avec un revenu moyen par touriste étranger de 1 160 euros, tous pays confondus, alors qu'il n'était que de 950 euros en 2007. Le secteur des Champs-Élysées représente 12 % du chiffre d'affaires des ventes détaxées de Paris.
L'avenue a longtemps été l'adresse incontournable des marques de luxe, la portion située entre l'avenue George-V et le rond-point des Champs-Élysées est toujours la limite nord du « triangle d'or ». Si certaines avaient eu tendance à déserter l'avenue dans les années 1970, la plupart sont revenues. Les compagnies aériennes, elles, ont presque toutes disparu, mais la plupart des marques automobiles y disposent d'un espace d'exposition souvent couplé à un bar ou à un restaurant. Les restaurants et les cinémas contribuent d'ailleurs fortement à la fréquentation de l'avenue. Les cinémas, 29 salles, dont l'essentiel de la programmation est en version originale, y organisent des premières. Pour beaucoup d'enseignes, une installation sur les Champs, même si elle est très coûteuse, présente un double intérêt : la publicité par l'emplacement, mais aussi de fortes ventes de par la fréquentation touristique.
Les commerçants de l'avenue sont regroupés en une association, le Comité Champs-Élysées, créé en 1860 sous le nom de Syndicat d'initiative et de défense des Champs-Élysées, qui a pris son nom actuel en 1980. Cette association a pour objectif de maintenir une image prestigieuse de l'avenue. Pour y parvenir, le comité intervient auprès des autorités locales pour obtenir des mesures favorisant l'embellissement des lieux (éclairage, décorations, etc.) et l'activité commerciale (horaires d'ouverture des magasins, qui par dérogation sont beaucoup plus étendus qu'ailleurs à Paris et en France). De plus, ce comité a un rôle purement consultatif sur les demandes d'installation de sociétés ou de commerces sur l'avenue. Le président qui a redynamisé le comité et l'avenue a été Roland Pozzo di Borgo, qui a collaboré à la modernisation de l'avenue voulue par Jacques Chirac.
Prestigieuse et populaire, mais aussi luxueuse, l'avenue des Champs-Élysées est donc de plus en plus chère. Les prix de l'immobilier y sont tels, et la spéculation immobilière si forte, que seule une poignée de personnes y résident encore, les étages supérieurs des immeubles de l'avenue étant généralement occupés par des bureaux. Cependant, les prix ne sont pas uniformes. Par exemple, le côté nord (trottoir droit en montant) est plus cher car mieux exposé au soleil et plus fréquenté que le côté sud, où les vitrines sont dans l'ombre des bâtiments. Mais depuis les années 2000 les prix ont tendance à se rapprocher, le côté sud ayant été choisi par des marques telles que Lancel, Lacoste, Hugo Boss, Louis Vuitton, Nike, Omega, Eden Shoes et le palace parisien le Fouquet's Barrière et le côté nord par Cartier, Guerlain, Montblanc, McDonald's, Adidas, et le célèbre et seul hôtel ayant son entrée sur l'avenue : le Marriott.
L'avenue des Champs-Élysées est un des emplacements les plus chers du monde. En 2018, l'avenue se classe en quatrième position en termes de valeur locative (16 350 $/m2/an) après Causeway Bay, un quartier de Hong Kong (28 751 $/m2/an), la Cinquième Avenue à New York (24 220 $/m2/an) et New Bond Street à Londres (18 772 $/m2/an). Le montant élevé des loyers pourrait nuire à la diversité commerciale. Les magasins de textile et ceux dits de luxe (notamment du groupe LVMH) font partie des rares commerces à pouvoir les absorber. Selon une étude de 2006 commandée par la mairie de Paris, 20 % des magasins de l'avenue sont dévolus au textile. Si on y inclut les commerces des galeries commerciales, ce chiffre est proche de 39 %. « C'est un maximum, selon une adjointe au maire. Au-delà, il n'y a plus de diversité commerciale ».
Le comportement des propriétaires fonciers de la célèbre avenue pourrait ainsi nuire à l'attrait de l'avenue sur les visiteurs, et affaiblir leurs investissements à moyen terme. Mais à ce jour[Quand ?], seules des mesures politiques incitées par le militantisme associatif semblent pouvoir, à court terme, sauver la diversité unique des Champs-Élysées qui est l'un de ses attraits majeurs.[réf. nécessaire] Bien que les augmentations de loyer soient réglementées, les sociétés propriétaires de locaux ont trouvé une parade en refusant de renouveler leur bail. Dans ce cas, elles versent au locataire une indemnité d'éviction, généralement de 10 à 12 fois le loyer annuel et font payer un droit d'entrée équivalent au nouveau locataire.
De même, il ne reste plus qu'un seul cinéma sur l'avenue, contre une vingtaine à son apogée, depuis la fermeture de l'UGC George-V en 2020, du Gaumont Champs-Élysées Marignan en 2023 et de l'UGC Normandie en 2024 : le Publicis Élysées. Deux autres cinémas existent encore dans les rues adjacentes : le Balzac et l'Élysée Lincoln.

## Bâtiments remarquables et lieux de mémoire
- No 6 : ancien emplacement de La Pâtisserie Gloppe.
- No 21 : durant l'Occupation Soldatenheim Champs-Élysées.
- No 23 : emplacement du cinéma Le Paris réservé, sous l'Occupation, à tous les Allemands du Reich. L'immeuble a été détruit en 1983 pour laisser place à l'immeuble d'habitation de l'industriel Marcel Dassault. Par la suite, l'immeuble abrite le siège de Thaï Airways puis un magasin de la marque Abercrombie & Fitch.
- No 25 : hôtel de la Païva. Cet hôtel particulier, l'un des derniers de l'avenue, a été construit entre 1856 et 1866 par l'architecte Pierre Manguin pour Esther Lachmann, marquise de Païva, dite La Païva (1818-1884), célèbre courtisane du Second Empire, sur un terrain laissé libre par la faillite de l'ancien Jardin d'hiver et acquis de Mme Grelet, née Lemaigre de Saint-Maurice[81]. D'un luxe exceptionnel, l'hôtel, célèbre pour le faste de sa décoration intérieure, constitue l'un des meilleurs exemples conservés d'architecture privée du Second Empire. Après la mort de La Païva, l'hôtel fut vendu à un banquier de Berlin puis, en 1895, au restaurateur Pierre Cubat. Depuis 1904, il abrite un cercle privé, le Travellers. Il a récemment fait l'objet d'une restauration extensive.
- No 27-33 : cinéma Gaumont Champs-Élysées Marignan.
- No 28 : durant la Seconde Guerre mondiale et l'Occupation, siège du groupuscule pronazi « Jeune front », situé dans l'orbite du Parti français national-collectiviste de l'ancien journaliste radical-socialiste Pierre Clémenti. La principale activité du « Jeune front » est de distribuer le journal antisémite Au Pilori, l'un des plus extrémistes de la collaboration, subventionné par les autorités allemandes. « Jeune Front » est la section de jeunesse (16-21 ans) des « Gardes françaises ». Robert Hersant en fut le fondateur. Début août 1940, ce dernier obtient un local à ce numéro. Les membres du groupe se livrent également à des violences contre les commerçants de confession juive près de leur quartier général[82].
- No 30 : domicile du comte de Monte-Cristo dans le roman d'Alexandre Dumas[83].
- Nos 31-33 : l'écrivain Colette y résida de 1935 à 1938, après avoir vécu à partir de 1930 à l'hôtel Claridge, sur la même avenue[84].
Pizzeria Pizza Pino. Installée ici depuis 1968, devenue un « restaurant emblématique » de l'avenue, sa fermeture prochaine est annoncée en 2021[85],[86].
- No 36 : hôtel de M. G. Béjot (en 1910)[56]. Subsiste mais très dénaturé.
- No 37 (angle de la rue Marbeuf) : résidence de Béatrice Charlotte Antoinette Denis de Kérédern de Trobriand (1850-1941). Elle était la fille du comte Régis de Trobriand (1816-1897), aristocrate français naturalisé américain et général des armées de l'Union durant la guerre de Sécession, et de Mary Jones, riche héritière, fille de Mary Mason Jones, grand-tante d'Edith Wharton. Tandis que son mari vivait à New York, la comtesse de Trobriand résidait la plupart du temps à Paris[87] ainsi que sa fille qui épousa à Paris le 9 décembre 1869 John Burnett-Stears, fils du créateur de l’usine à gaz qui alimentait les réverbères de Brest à la fin du XIXe siècle. Ils possédaient plusieurs propriétés en Bretagne dont le château de Ker Stears, grosse demeure bourgeoise construite par John Stears père et transformée ultérieurement, et le manoir de Leuhan sur la commune de Plabennec. John Burnett-Stears mourut à Brest le 16 janvier 1888 et sa veuve se remaria le 20 novembre 1900 à Paris avec le comte Olivier Marie-Joseph de Rodellec du Portzic, hobereau de campagne de vingt-cinq ans son cadet. Dans la soirée du 2 août 1906, après une réception au château de Ker Stears, on constata la disparition d’une bague ornée d’un diamant d’une valeur de 50 000 francs or. Le bijou fut retrouvé vingt jours plus tard caché dans le flacon de dentifrice du diplomate attaché à l’ambassade de Russie qui avait participé à la fête. Faute de preuves, celui-ci fut laissé libre mais, en juillet 1907, le diplomate intenta un procès en diffamation aux époux de Rodellec du Portzic. Ce procès public occasionna un déballage de mauvais goût sur la vie privée des deux parties et causa un scandale mondain dans la presse. La comtesse vécut séparée de son époux après cette affaire[88]. Cet épisode a inspiré à Maurice Leblanc le chapitre 2 intitulé « Le diamant bleu » de son roman Arsène Lupin contre Herlock Sholmès (1908).
- No 42 : Citroën C42 entre 1928 et 2018.
- No 50 : ancien cinéma Gaumont Champs-Élysées Ambassade. Il est inauguré le 23 septembre 1959 avec le film Le Chemin des écoliers. Sous le nom d'« Ambassade-Gaumont », il comporte à l'époque une salle 1 100 places, dont 300 au balcon. En mars 1981, il fusionne avec un cinéma voisin, le Paramount-Élysées, situé 5 rue du Colisée, donnant naissance à un complexe de trois salles. Renommé « Gaumont-Champs-Élysées-Ambassade », il s'agrandit pour atteindre 1 500 places et fonctionner en lien avec le Gaumont-Champs-Élysées-Marignan, situé de l'autre côté de l'avenue. Le 31 juillet 2016, le cinéma ferme ses portes, la direction estimant qu'il ne répond plus aux « standards de qualité, de confort et d'accessibilité » exigés de nos jours[79],[89].
- Nos 52-60 : immeuble construit à l'origine (1933) par André Arfvidson à la place de l'hôtel de Massa (datant du XVIIIe siècle et classé monument historique, celui-ci est donc déplacé pierre par pierre au no 38, rue du Faubourg-Saint-Jacques) pour la banque américaine Citybank of New York[90]. Il accueille par la suite un magasin Virgin Megastore (de 1988 à 2013), ainsi qu'un Monoprix. Racheté en 2012 par le Qatar à Groupama[91], il est rénové à partir de 2016 après la fermeture du Virgin en vue d'accueillir en 2018 un magasin des Galeries Lafayette[92] ; la galerie Élysées-La-Boétie doit fermer à l'occasion[93].
- no 53 : L'Atelier Renault (actuel nom). C'est en 1910 que Louis Renault en personne décide de venir sur la célèbre avenue. Il y implante un vaste magasin d'exposition et de vente de ses véhicules de luxe. Plus tard, il fera également l'acquisition du no 51 pour agrandir son espace. Le bâtiment sera complètement reconstruit au début des années 1960 sous la forme que nous lui connaissons toujours aujourd'hui, avec une vaste façade sur l'avenue mais également une façade moins connue sur la rue Marbeuf (en fait, la Maison de l'Alsace est entourée par ce nouveau bâtiment). La villa sur le toit est le logement de fonction du président de Renault et le site intègre également une salle du conseil d'administration (qui se tenait ainsi éloigné de l'agitation sociale de l'île Seguin). En 1962 ouvre le Pub Renault, qui va devenir un lieu culte de la vie parisienne avec une innovation de taille : c'est la première fois qu'un lieu commercial intègre un restaurant (qui sera bien vite connu pour ses fameuses salades et ses énormes glaces). Après près de 40 ans d'exploitation et près de 800 000 visiteurs par an, Renault décide de rénover son concept et ouvre, en 2000, L'Atelier Renault qui demeure un site d'exposition et d'image pour la marque et continue d'héberger un restaurant situé en mezzanine et sur 5 passerelles. Le site accueille en moyenne 2,5 millions de visiteurs par an.
- No 63 : siège de la manufacture de voitures Mühlbacher. Abritait en 1910 l'Aéro-Club de France[60] qui se trouve aujourd'hui au 6, rue Galilée. Accueillait le magasin Parfumerie Kerkoff.
- No 66 : le concept store « Le66 ChampsElysées », réalisé par l'architecte Fabrice Ausset en 2006.
- No 68 : immeuble construit en 1913 par l'architecte Charles Mewès et occupé au rez-de-chaussée[94] par le parfumeur Guerlain[95], où se situait la société fondée par Reginald Ford, Cinéac. Décor intérieur.

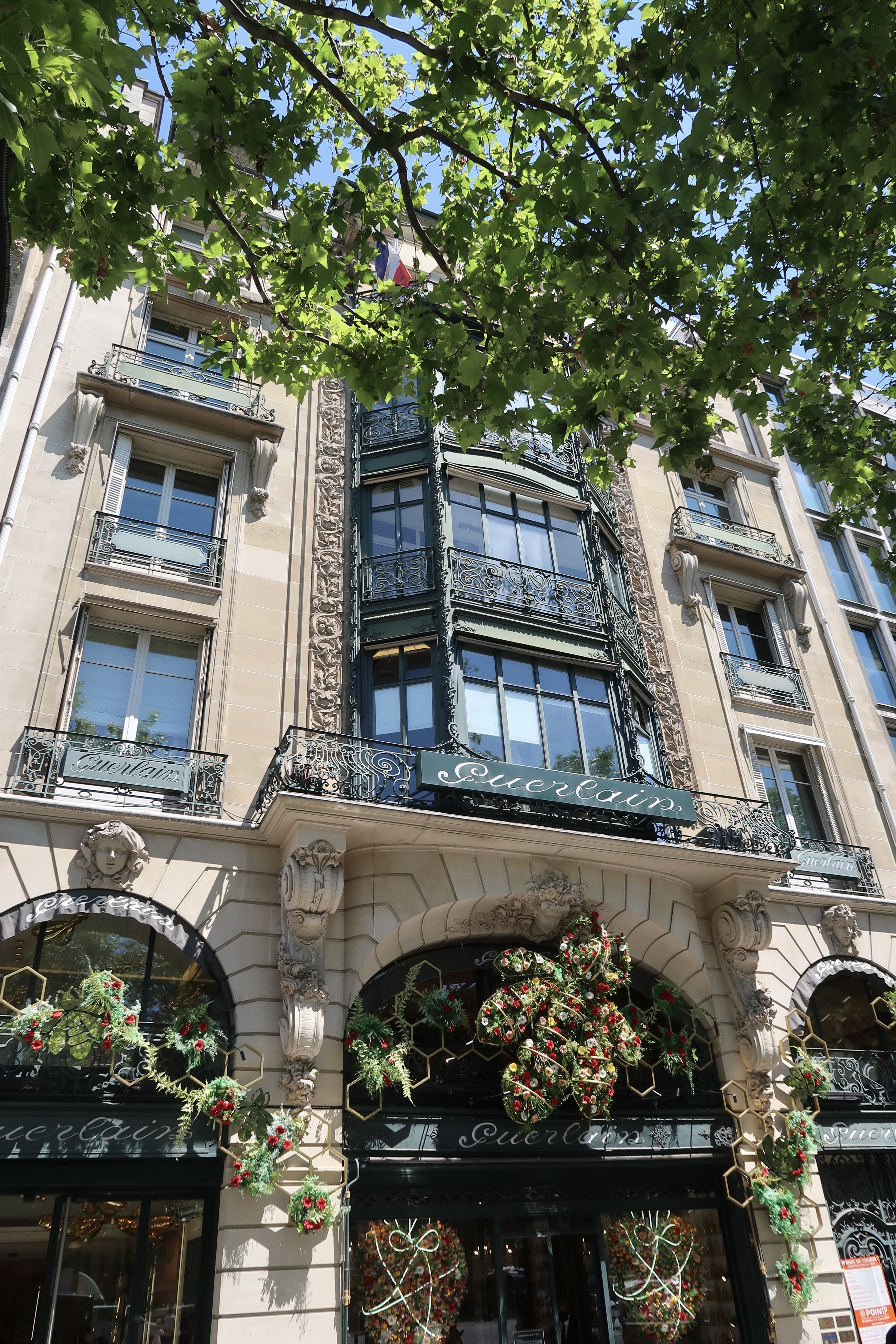
Boutique Guerlain au 68, avenue des Champs-Élysées (inscrit).
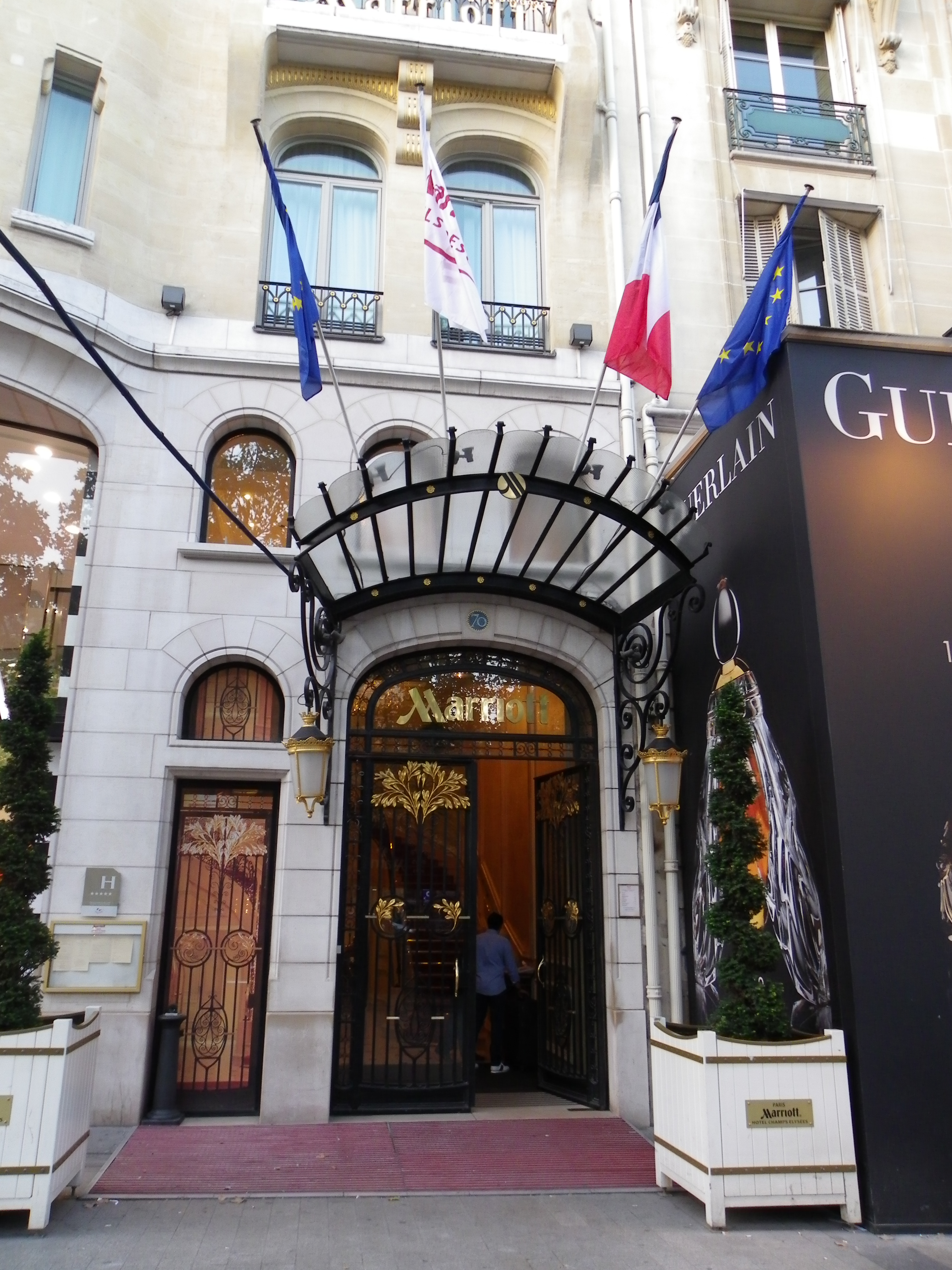
Hôtel Marriott au 70, avenue des Champs-Élysées.
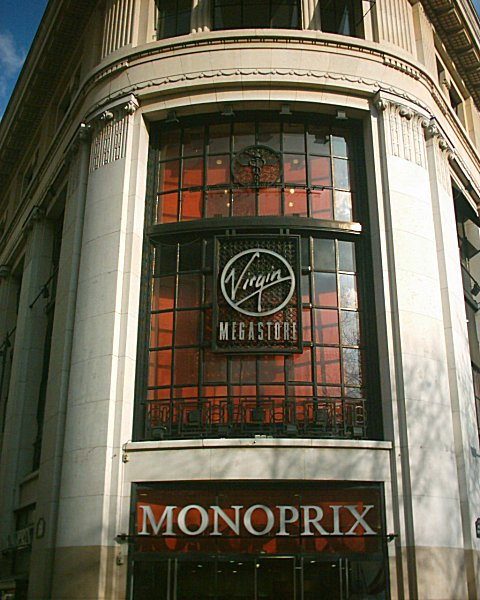
Façade du 52-60, avenue des Champs-Élysées, entrée du Monoprix.

- No 70 : Vuitton Building (aujourd'hui l'hôtel Marriott). Façade de style Art nouveau tardif construite en 1914 par les architectes Louis Bigaux et Koller occupé au rez-de-chaussée[94] par le malletier Georges Ferréol Vuitton (en)[96].
- No 68 et 70 : les étages de ces deux immeubles[97] sont occupés de 1914 à 1933 par la maison Jenny, fondée par Jenny Sacerdote en 1909 ; 20 ateliers de couture et les salons de la maison de couture y sont installés[94].
- No 74 : ancien hôtel Claridge.
- Nos 76-78 : Arcades du Lido. L'immeuble élevé à cette adresse comporte au rez-de-chaussée une galerie marchande qui donne d'un côté sur les Champs-Élysées et de l'autre sur la rue de Ponthieu. Les Arcades des Champs-Élysées, « une kermesse permanente de commerces de luxe », furent construites en 1925 par l'architecte Charles Lefèbvre et ses associés Marcel Julien et Louis Duhayon à l'emplacement de l'ancien hôtel particulier de Georges Dufayel. La parcelle de terrain, étroite, entre l'avenue et la rue de Ponthieu, avait été acquise par le diamantaire et promoteur immobilier Léonard Rosenthal. Les Arcades furent inaugurées le 1er octobre 1926. Quelques colonnes en marbre, provenant de l'ancien hôtel Dufayel, sont utilisées dans la réalisation. La décoration de la galerie est l'œuvre du ferronnier René Gobert, des maîtres-verriers Fernand Jacopozzi et René Lalique, auteur de fontaines de verre, aujourd'hui disparues. Le sous-sol du passage abritait le Lido jusqu'en 1976. Inaugurés en 1928, il s'agissait à l'origine de salons de beauté avec une piscine mondaine. Ils avaient été conçus par l'architecte René Félix Berger. Transformés en cabaret en 1946, ils furent à l'origine du nom actuel du passage, les « Arcades du Lido ».
Au no 28, sous l'Occupation allemande, centre 24 de l'Union générale des israélites de France (UGIF) et locaux administratifs de l'Œuvre de secours aux enfants[98].
- No 77 : appartement brièvement occupé par Joséphine Baker, puis acheté par Ruth Virginia Bayton en 1929.
- No 79 et 22 rue Quentin-Bauchart : en 1931 y ouvre le cinéma Élysées-Gaumont. Il compte une salle de 600 places, réparties sur trois niveaux. Dès l'année suivante, il propose également des numéros de music-hall ; il est renommé Théâtre Music-Hall Quentin-Bauchard puis Élysées 79. Il reprend son nom d'origine en 1933 puis devient Le Biarritz en 1937. Les propriétaires, la famille Siritzky, en sont spoliés sous l'Occupation. En 1971, il est divisé en deux salles puis en 1977 il s'agrandit de trois salles puis d'une autre dans les années 1980, portant leur total à six. L'UGC Biarritz ferme en 1995 et ses salles sont reconverties dans d'autres activités, sauf celle d'origine, qui est utilisée pour des projections privées[99],[100].

La boîte de nuit Queen y est installée entre 2015 et 2018.
- No 82 : siège du comité France-Amérique de 1918 à 1926.
- No 90 : la société de production Ciby 2000, entre 1990 et 1998[101].

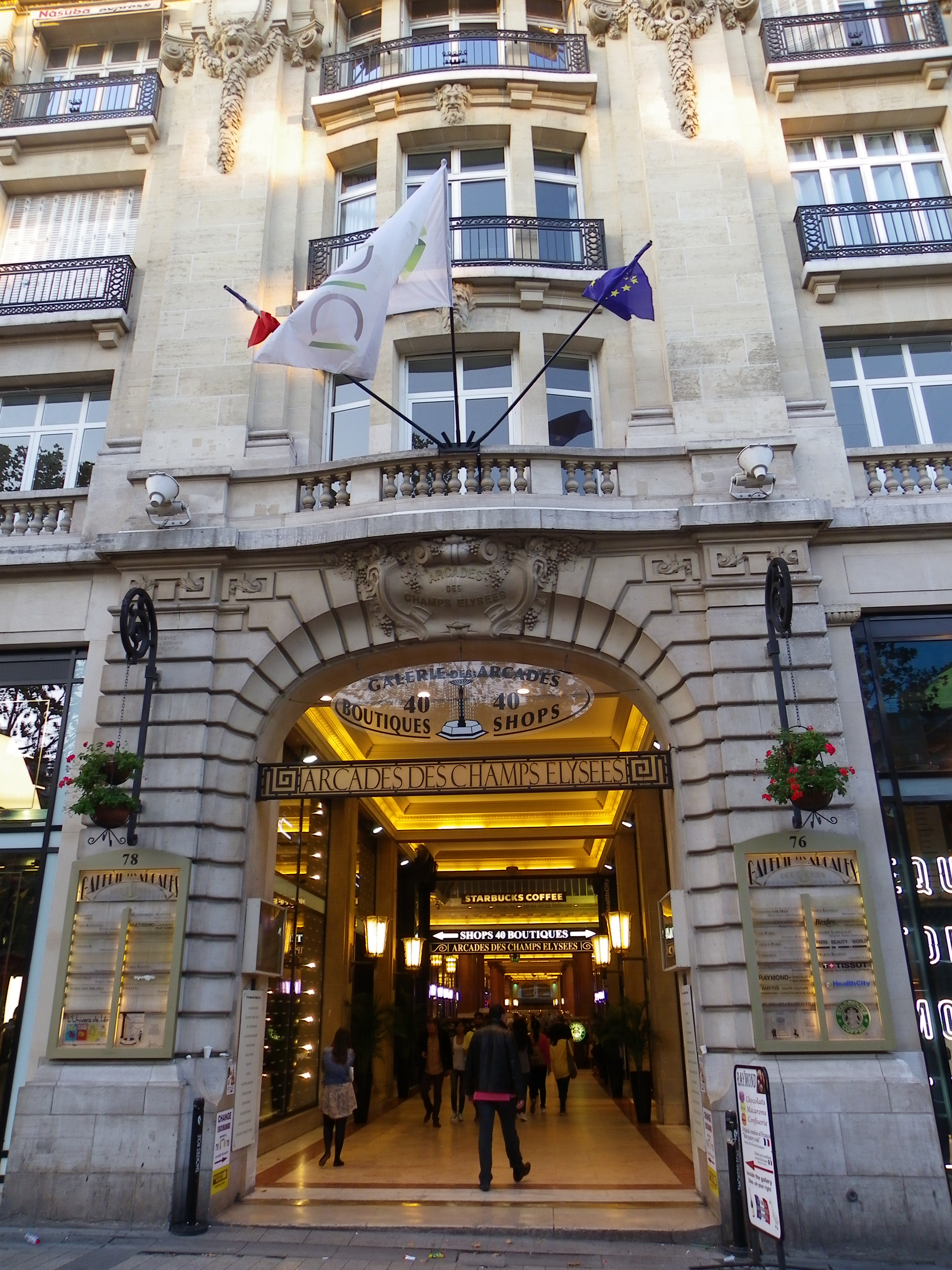
Arcades aux 76-78, avenue des Champs-Élysées (inscrit).

- No 91 (angle de la rue Quentin-Bauchart) : immeuble où le journaliste et patron de presse Léon Bailby (1867-1954) installa dans les années 1930 les bureaux du quotidien Le Jour[102].

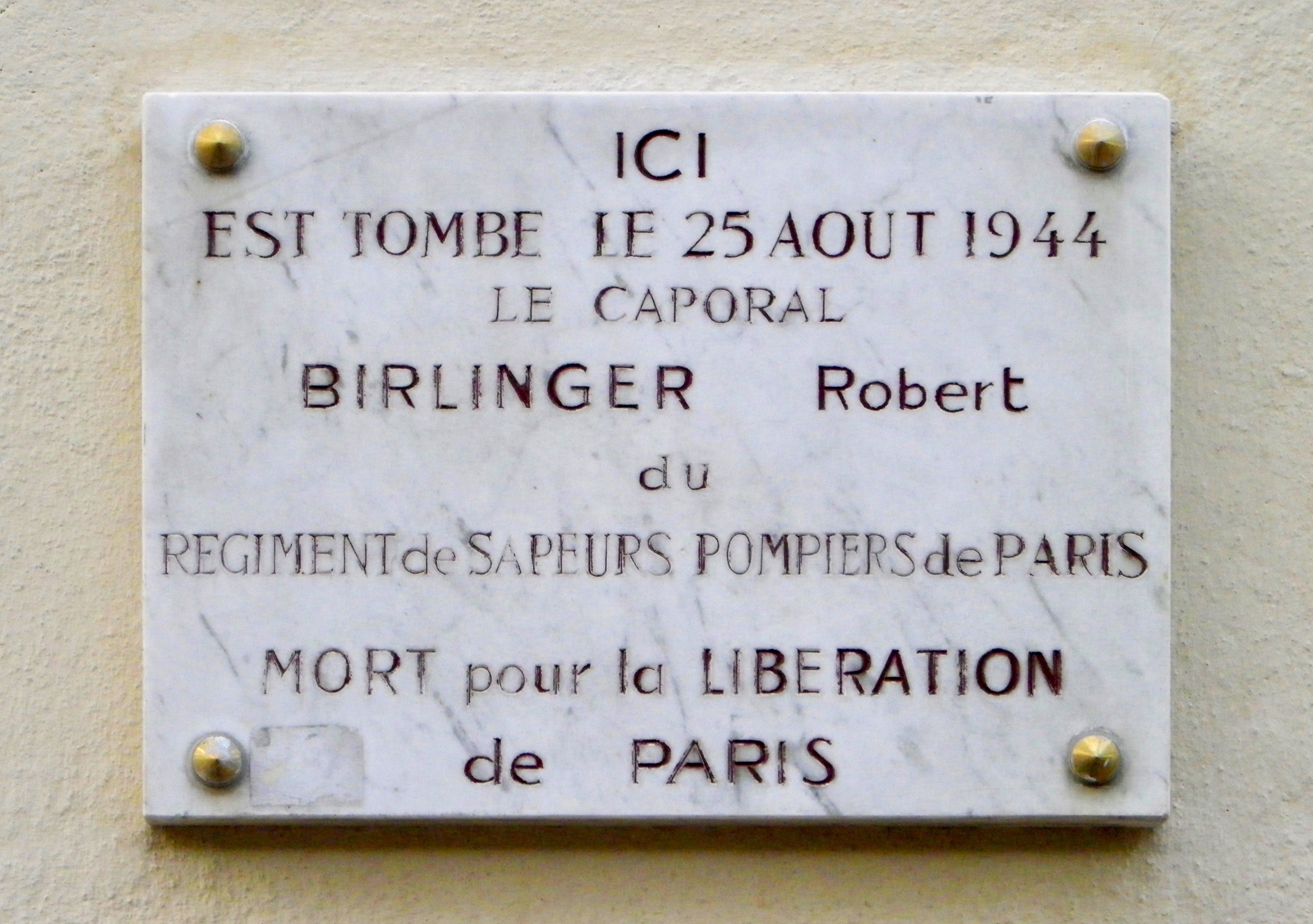
Plaque en hommage au caporal Robert Birlinger au 92, avenue des Champs-Élysées.
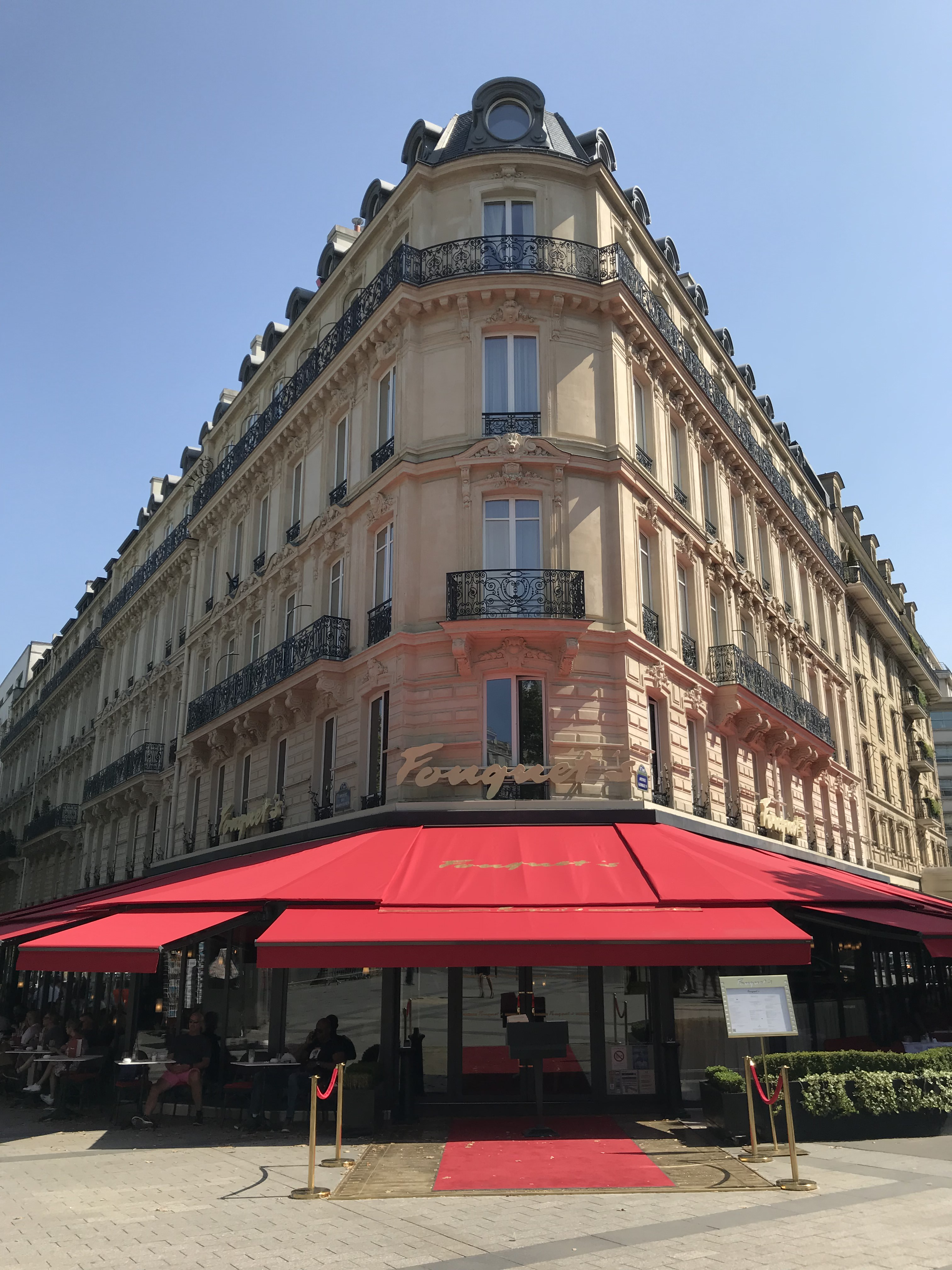
Restaurant Le Fouquet's au 99, avenue des Champs-Élysées.

- No 92 : pendant l'occupation allemande, siège du magazine Der Deutsche Wegleiter für Paris[103], destiné aux troupes d'occupation.

En 1939, le grand-père de Jean-Jacques Schpoliansky y ouvre le cinéma Le Triomphe. Il compte une salle de 500 places, avec balcon. L'immeuble n'abrite pas seulement un cinéma mais aussi « les organismes essentiels de l’industrie du film, comme les syndicats patronaux et de salariés qui défendent les intérêts de la production, de la distribution, de l’exploitation et des industries techniques » ; cela donne naissance au Comité d'organisation de l'industrie cinématographique. En 1978, le cinéma s'agrandit de trois nouvelles salles en sous-sol ; la salle d'origine passe à 315 places. Il est renommé Paramount City Triomphe. À la fin des années 1980, il est acquis par le circuit UGC. Il ferme en 2007.
- No 99 bis[105] : « Vers 1900, Mme Sorel n'avait eu encore que peu d'occasions d'opposer sa crânerie aux brocards de la ville. Les brocards dont elle commençait à se vêtir étaient ceux du répertoire de l'Odéon, où elle débutait, obscurément sinon modestement. Elle débutait un peu moins modestement dans le Tout-Paris, car elle avait déjà maison montée, au coin de l'avenue George-V, juste au-dessus de l'actuel Fouquet's. Un universitaire chevronné, Gustave Larroumet, venait ici lui donner des leçons particulières pour l'initier aux secrets des grands classiques. […] quand elle s'était attardée en quelque maison de couture pour ses affaires d'atours, on pouvait apercevoir, sur le balcon de Mme Sorel, Gustave Larroumet, guettant le retour de son élève, impatient de reprendre la leçon interrompue[106]. » L'immeuble abrite au rez-de-chaussée la célèbre brasserie Fouquet's et, dans les étages, l’Hôtel Fouquet's Barrière, inauguré en octobre 2006.

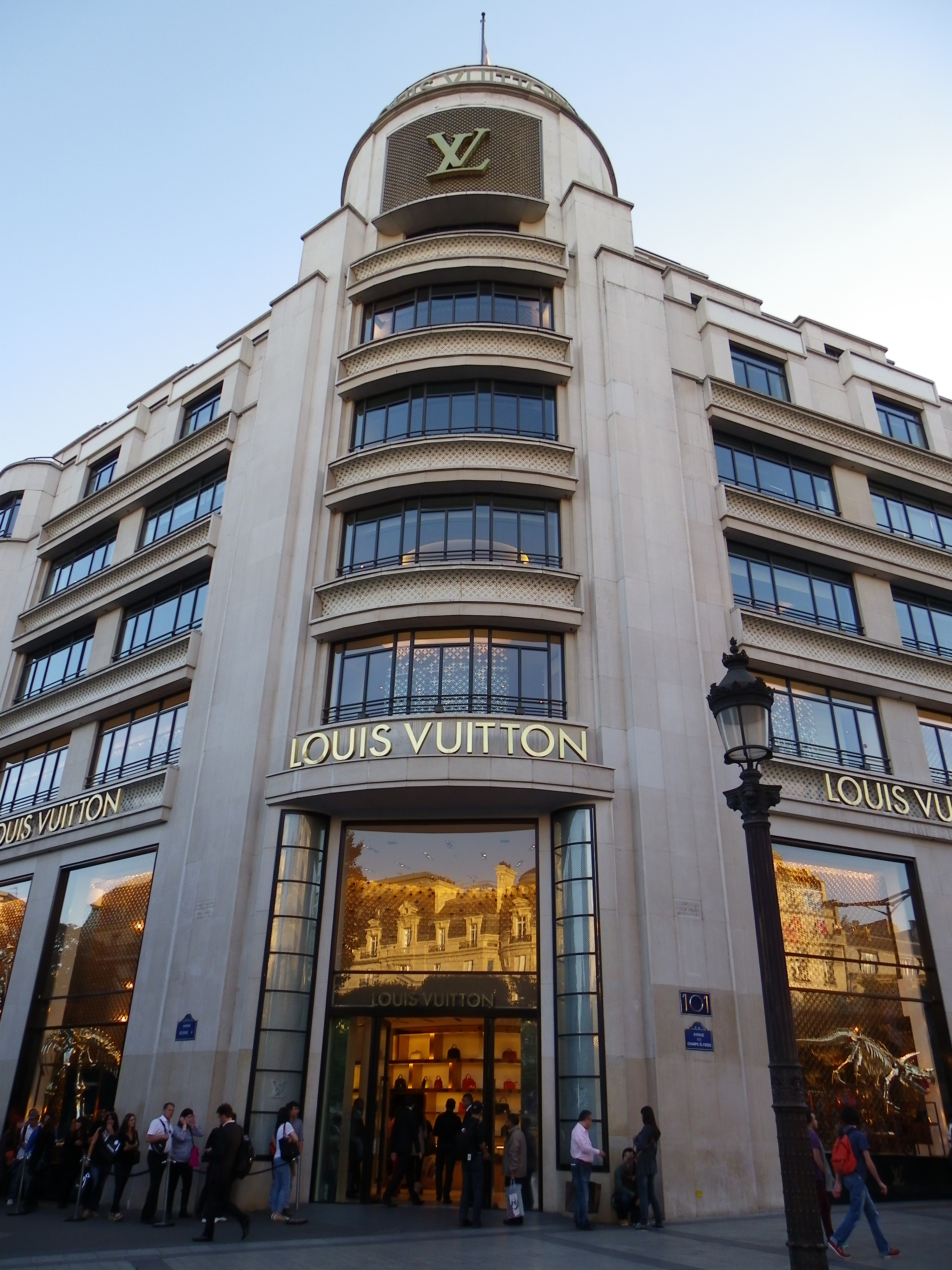
Boutique Louis Vuitton au 101, avenue des Champs-Élysées.

- No 101 : immeuble en îlot bordant également l'avenue George-V, la rue Vernet et la rue de Bassano, construit par les architectes Louis-Hippolyte Boileau et Charles-Henri Besnard en 1931 pour accueillir les bureaux de l'Office national du tourisme. Durant l'Occupation, ce fut le siège de l'organisation La force par la joie et le siège du Front allemand du travail ; le 3 janvier 1942, les Bataillons des jeunesses communistes y commettent un attentat. Les façades et les toitures sur rues sont inscrites aux monuments historiques en 1991 et une partie du cabaret-restaurant Le Raspoutine (qui fait partie du complexe immobilier et donne 58 rue de Bassano) en 1993. Des restructurations du bâtiment ont lieu dans les années 1990 et en 2004. Depuis 2005, magasin amiral de Louis Vuitton[107].
- No 102 : la boîte de nuit Queen y est installée entre 1992 et 2015.

Institut Yunus Emre - Centre culturel de la Turquie.
- No 103 : Élysée-Palace. Hôtel de voyageurs construit en 1898 pour la Compagnie des wagons-lits par l'architecte Georges Chedanne. Ce fut le premier des grands hôtels de voyageurs édifiés sur les Champs-Élysées. Il fut bientôt suivi par l'hôtel Astoria (1904) et l'hôtel Claridge (1912), où séjourna notamment Alexandre Stavisky. Auparavant, les palaces se trouvaient dans les quartiers proches du Louvre et de l'Opéra. Le décor original a été détruit par le Crédit commercial de France (devenu HSBC France), qui a acquis l'immeuble en 1919 pour y installer son siège social[95]. La banque conservera quasiment dans son état (en la transformant en salon) l'ancienne chambre de la célèbre espionne Mata Hari. Propriété depuis plus de dix ans du fonds souverain Qatar Investment Authority[108], qui le louait à HSBC dont le bail était arrivé à échéance, l'ensemble de l'immeuble fait en 2022 l'objet d'une rénovation lourde afin d'accueillir la maison Dior[109].
- No 114 : Alberto Santos-Dumont (1873-1932), pionnier de l'aviation, a habité cet immeuble devant lequel il fit atterrir en 1903 son dirigeable (no 9, plaque commémorative). En 2018, le bâtiment a été transformé afin d'accueillir un magasin Apple : autour de la cour intérieure, désormais couverte, la structure des pièces d'origine et certains éléments comme des escaliers ou des cheminées ont été conservés[110],[111].

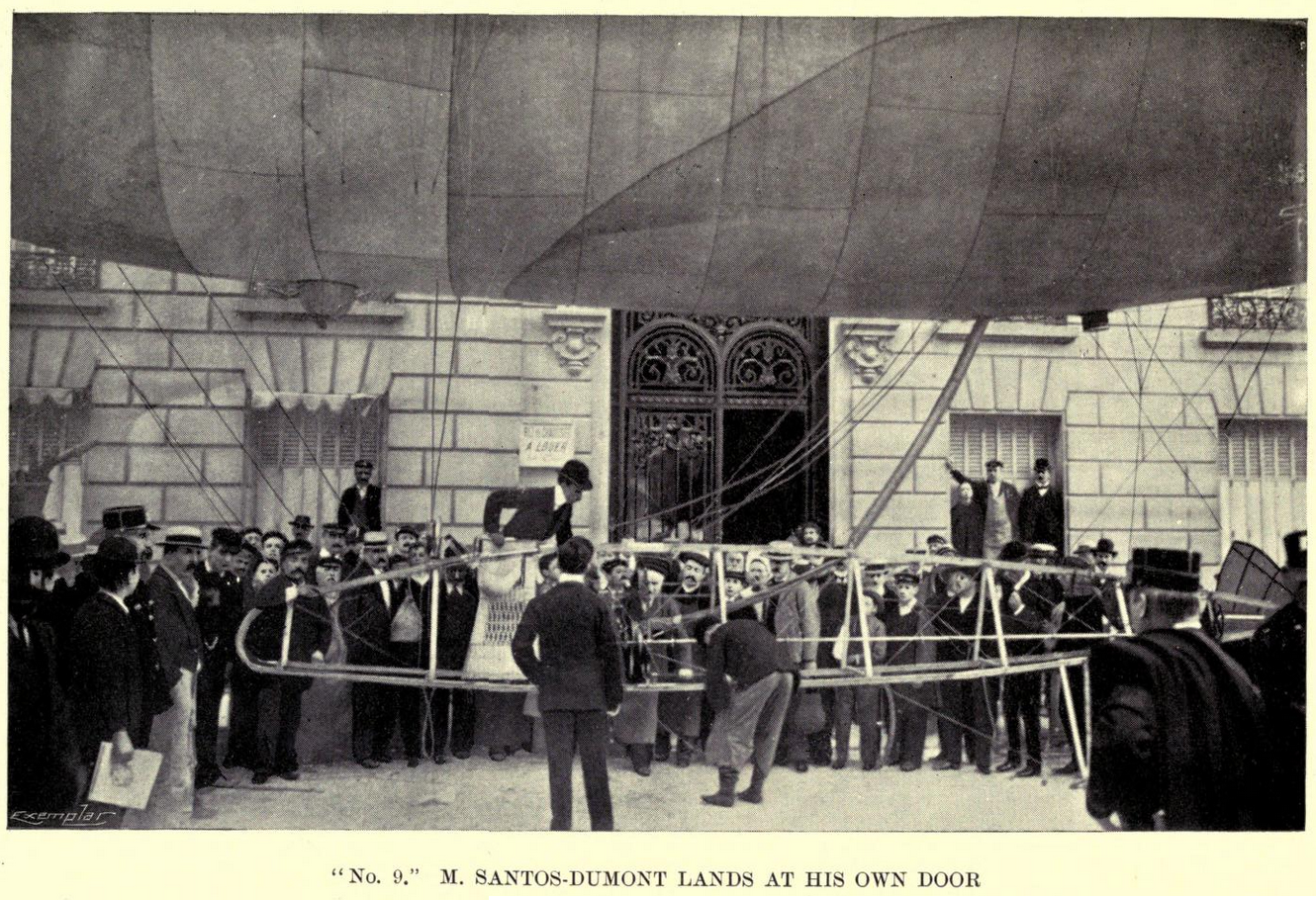
Santos-Dumont atterrissant.
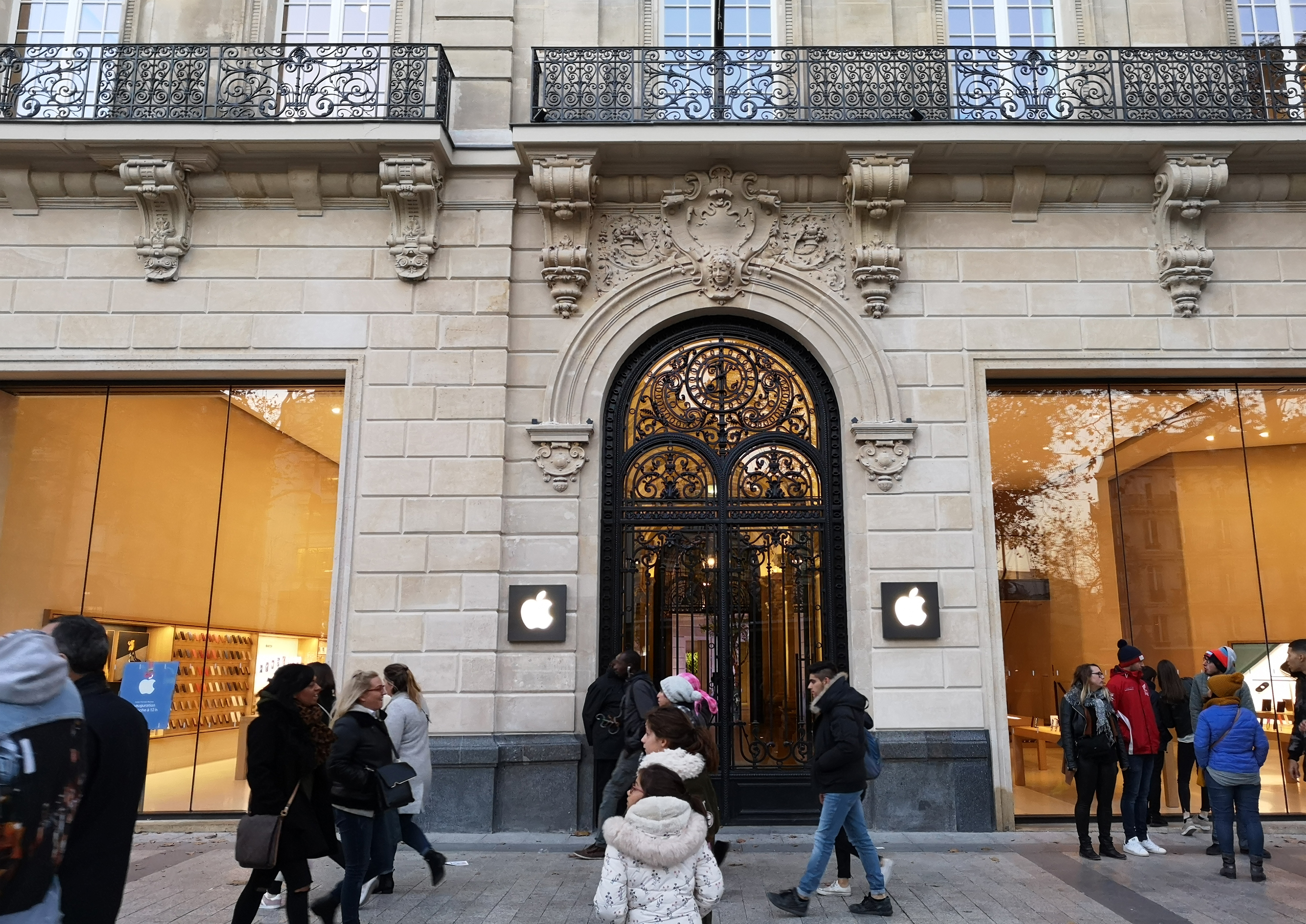
L'immeuble de nos jours.
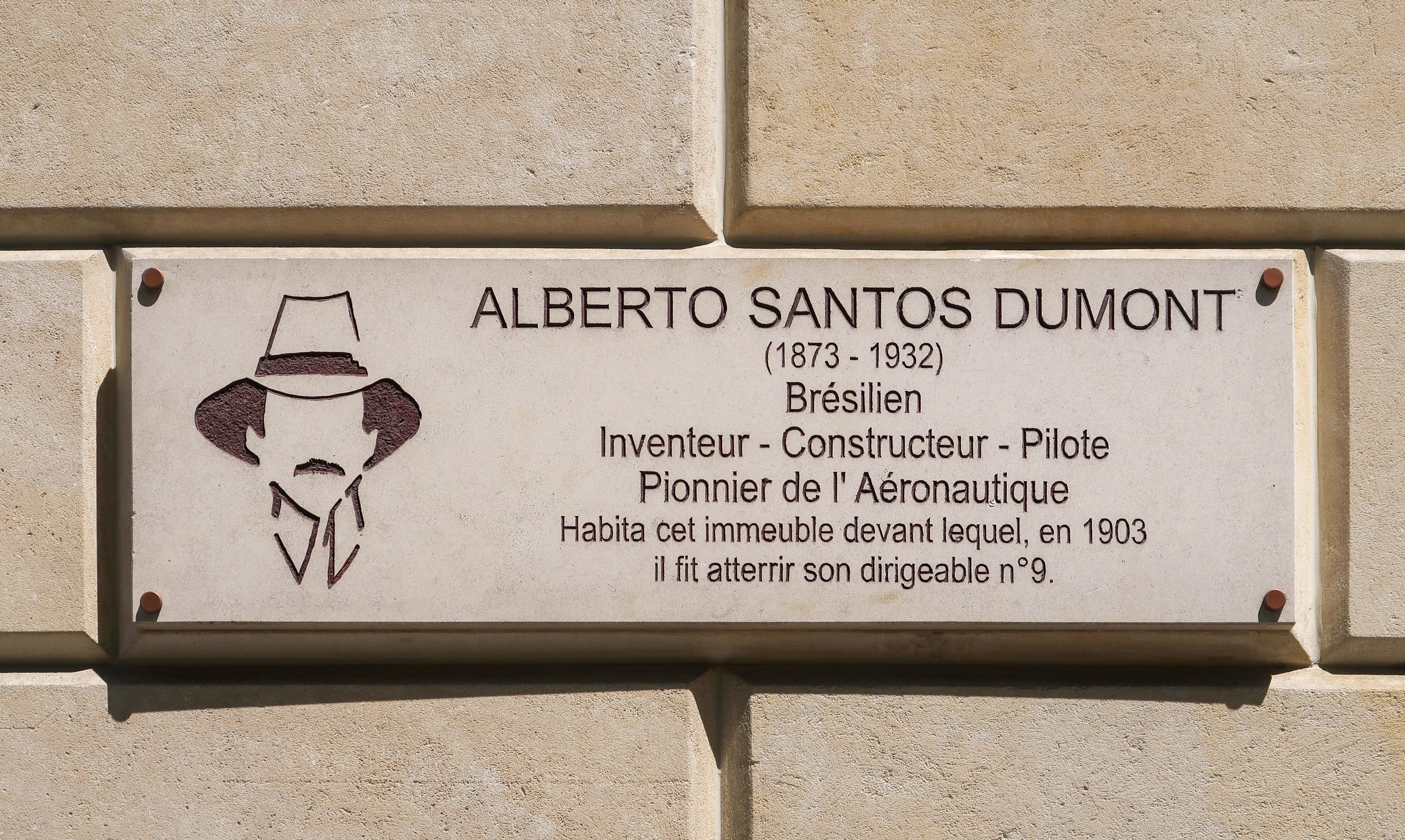
Plaque commémorative.

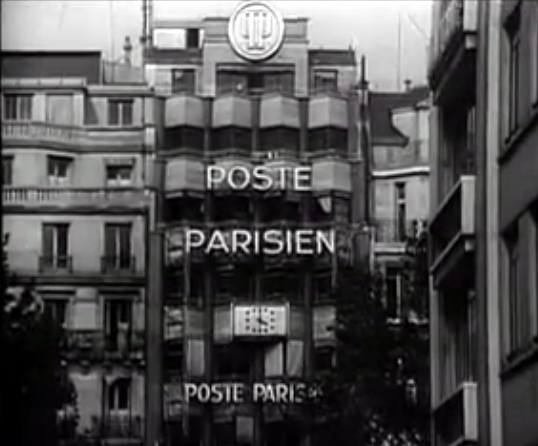
Siège de Radio-Paris de 1940 à 1944 au no 116 bis-118.

- No 116 bis-118 : siège de Radio-Paris sous l'Occupation, dans les locaux réquisitionnés du Poste parisien. Après la guerre, la Radiodiffusion française s'y installera. C'est une des fenêtres du 2e étage, que Jacques Prévert fera une très grave chute le 12 octobre 1948. Le cinéma Normandie s'y trouve de 1937 à 2024, dont la grande salle est la seconde plus grande de Paris. Accueille depuis 1977 le cabaret Lido (auparavant situé au no 78).
- No 119 : Hôtel Carlton. Construit en 1907 par l'architecte Pierre Humbert. Devenu en 1988 le siège de la Compagnie Air France.
- No 120 : James Gordon Bennett junior (1841-1918), propriétaire du New York Herald et mécène de l'aérostation, habitait cet immeuble[112]. Pierre Laval y a ses bureaux d'avocat dans les années 1920[113].
- No 121 : cet imposant immeuble haussmannien fut construit en 1907 par l'architecte Pierre Humbert.
- No 122 : le comte Henry de La Vaulx (1870-1930), pionnier de l'aviation, a habité à cette adresse de 1898 à 1909 (plaque commémorative[114]).

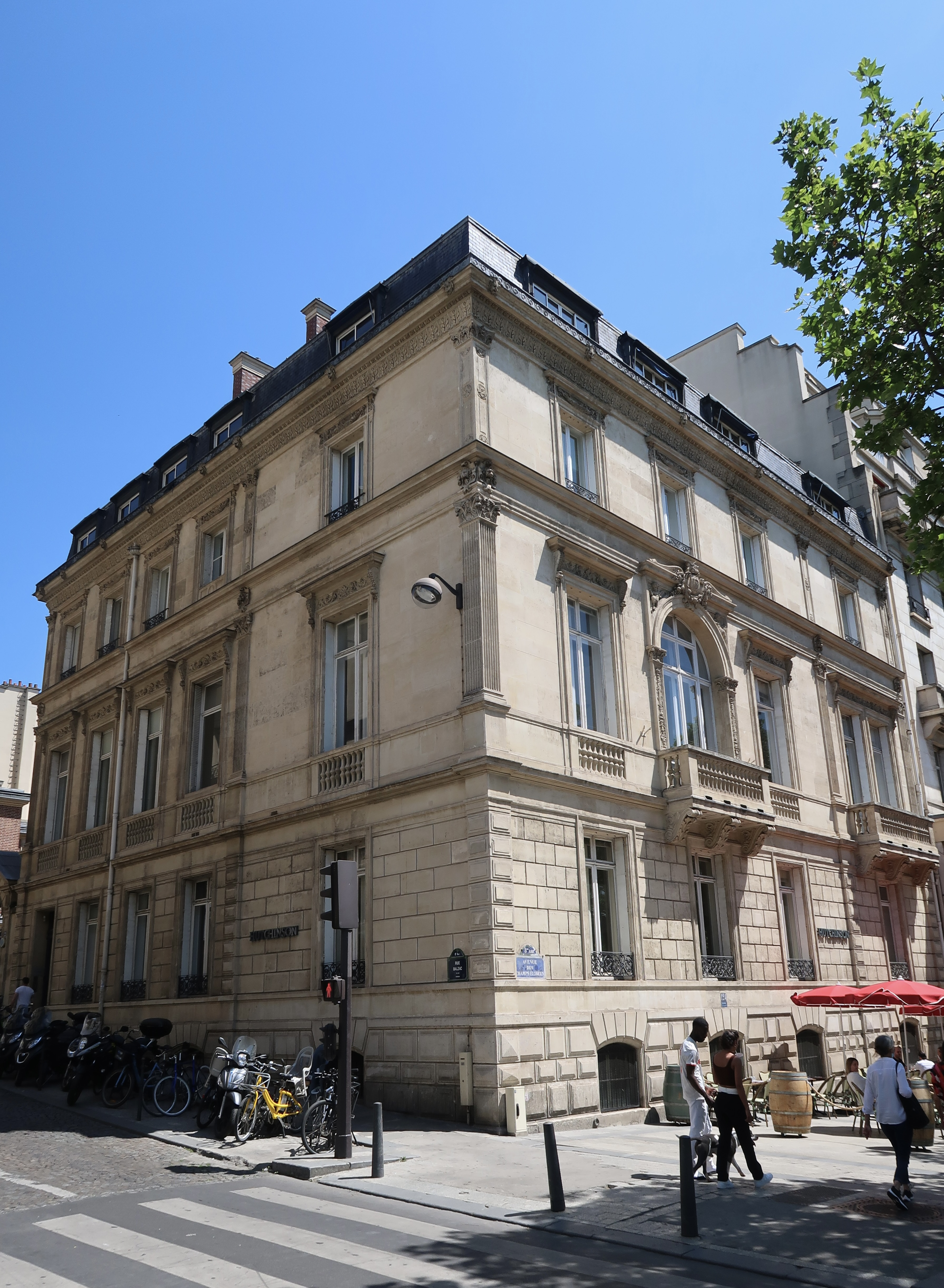
No 124.

- No 124 (et 2, rue Balzac) : hôtel particulier construit peu avant 1858 pour Santiago Drake del Castillo, l'un des rares exemples conservés des hôtels qui bordaient l'avenue sous le Second Empire.
- No 127 (et 26, rue Vernet) : cet immeuble est construit par Pierre Humbert. Durant l'Occupation, le MBF y possède des bureaux. L'immeuble abrite aujourd'hui[Quand ?] le flagship Lancel.
- No 129 : cinéma Publicis Élysées.
- No 133 : à l'angle de la rue de Tilsitt, le drugstore Publicis » fut le premier drugstore à ouvrir en Europe, le 16 octobre 1958. Il s'installe au rez-de-chaussée d'un immeuble du début XXe siècle accueillant jusque là un palace passé de mode, l'Astoria, construit par le diplomate et homme d'affaires austro-hongrois Emil Jellinek. Le 13 mars 1916, le sous-lieutenant Guynemer y fut soigné après un combat aérien.
Bar, restaurant, magasin (tabac, parfumerie, pharmacie, kiosque, etc.), ouvert à des horaires très tardifs pour l'époque et ciblant la jeunesse et les personnalités (« vedettes, députés, étudiants, midinettes »), le « drugstore des Champs-Élysées » reprend un concept observé par le dirigeant de Publicis Marcel Bleustein-Blanchet aux États-Unis. Slavik est chargé de la décoration. En 1965, un autre drugstore Publicis ouvre 149 boulevard Saint-Germain. Lieu phare de la nuit parisienne dans les années 1960, le drugstore des Champs-Élysées est fréquenté par Roger Moore, Charles Bronson, François Mitterrand et Johnny Hallyday, tandis que Serge Gainsbourg et Jacques Dutronc lui rendent hommage en chanson. De cette époque, le journaliste François Armanet a tiré un livre, La bande du Drugstore (Denoël, 1999), adapté en film en 2002. Dans la nuit du 27 au 28 septembre 1972, il est ravagé par un incendie, sinistre qui cause la mort d'une personne. Entre 1973 et 1975, le bâtiment est reconstruit en verre et acier par l'architecte Pierre Dufau[115],[116].
- No 136 (et 1, rue Balzac) : hôtel particulier de Mme C. B. de Beistegui (en 1910)[117]. Aujourd'hui le rez-de-chaussée est occupé par le showroom des automobiles Peugeot ; malgré tout, il a conservé un riche décor dans les salons du premier étage.
- No 138 : hôtel de William Kissam Vanderbilt (1849-1920) : « Il réunissait dans les salons du 138 une inestimable collection de tableaux et d'objets d'art, mais qu'il ne consentait à faire admirer qu'à certains privilégiés »[118].
- No 142 : Maison du Danemark.
- No 144 : entrée du tunnel de l'Étoile, tunnel routier reliant l'avenue de la Grande-Armée en passant sous l'arc de triomphe de l'Étoile.
- No 146 : les Cahiers du cinéma y ont eu leurs bureaux[119].
- No 152 (angle de la rue Arsène-Houssaye) : dans cet immeuble, construit à l'emplacement de l'hôtel Musard, Mme de Loynes tint au début du XXe siècle, à l'entresol[120], un influent salon littéraire et politique dont le critique Jules Lemaître était le grand homme.
- No 156 : hôtel de Carcano (ambassade du Qatar en France).

### Bâtiments détruits
- No 15 : hôtel de Morny. L'agrandissement, à l'initiative de l'industriel Marcel Dassault, de l'hôtel Le Hon (voir le 9, rond-point des Champs-Élysées-Marcel-Dassault) en 1962[121] a fait disparaître le petit hôtel que le duc de Morny avait fait construire pour lui-même en 1844 à côté de celui de sa maîtresse, la comtesse Le Hon, et qui avait été surnommé plaisamment à l'époque « la niche à Fidèle ». Il s'ouvrait sur les Champs-Élysées et se composait à l'origine d'un rez-de-chaussée percé d'une large fenêtre encadrée de sculptures. Morny le légua à sa fille naturelle, Léopoldine (1838-1931), mariée en 1858 au prince Stanislas Auguste Frédéric Poniatowski. Celle-ci fit surélever l'hôtel d'un étage. L'hôtel fut ensuite la résidence d'Edmond Archdeacon (1864-1906), agent de change et député de Paris, et de son épouse née Anne-Françoise de Rocquigny du Fayel. Celle-ci « recevait beaucoup et donnait des bals fort élégants[122] ». Il abrita ensuite un décorateur. Dans les années 1970, la façade a été remontée dans le parc du château que Marcel Dassault possédait à Coignières dans les Yvelines.
- No 27 : ancien hôtel Binder (voir le no 102 ci-dessous).
- No 31 : hôtel Dutuit. Hôtel des collectionneurs Eugène (1807-1886) et Auguste (1812-1902) Dutuit dont la collection, léguée en 1902 à la mairie de Paris par Auguste, est aujourd'hui au Petit Palais[123].
- No 33 : « Au 33, le salon très mondain de Mme Victor Pignatel[124] ouvrait ses fenêtres à l'endroit où s'étaient élevées les hautes verrières du Jardin d'hiver, qui s'étendait jusqu'au rond-point »[125].
- No 42 : hôtel du prince de Saxe-Cobourg[126].
- No 50 (angle de la rue du Colisée) : hôtel de Poilly. Hôtel de style XVIIIe siècle de la baronne de Poilly qui y « possédait une belle galerie de tableaux anciens. Seigneurs et marquises Louis XV et Louis XVI animaient ce décor plusieurs fois l'an, car la baronne de Poilly avait le goût du bal costumé. Elle donnait aussi des réceptions où le monde tout court côtoyait le monde des lettres. On y vit le bon Coppée, Montesquiou l'extravagant, Paul Bourget, le professeur Pozzi (mais où ne le voyait-on pas ?) et, vers la fin de sa vie, le Connétable Barbey d'Aurevilly lui-même »[127].
- No 52 (angle de la rue La Boétie) : hôtel de Massa.
- No 53 : « Les victorias, les landaus et les coupés qui paradaient sur la chaussée, affrontaient l'examen sévère du maître carrossier de l'époque, M. Mülbacher, qui habitait au 53, et qui se distrayait de la construction des huit-ressorts en composant une collection des maîtres français du XVIIIe siècle. Plus tard, on nota dans le même immeuble la présence de Polaire qui battait alors les deux records de la taille la plus mince et des perles les plus grosses de Paris »[125].
- No 66 : hôtel particulier de M. Amodru (en 1910)[60].
- No 68 : hôtel particulier de la comtesse Blanc (en 1910)[60].
- No 73 : emplacement de la barrière de Chaillot où se trouvait à proximité la caserne des Gardes suisses également appelée « caserne de la Grille Chaillot ».
- No 74 : hôtel Sommier. Il avait son entrée au 57, rue de Ponthieu[60].
- No 76 :
  - hôtel d'Espagne, puis d'Uzès. En 1880, la duchesse d'Uzès (1847-1933), devenue veuve en 1878, décide de vendre l'hôtel familial de la rue de la Chaise pour s'installer rive droite, probablement pour se rapprocher du bois de Boulogne où elle monte à cheval et mène ses équipages quotidiennement. Elle fait l'acquisition de l'hôtel particulier construit pour la reine Marie-Christine d'Espagne (1806-1878) à l'emplacement d'une maison ayant appartenu à la duchesse de Caumont-La Force. Il s'agit d'un hôtel entre cour et jardin, construit sur une parcelle de deux tiers d'hectare s'étendant jusqu'à la rue de Ponthieu et donnant sur l'avenue par une porte cochère. La duchesse l'achète pour 3 millions de francs, dont elle règle une partie en œuvres d'art (plusieurs toiles de Meissonnier), à un industriel suisse, M. Secrétan, qui va s'installer rue Moncey. Le prix est jugé excessif pour un hôtel « médiocre et mal construit ». L'hôtel comporte des plafonds peints par Fortuny. Progressivement, la duchesse le modernise et en fait une des demeures les plus confortables de Paris : cette « demeure […] passait, vers 1900, pour être une des plus remarquables du Paris moderne […] Le salon de l'avenue des Champs-Élysées fut bientôt le rendez-vous de toutes les notabilités d'alors. Et la petite histoire a enregistré les entrevues mémorables qui eurent lieu ici entre la grande dame et le général Boulanger »[128]. Elle y installe son atelier de sculpture[129] ;
  - hôtel Dufayel. En 1902[130], la duchesse d'Uzès vendit son hôtel à Georges Dufayel (1855-1916), propriétaire des Grands magasins Dufayel (26, rue de Clignancourt) depuis 1892, amateur d'art et collectionneur, domicilié un peu plus haut sur l'avenue, au no 90. L'hôtel d'Uzès fut démoli en 1905 et remplacé par un nouvel hôtel particulier construit par l'architecte Gustave Rives[131]. Le commanditaire n'habita jamais son nouvel hôtel, jugé par le New York Times « l'un des plus chers et des plus prétentieux hôtels au monde[132] ». Georges Sorel, dans une lettre du 21 mai 1918 à Roberto Michels le qualifie de « type de l'architecture du parvenu »[133]. « Les Parisiens d'alors […] baptisèrent par dérision [le nouvel hôtel] Palais de la beauté[130]. » Décor sculpté de Laurent Marqueste et Lucien Schnegg ; plafonds peints par Édouard Detaille. Durant la Conférence de Paris de 1919, l'hôtel fut utilisé par le gouvernement comme une sorte de club luxueux pour les délégations et la presse étrangères. Il fut acquis en 1920 par la Standard Oil et démoli en 1925.
- No 77 : « Somptueux hôtel »[58] de Louis Louis-Dreyfus (1867-1940), financier et homme politique (en 1910)[60].
- No 90 : hôtel Dufayel. Georges Dufayel, directeur-propriétaire des Grands magasins Dufayel (voir le no 76), y résida jusqu'en 1906. L'hôtel fut alors acquis par le patron de presse Pierre Laffitte (1872-1938) et bientôt rebaptisé « la Maison des magazines » où, aux côtés de la librairie et d’un studio de photographie, il ouvrit, l’année suivante, la Salle des fêtes de Fémina-Musica devenue rapidement le théâtre Fémina, actif jusqu’en 1929. Les concerts, conférences et spectacles de ce lieu de divertissement se complétaient d’un conservatoire destiné aux amateurs, placé sous la direction du compositeur Xavier Leroux où enseignèrent entre autres Raoul Pugno (piano) ou Nadia Boulanger (accompagnement).

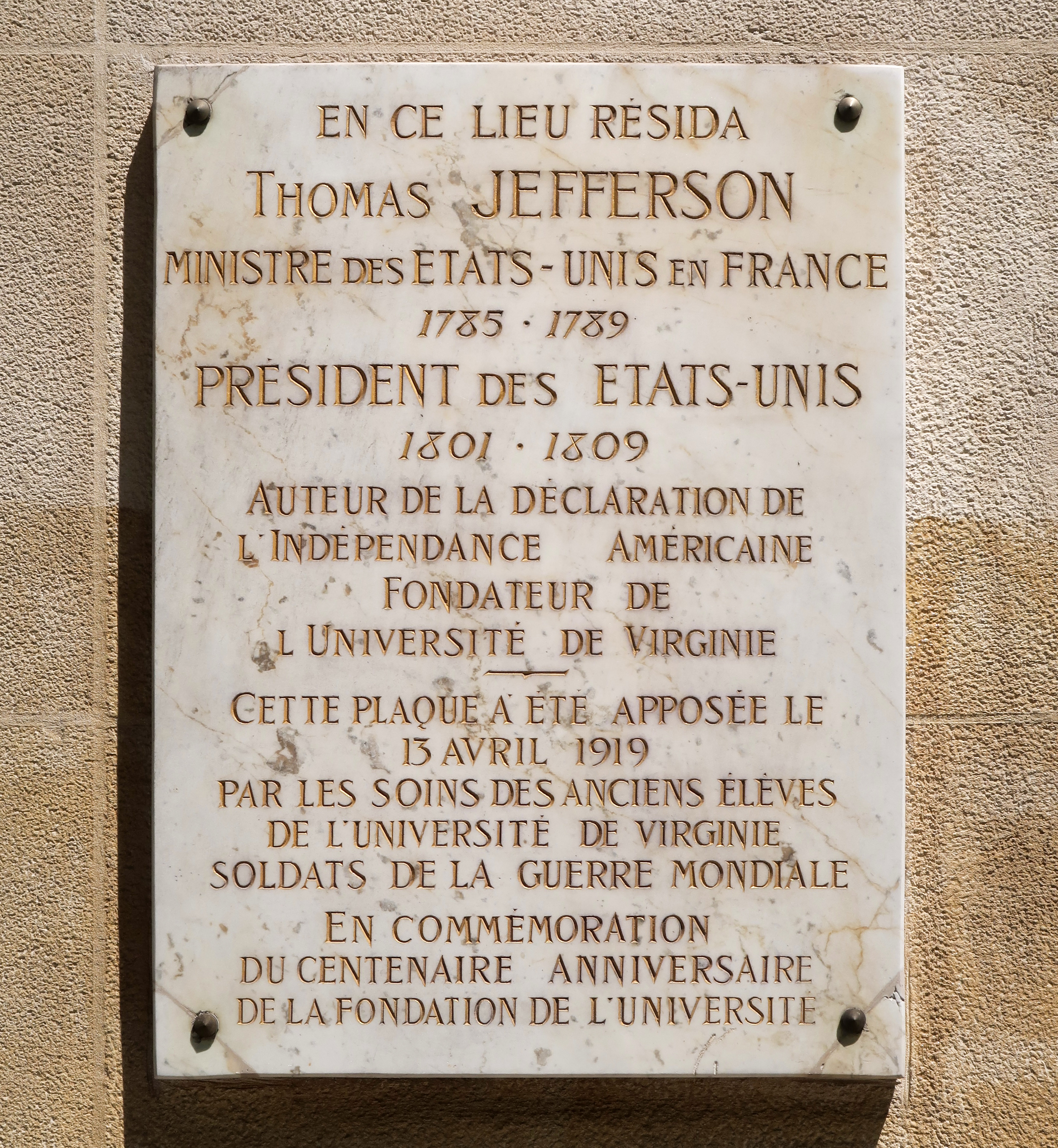
Plaque en hommage à Thomas Jefferson au 92, avenue des Champs-Élysées.
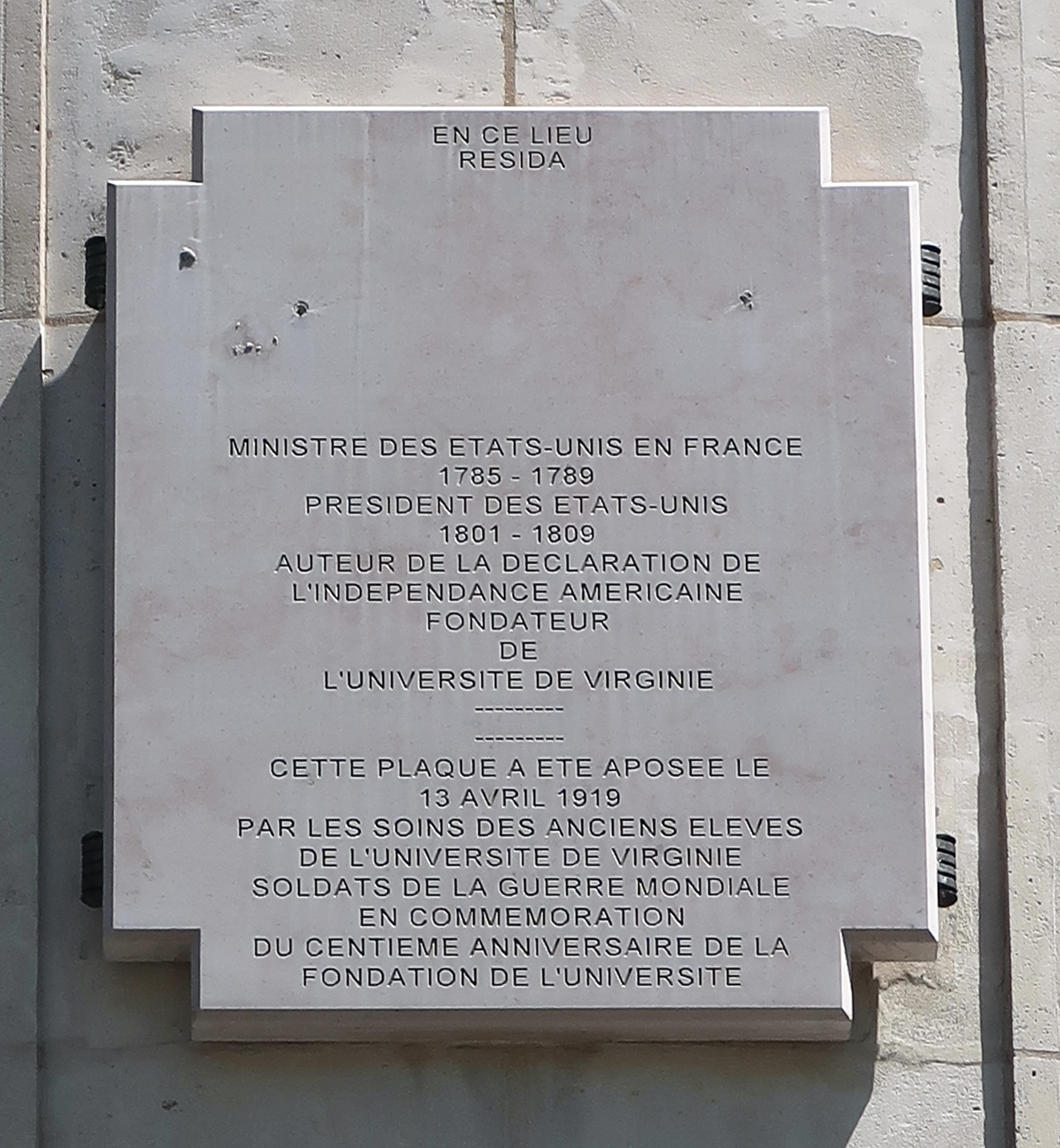
Autre plaque à la même adresse.

- No 92 (angle de la rue de Berri) : hôtel de Langeac. Élégante folie bâtie vers 1773 par l'architecte Chalgrin pour la comtesse de Langeac, maîtresse en titre du comte de Saint-Florentin. Celle-ci, pressée par des ennuis d'argent, vendit la maison en 1772 au comte d'Artois qui y logea sa maîtresse, l'actrice Louise Contat. De 1785 à 1789, Thomas Jefferson loua l'hôtel pour y installer l'ambassade des États-Unis en France[134]. Vendu en 1793 comme bien national, l'hôtel fut démoli en 1842 et remplacé par l'hôtel de Belleyme-Trévise, où résida le prince Napoléon-Jérôme et qui fut lui-même démoli en 1898.
- Nos 101-115 : emplacement approximatif du lieu où Giovanni Pianori tenta d’assassiner Napoléon III, le 28 avril 1855.
  - Entre ces numéros était situé, de 1847 à 1866, le Château des Fleurs. L’immeuble abritait un établissement de plaisirs avec bals, tirs, promenades et concerts. Il s’étendait jusqu’à la rue Vernet. La rue de Bassano a été tracée à travers ses jardins[135],[136].
- No 102 : hôtel Binder. Hôtel de Louis Binder (1821-1910), de la maison de carrosserie Binder Frères, habité après lui par ses enfants, Charles Henri Maurice Binder († 1944) et Marguerite Sophie Julie Marie Binder, épouse de Pierre Paul Laffleur de Kermaingant[61]. André Becq de Fouquières évoque cette demeure qui existait encore en 1953 et était encore habitée par la même famille : « Peu de temps avant la guerre de 1870, M. Binder, qui habitait, en face, au 27, un hôtel assez sombre, suivit le conseil de son médecin, le Dr Grouby, et acquit pour la somme de 300 000 francs cet autre hôtel du 102, bien exposé au soleil. Mlle Binder devait épouser M. de Kermaingant, auteur de plusieurs ouvrages historiques […] Et, fidèle au soleil, à cette demeure qui n'a pas changé d'aspect, les Binder et les Kermaingant opposent un démenti formel à un bouleversement si total qu'un homme de ma génération, qui aurait poussé par ici son cerceau, ne reconnaîtrait plus rien de ce qu'il vit alors »[137].
- No 103 : deux hôtels jumeaux en pierre et briques construits par Henry Fontenilliat (1793-1864), régent de la Banque de France, pour ses deux filles : Camille (1823-1912), Mme Auguste Casimir-Perier, et Jemmy-Mary (1825-1903), duchesse d'Audiffret-Pasquier par son mariage avec Gaston d'Audiffret-Pasquier (1823-1905). « Le premier des deux beaux-frères (Audiffret-Pasquier) était, à la Chambre, leader du centre droit, le second (Casimir-Perier) leader du centre gauche. Leurs demeures étaient séparées par une cour qui allait devenir, dans le Paris de 1879, comme la baraque de Pan-Munh-Jonh (Panmunjeom) dans la Corée de 1953 : une zone démilitarisée pour les négociations d'un armistice entre la droite et la gauche. C'est en effet par cette cour qu'allèrent et vinrent les émissaires des deux partis jusqu'à l'accord qui fit du Sénat “le grand conseil des communes de France”[138]. » Jean Casimir-Perier, futur président de la République française vit le jour en 1847 dans l'un de ces hôtels. Les deux hôtels furent détruits en 1898 pour construire l'hôtel Élysée Palace.
- No 104 : hôtel « où la baronne de Mesnil offrait à ses invités l'audition de rares musiques[126] ». Ensuite magasin d'exposition des automobiles Talbot.
- No 116 bis : hôtel de M. A. Dufaur (en 1910)[117].
- No 125 : « Maison construite en 1836 par l'architecte Levicomte et décorée de cariatides, œuvres du sculpteur Aimé Millet. (propriété de Mme Revenaz)[117] ».
- No 127 :
  - hôtel de la marquise de Lambertye[117] ;
  - hôtel de M. Wanamaker construit en 1905[117]. « Mon condisciple de la rue de Madrid, rapporte André Becq de Fouquières, Jean de Gouy d'Arsy, habitait là, avec sa mère remariée au marquis de Beauvoir[139], un de ceux qui se montrèrent toujours dévoué aux Princes d'Orléans. À peine âgé de vingt ans, M. de Beauvoir avait accompagné le jeune duc de Penthièvre dans son voyage autour du monde. Il publia, de cette expédition, un récit brillant qui eut le plus vif succès, l'honneur des gros tirages et celui d'être couronné par l'Académie française. Plus tard, Jean de Gouy d'Arsy devait épouser la fille naturelle du duc de Penthièvre[140]. L'hôtel qu'habitaient les Beauvoir avait été construit en 1905 sur l'emplacement de celui de la marquise de Lambertye, par M. Wanamaker, un riche Américain qui possédait à New York de multiples magasins. Plus une trace, bien entendu, de cette opulente demeure : les chemins de fer nationaux, un organisme de tourisme, y débitent des invitations au voyage[141]. »
- No 133 :
  - hôtel du duc de La Force[117] ;
  - Hôtel Astoria. Hôtel de voyageurs construit en 1907. Selon le marquis de Rochegude : « L'élévation exagérée et agressive de cet hôtel détruit la belle harmonie de la place de l'Étoile[117]. »
- No 136 : le théâtre de l'Étoile, détruit en 1925 pour y construire un immeuble de bureaux[142].
- No 140 : hôtel du baron Édouard de Rothschild (1868-1949) (propriété Bischoffsheim) (en 1910)[117]. « Parmi les acquisitions du baron Édouard de Rothschild, on pouvait voir un admirable van Dyck qui, par la grâce des héritiers du baron, est devenu un des joyaux du Louvre : le portrait d'une fille de Henri IV, Henriette-Marie de France, qui devait épouser Charles Ier d'Angleterre »[118].
- No 142 : hôtel de M. Soubiran (en 1910)[117].
- Nos 144-146 : portiques des Champs-Élysées, construits en 1928 pour relier les Champs-Élysées au no 4, rue Arsène-Houssaye et au no 21, rue Lord Byron[143].
- No 152 (angle de la rue Arsène-Houssaye) : hôtel Musard. Hôtel du chef d'orchestre Philippe Musard (1792-1859)[126].

## L'avenue des Champs-Élysées en politique
L'image des chars russes envahissant les Champs-Élysées est utilisée[pourquoi ?] le 15 mai 1974 par le ministre de la Santé publique et de la Sécurité sociale à la télévision et sera à nouveau utilisée lors de la campagne présidentielle suivante,, notamment  cette fois par Michel Poniatowski, ministre de l’Intérieur du président Valéry Giscard d’Estaing. Elle est toujours citée dans le débat public quatre décennies plus tard.

## L'avenue des Champs-Élysées dans la culture

### Théâtre
En 1955, Nekrassov, comédie parodique du maccarthysme à la française, écrite par Jean-Paul Sartre, se moqué à plusieurs reprises de la peur de voir des chars russes envahir les Champs-Élysées, le héros étant un escroc qui pour échapper à la la prison se fait passer pour un ministre soviétique en fuite, porteur d'un plan d'invasion de la France par l'URSS.

### Cinéma
De nombreux films, au moins pour quelques scènes, ont eu les Champs-Élysées comme décor. Parmi les scènes mythiques tournées dans l'avenue :
- la vente à la criée par Jean Seberg dans À bout de souffle (1960)[148] ;
- Paris brûle-t-il ?, tourné en 1966 par René Clément ;
- Fantômas d'André Hunebelle (1964)[149] ;
- le film L'Armée des ombres (1969) s'ouvre sur des soldats allemands défilant sur la place de l'Étoile, s'engageant ensuite sur les Champs-Élysées.

Parmi les tournages réalisés sur l'avenue, citons notamment :
- 2002 : La Mémoire dans la peau, film de Doug Liman.
- durant l'été 2007, pendant une matinée seulement, l'avenue la plus fréquentée de Paris, profitant de la répétition du défilé du 14 juillet, a été vidée de ses passants pour les besoins du film d'Éric et Ramzy, Seuls Two ;
- dans Les Vacances de Mr. Bean, on le voit traverser l'avenue au milieu de la route en se faisant klaxoner par les automobilistes ;
- 2008 : les Champs-Élysées — et tout particulièrement le Lido — marquent l'aboutissement de l'épopée dérisoire d'Elias, le héros ballotté par les événements du film de Costa-Gavras, Eden à l'ouest ;
- 2009 : Coco ;
- 2012 : Ma première fois.

Tourné en studio, le film de Sacha Guitry, Remontons les Champs-Élysées, retrace avec fantaisie l'histoire de l'avenue de la place de la Concorde en 1617 à la place de l'Étoile en 1938.
Tous les mois de juin depuis 2012 se déroule sur l'avenue le premier festival de cinéma de la capitale, Champs-Élysées Film Festival. Ce festival est chargé de défendre et de promouvoir le cinéma indépendant américain et français. Le festival est connu pour dédier l'ensemble de ses événements au grand public : vote pour les films de la compétition, avant-premières en présence des équipes de films, Master-class, soirées spéciales, conférences, etc.
Les prix décernés lors du festival sont :
- Prix du public et prix du Jury - Long métrage américain indépendant
- Prix du public - Court métrage français
- Prix du public - Court métrage américain
- Label étudiant - Film de répertoire

### Théâtre
En 1955, Nekrassov, comédie parodique du maccarthysme à la française, écrite par Jean-Paul Sartre, s'est moquée à plusieurs reprises de la peur récurrente de voir des chars russes envahir les champs-élysées, le héros étant un escroc qui pour échapper à la police et la prison se fait passer pour un ministre soviétique en fuite, qui dispose d'un plan d'invasion de la France par l'URSS.

### Chansons
- Le chanteur Joe Dassin interprète en 1969 Les Champs-Élysées, histoire d'une rencontre amoureuse sur l'avenue.

### Peinture

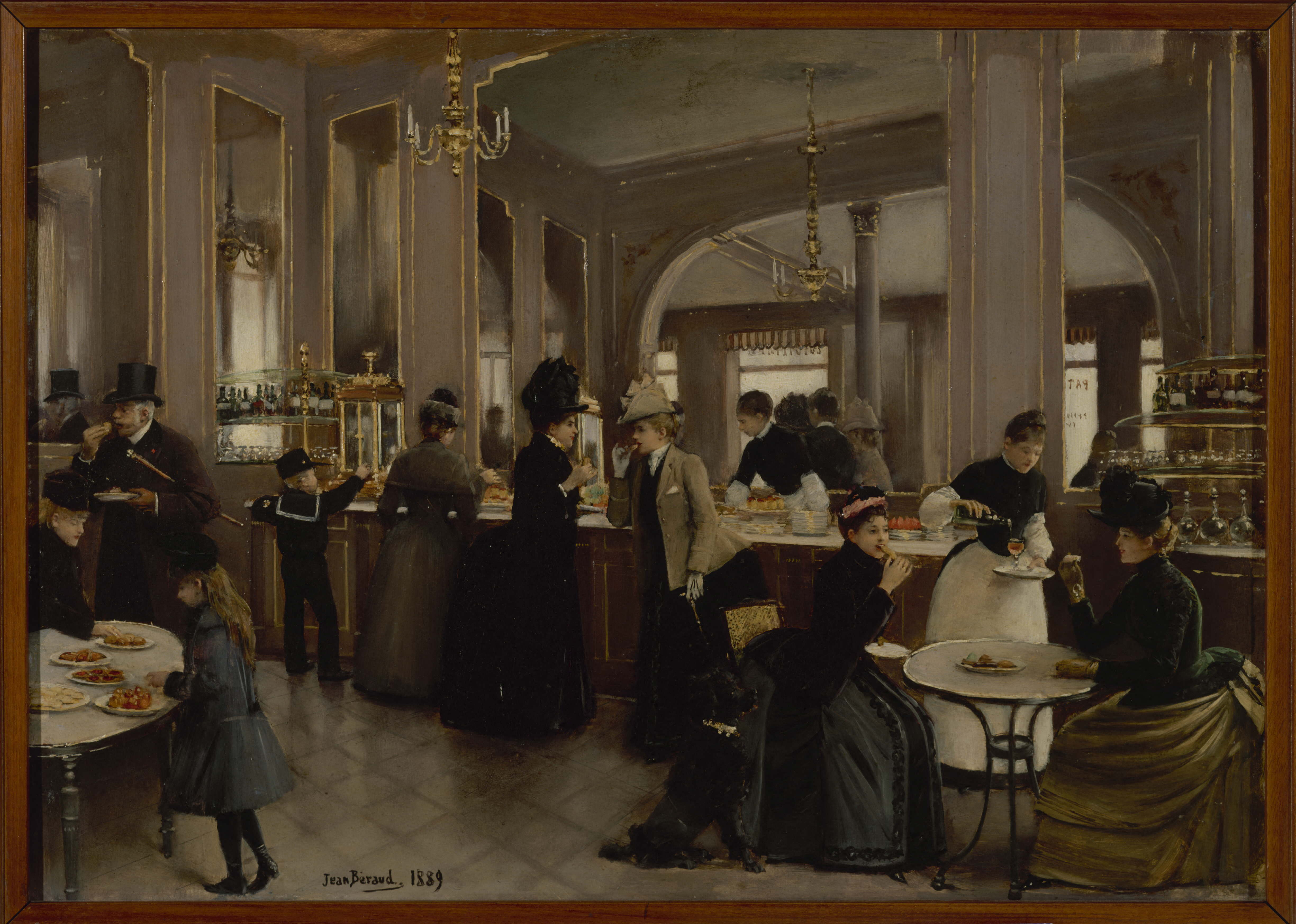
La Pâtisserie Gloppe, 1889,
Jean Béraud,
Paris, musée Carnavalet.

- Distribution de vin et de comestibles aux Champs-Elysées, 1822, par Louis-Léopold Boilly, huile sur toile, 97 x 129 cm, Paris, musée Carnavalet.
- La Pâtisserie Gloppe, 1889, par Jean Béraud, Huile sur bois, 38 × 53 cm, Paris, musée Carnavalet. Située 6 avenue des Champs-Élysées.

## Sources
- « Avenue des Champs-Élysées – Les jardins » sur le site « Mon village : le faubourg du Roule et ses environs », www.apophtegme.com (consulté le 17 novembre 2010).
- André Becq de Fouquières, Mon Paris et ses Parisiens, vol. I, Paris, Pierre Horay, 1953.
- Jean-Marie Pérouse de Montclos (dir.), Le Guide du patrimoine. Paris, Paris, Hachette, 1994.
- Félix de Rochegude, Promenades dans toutes les rues de Paris. VIIIe arrondissement, Paris, Hachette, 1910.

## Équivalents dans le monde
- Corso Francia à Turin : 11,6 km, la plus longue avenue d'Europe.
- Paseo de la Reforma à Mexico, 14,7 km
- Avenida de los Insurgentes (es) à Mexico, 28,8 km, la plus longue avenue du monde.
- Perspective Nevski à Saint-Pétersbourg, 4,5 km
- Benjamin Franklin Parkway à Philadelphie, 1,6 km
- Avenue Paulista à São Paulo, 2,7 km